# Хронология гражданской войны в Сирии (2018)

Текущая карта конфликта

Гражданская война в Сирии — конфликт, начавшийся весной 2011 года как локальное гражданское противостояние и переросший в восстание против режима Башара Асада, в которое с течением времени оказались вовлечены не только основные государства региона, но и международные организации, военно-политические группировки и мировые державы.
Основными участниками конфликта являются регулярные вооружённые и военизированные формирования, выступающие на стороне действующего президента Башара Асада (Сирийская арабская армия, Национальные силы обороны, а также шиитские добровольческие вооружённые формирования, обученные и вооружённые Ираном), формирования «умеренной» сирийской оппозиции (Свободная сирийская армия, арабские суннитские племенные формирования), курдские регионалисты (Отряды народной самообороны), а также различного рода исламистские и джихадистские террористические группировки (ИГ, Фронт ан-Нусра и т. д.).
Стремительное наступление «Исламского государства» и захват террористами значительных территорий Сирии и Ирака летом 2014 года стали поводом для начала военной интервенции США и её союзников, которые с сентября 2014 года наносили авиаудары по позициям исламистов в Сирии, а также вооружали и обучали отряды так называемой «умеренной оппозиции». С 30 сентября 2015 года по просьбе президента Башара Асада военную операцию в Сирии начали Воздушно-космические силы Российской Федерации, координировавшие свои действия с правительственными войсками.
2017 год принёс радикальные перемены в ситуации в Сирии. Главным итогом года стал разгром группировки «Исламское государство», которая ещё в 2015 году контролировала обширные территории в Сирии и Ираке. Разгром основных сил ИГ позволил российскому руководству объявить в декабре о сворачивании операции российских ВКС. 11 декабря президент Путин отдал приказ о выводе основной части сил и средств российской группировки войск.
Было объявлено, что в Сирии для содействия политическому урегулированию и налаживания мирной жизни в полном составе продолжит функционировать российский Центр по примирению враждующих сторон, а также продолжат нести службу три батальона военной полиции, которые осуществляют контроль за зонами деэскалации. Также в соответствии с международными договорами в Сирии на постоянной основе остались два российских пункта базирования — авиабаза Хмеймим и пункт материально-технического обеспечения ВМФ России в Тартусе, которые продолжат прикрывать российские средства ПВО. Оставлены в Сирии и российские беспилотные летательные аппараты, с помощью которых был организован мониторинг зон деэскалации в Идлибе, Хомсе, Даръа и Восточной Гуте. Помимо этого, Россия предприняла шаги по обеспечению постоянного присутствия военных кораблей и подлодок с высокоточным оружием в Средиземном море.

Флаг Сирии (1980–2024)

Флаг Сирии

## Январь
Основные события
Наступление правительственных войск в провинции Идлиб
В начале января сирийские правительственные войска при поддержке российских ВКС развернули широкомасштабное наступление на юге провинции Идлиб (северо-запад Сирии) на районы, контролируемые вооружённой группировкой «Хайят Тахрир аш-Шам» (созданной на базе террористической группировки «Джебхат ан-Нусра») и рядом других радикальных группировок. 
Одновременно правительственные силы и их союзники продвигались в провинциях Алеппо и Хама в направлении стратегической авиабазы Абу-Духур (Абу эд-Духур) (правительственные силы утратили контроль над этой второй по величине авиабазой в Сирии в сентябре 2015 года). 7 января правительственная армия вытеснила боевиков из стратегически важного города Синджар на юге провинции, перерезав пути снабжения террористов из города Хан-Шейхун. Продолжая наступление, правительственные войска и их союзники перекрыли трассу, соединяющую Абу-Духур с соседним крупным городом Мааррет-эн-Нууман. К утру 10 января армию Сирии отделяло от авиабазы только 5 км.
10 января министр иностранных дел Турции Мевлют Чавушоглу высказал недовольство нарушением режима прекращения огня в зоне деэскалации Идлиб и призвал Россию и Иран — двух других гарантов заключённого в декабре 2016 года перемирия между сирийским правительством и умеренной оппозицией — оказать давление на Дамаск и остановить продвижение сирийских правительственных сил. Он заявил, что сирийская армия под предлогом борьбы с террористической организацией «Джебхат ан-Нусра» наносит удары по умеренной оппозиции и объектам гражданской инфраструктуры.
16 января наступающие с севера правительственные войска достигли границ авиабазы Абу-Духур. 17 января расстояние между наступающими на встречных направлениях частями сирийской армии составило всего 4 км. 20 января сирийские войска выбили боевиков с территории аэродрома Абу-Духур. В тот же день в результате соединения штурмовых отрядов сирийских правительственных войск под командованием генерала Аль-Хасана Сухеля с отрядами народного ополчения в районе населённых пунктов Хербет-Эль-Гаджар и Расм-Эль-Хармаль было завершено окружение крупной группировки «Джебхат ан-Нусра» в восточной части провинции Идлиб. 22 января правительственные войска освободили город Абу-Духур, расположенный западнее одноимённой авиабазы.
По мнению экспертов, успех стремительного наступления правительственных сил стал возможным благодаря переброске подкреплений с востока страны после освобождения территории от боевиков «Исламского государства». Существует также мнение, что в обмен на уступки российского руководства Турции в вопросе о проведении военной операции против курдов в Африне Турция удержала подконтрольные ей исламистские группировки от полноценного участия в боях против сирийской армии, в результате чего сирийские власти смогли вернуть под свой контроль город и военный аэродром Абу-Духур и взять в кольцо мощную группировку «Исламского государства» на стыке границ провинций Идлиб, Алеппо и Хама.
Столкновения в Восточной Гуте
Анклав вооружённых оппозиционных группировок боевиков в Восточной Гуте — сельскохозяйственном районе, непосредственно соседствующем с Дамаском, — сформировался в 2012 году. На этой территории действовали группировки «Джейш аль-Ислам», «Файлак ар-Рахман», «Ахрар аш-Шам», а также террористический альянс «Хайят Тахрир аш-Шам» (созданный на базе «Джебхат ан-Нусры»). С мая 2013 года правительственные силы установили полную блокаду мятежного анклава, время от времени предпринимая попытки отвоевать хотя бы часть территории. Тем временем исламисты создали здесь настоящий укрепрайон с широкой сетью оборонительных сооружений, соединённых подземными туннелями. Боевики на протяжении нескольких лет осуществляли обстрелы жилых районов Дамаска, что приводило к многочисленным жертвам среди мирных жителей. Кроме этого, боевики неоднократно предпринимали попытки прорыва и захвата новых районов столицы.
Соглашением России, Ирана и Турции от 4 мая 2017 года в Восточной Гуте была создана одна из четырёх зон деэскалации, на территории которой проживало до 400 тысяч мирных граждан, страдавших в условиях гуманитарной и продовольственной блокады. В течение последовавших месяцев, однако, напряжённость вокруг этой зоны не спадала. К концу 2017 года ситуация вокруг Восточной Гуты приняла угрожающий характер, перемирие здесь действовало лишь формально, и сирийские власти были заинтересованы в ликвидации источника угрозы, находящегося в непосредственной близости от столицы.
В течение января ожесточённые бои между Сирийской арабской армией (САА) и действующими здесь радикальными исламистскими группировками шли за контроль над стратегическим объектом — транспортной базой (складом бронетехники) в районе Харасты. Боевики ранее неоднократно предпринимали попытки захватить этот объект. В ночь на 1 января вооружённые отряды радикальной оппозиции, вновь нарушив договорённости о прекращении огня, перешли в наступление и блокировали базу Хараста, отрезав её от подконтрольных сирийской армии территорий на западе. 8 января правительственные силы смогли восстановить контроль над базой и деблокировать её, однако бои за соседние кварталы продолжились. В ходе ожесточённых боёв с применением танков и артиллерии обе стороны понесли существенные потери. Так, 7 января от полученных в ходе боёв ранений скончался бригадный генерал Хайдер Хассан.
Столкновения на восточном берегу Евфрата
На восточном берегу Евфрата (провинция Дейр-эз-Зор) продолжались боестолкновения между разрозненными отрядами «Исламского государства» (ИГ) и курдскими ополченцами из состава Сирийских демократических сил, взявших этот регион под свой контроль осенью 2017 года.
Авиация международной коалиции, возглавляемой США, продолжала боевые вылеты, подвергая бомбардировкам населённые пункты провинции. По заявлениям представителей коалиции, авиаудары направлены против оставшихся в Дейр-эз-Зоре очагов сопротивления «Исламского государства». При этом, однако, бомбардировки приводят к многочисленным жертвам среди местного населения.
Заявление США о создании курдских «сил безопасности» и начало операции «Оливковая ветвь»
14 января представители международной коалиции во главе с США объявили о том, что приступили к созданию «сил безопасности» на базе Сирийских демократических сил (SDF) численностью до 30 тысяч для контроля пограничных территорий Сирии в долине реки Евфрат на границе с Турцией. Костяк «сил безопасности» составят курдские ополченцы (YPG). Турецкие власти, считающие сирийское курдское ополчение террористической организацией, связанной с Рабочей партией Курдистана, в ответ форсировали подготовку к силовой акции против сирийских курдов, которая задумана как продолжение операции «Щит Евфрата». В течение недели турецкая армия нарастила своё присутствие на границе с Сирией, перебрасывая в приграничные районы военную технику и ведя артобстрелы курдских сил самообороны на севере Сирии. Реджеп Эрдоган предъявил курдам ультиматум: в недельный срок покинуть занимаемые ими позиции в районах Африна и Манбиджа или быть готовыми к операции по их уничтожению. 20 января Генштаб ВС Турции объявил о начале военной операции «Оливковая ветвь» в сирийском районе Африн «в целях обеспечения стабильности и безопасности на северо-западе Сирии». Фактически речь шла о вытеснении курдских вооружённых формирований (YPG, YPJ) из курдского анклава Африн, занимающего северную часть сирийской провинции Алеппо.
Начиная с 20 января турецкая авиация приступила к нанесению ударов по курдским опорным пунктам в приграничной зоне. Первые дни операции продемонстрировали, что турецкое военное командование не стремится форсировать события, сосредоточившись вместо этого на локальных операциях. Костяк наступающих составили отряды «Сирийской национальной армии», которых поддерживали турецкая авиация и бронетанковые подразделения, что, по замыслу командования, должно было позволить избежать потерь среди турецких военнослужащих.
Хронология по дням
1 января президент Сирии Башар Асад назначил министром обороны начальника генштаба Али Абдуллу Айюба вместо Фахеда Фрейджа.
12 мирных жителей погибли в результате американской бомбардировки в юго-восточной части провинции Дейр-эз-Зор.
2 января в результате взрыва в городе Ад-Дана (провинция Идлиб) погиб один из командиров группировки «Файлак аш-Шам». В провинции Даръа возобновились бои между отрядами «Исламского государства» (ИГ) и Сирийской свободной армии (ССА).
Сирийские правительственные войска установили государственные флаги на стратегических высотах Тулюль аль-Хумур в знак успешного завершения длившейся три месяца боевой операции против вооружённых отрядов оппозиции в юго-западной части провинции Дамаск, граничащей с Голанскими высотами. Горная гряда Тулюль аль-Хумур расположена между горой Джабаль аль-Шейх (Хермон) и районами Джабат аль-Хашаб и Машати Хадер в провинции Кунейтра. Правительственным войскам и союзным силам в этом районе противостояли отряды «Джебхат ан-Нусра» и ряд группировок, которые в середине 2015 года создали «Единый военный союз». После того как армия взяла их в плотное кольцо, они были вынуждены принять условия властей и, сдав тяжёлое вооружение, были вывезены в провинцию Даръа.
Тем временем на юге провинции Идлиб и на северо-востоке провинции Хама продолжалось наступление сирийских правительственных сил, развернувшееся в конце 2017 года.
5 января в результате миномётного обстрела исторического центра Дамаска двадцать два человека получили ранения, одна женщина погибла. Отряд ИГ предпринял атаку на позиции правительственных войск близ границы между провинциями Хомс и Дейр-эз-Зор.
В ночь с 5 на 6 января, как сообщили в российском министерстве обороны, системой обеспечения безопасности российской авиабазы Хмеймим и пункта материально-технического обеспечения ВМФ России в городе Тартус была сорвана попытка атаки террористов с массированным использованием ударных беспилотных летательных аппаратов (БПЛА) самолётного типа. Из тринадцати малоразмерных воздушных целей, выявленных российскими средствами ПВО на значительном удалении от российских военных объектов, шесть целей российским подразделениям РЭБ удалось взять под контроль, перехватив внешнее управление, а семь БПЛА были уничтожены зенитно-ракетными пушечными комплексами «Панцирь-С1». Как сообщили в министерстве, в результате расшифровки данных перехваченных БПЛА было определено точное место их запуска на удалении более 50 км от российских объектов. Эксперты предположили, что к атаке на российские военные базы может быть причастна группировка «Ахрар аш-Шам» — союз исламистских бригад, которые ранее взаимодействовали с «Джебхат ан-Нусра» в провинциях Идлиб и Хама. После раскола и начала междоусобной войны с «Ан-Нусрой» «Ахрар аш-Шам» перешла в ряды оппозиционного альянса «Свободная сирийская армия» (ССА).
В заявлении Министерства обороны РФ от 8 января указывалось: «Инженерные решения, использованные террористами при атаке на российские объекты в Сирии, могли быть получены только от одной из стран, обладающих высокими технологическими возможностями по обеспечению спутниковой навигации и дистанционным управлением сбросом профессионально собранных самодельных взрывных устройств в назначенных координатах». Официальный представитель министерства обороны США в беседе с корреспондентом ТАСС заявил, что какие бы то ни было предположения о том, что США или силы возглавляемой ими международной коалиции имели отношение к нападению на российские базы, «не имеют под собой фактологической основы и являются крайне безответственными». При этом он отказался сообщить, какие задачи решал разведывательный самолёт ВМС США Poseidon, который, согласно информации Минобороны России, барражировал над акваторией Средиземного моря в районе Тартуса и Хмеймима во время атаки на российские военные объекты.
По сообщению Минобороны РФ, дроны были запущены из района населённого пункта Муаззара на юго-западе зоны деэскалации в провинции Идлиб, которая контролируется вооружёнными формированиями оппозиции и турецкими ВС. В связи с этим Минобороны РФ обратилось к начальнику генштаба ВС Турции генералу Акару Хулуси и руководителю Национальной разведывательной организации страны Хакану Фидану, указав «на необходимость выполнения Турцией взятых на себя обязательств по обеспечению соблюдения режима прекращения боевых действий подконтрольными вооружёнными формированиями и активизации работы по выставлению наблюдательных постов в зоне деэскалации Идлиб с целью пресечения подобных атак ударных БПЛА». Российский президент Владимир Путин на встрече с руководителями российских СМИ выразил уверенность, что Турция не имеет отношения к атаке на российскую базу.
6 января в ходе полномасштабного наступления сирийской армии в южной части провинции Идлиб после массированного удара российской авиации были заняты населённые пункты Шейх Барака и Умм Мавалаят, расположенные южнее города Синджар, а также деревни Хава, Тель Амара и Расм Аль-Саид к востоку от Синджара.
7 января в пригороде Дейр-эз-Зора из-за резкого повышения уровня воды в реке был разрушен мост через Евфрат. Проведённое сирийскими специалистами расследование показало, что резкое изменение уровня воды произошло из-за преднамеренного открытия шлюзов на плотине ГЭС Эт-Табка, находящейся на территории оппозиционных формирований, подконтрольных международной коалиции во главе с США. Автомобильный разборный мост был возведён российскими военными инженерами 23 сентября 2017 года и передан сирийской стороне. Длина этого сооружения составляла 212 м, грузоподъёмность — 60 т. Это был единственный мост через Евфрат — другие подобные сооружения были разрушены в результате боевых действий.
Как сообщила месяцем позже газета «Красная звезда», «6 января, несмотря на отсутствие в регионе существенных осадков, уровень воды в Евфрате неожиданно поднялся на несколько метров, а скорость течения реки увеличилась в два раза. В результате на следующий день мост был разрушен». Официальный представитель Пентагона Эрик Пэхон заявил, что информация о разрушении по вине США моста через Евфрат «совершенно не соответствует действительности».
7 января правительственные войска Сирии и их союзники заняли стратегически важный населённый пункт Синджар, в 15 км от военного аэродрома Абу-Духур.
В административном центре провинции десятки человек были ранены и убиты в результате взрыва заминированного автомобиля, припаркованного у штаба группировки «Аджнад аль-Кавказ».
8 января Сирийская арабская армия (САА) при поддержке ВКС РФ заняла два поселения в провинции Идлиб. На юге провинции Алеппо армия под прикрытием ВКС РФ также продолжала развивать наступление на опорные пункты «Джебхат ан-Нусры», продвигаясь к авиабазе Абу-Духур.
Радикальные антиправительственные группировки, базирующиеся в районе населённого пункта Ар-Растан на севере провинции Хомс (входит в зону деэскалации сирийского конфликта, установленную в соответствии с соглашениями, достигнутыми Россией, Турцией и Ираном на встрече в Астане), вновь нарушили перемирие, атаковав позиции Сирийской арабской армии.
Боевики «Исламского государства», скрывающиеся на территориях, подконтрольных курдским отрядам ополчения, продолжали совершать нападения на опорные пункты Сирийских демократических сил (SDF).
9 января из провинции Дейр-эз-Зор в район Восточная Гута прибыли подразделения элитной 104-й воздушно-десантной бригады Республиканской гвардии под командованием генерала Гассана Таррафа.
Исламисты, базирующиеся на территории оазиса Восточная Гута, обстреляли ракетами квартал Баб Тума в Дамаске. Удары были нанесены по зданию центральной тюрьмы «Адра» и по больнице «Ибн Сина».
Израильская авиация нанесла удар по складу вооружения и боеприпасов сирийских правительственных сил в районе населённого пункта Аль-Кутейфа, неподалёку от горного массива Восточный Каламун.
Авиация международной коалиции, возглавляемой США, активизировала боевые вылеты в провинции Дейр-эз-Зор. Бомбардировкам вновь подвергся населённый пункт Ас-Суса на юго-востоке региона.
В восточной части провинции Идлиб сирийские войска при поддержке ВКС РФ в течение дня освободили двенадцать населённых пунктов на пути к авиабазе Абу-Духур и одноимённому городу. Подразделения САА перекрыли трассу, соединяющую Абу-Духур с соседним крупным городом Мааррет-эн-Нууман.
В провинции Хама после длительного перерыва к северо-востоку от административного центра региона возобновились бои между Сирийской арабской армией и антиправительственной коалицией «Хайят Тахрир аш-Шам» (ХТШ), которую поддерживает группировка «Исламское движение Восточного Туркестана». Правительственным силам удалось отбить населённый пункт Аш-Шакусия и освободить стратегический город Рахаджан, являвшийся крупнейшим опорным пунктом входящей в состав ХТШ группировки «Джебхат Фатх аш-Шам» («Фронт ан-Нусра»). Значительную поддержку правительственным силам оказали ВКС России.
10 января на юге провинции Идлиб правительственные силы во взаимодействии с ополченцами при поддержке российской авиации развивали наступление на северо-восток в направлении стратегической авиабазы Абу-Духур. Боевики активизировали атаки смертников на «джихад-мобилях», рассчитывая любой целой удержать стратегический населённый пункт Абу-Духур. Сообщалось что исламисты используют тяжёлое вооружение, минируют местность в предместьях Абу-Духура, для перемещения ими используется разветвлённая сеть подземных туннелей. Из-под Хан-Шейхуна и Аш-Шакусии к городу была переброшена новая партия боевой техники.
В районе Харасты (пригорода Дамаска) продолжились вооружённые столкновения между антиправительственными группировками и сирийской армией. Исламисты, базирующиеся на территории Восточной Гуты, продолжали обстреливать жилые районы Дамаска. В результате обстрела погибли как минимум четыре мирных жителя, ещё 16 человек получили ранения. Сирийские войска нанесли ответные удары по огневым позициям боевиков на окраине городов Ирбин и Хараста.
В провинции Алеппо Сирийская арабская армия нанесла удар к югу от административного центра провинции. Под шквальным артиллерийским огнём правительственных сил исламисты были вынуждены отступить. Антиправительственные формирования были полностью выбиты из населённых пунктов Хаварин, Рамла, Музейала, Навара, Расм Аш-Шейх и Таль Аль-Сабха, расположенных западнее стратегического города Ханассер. Под контроль правительственных сил перешли несколько высот, в том числе Телль Абу Рувайль, Телль Аль-Мукбира и Джабаль Аль-Хосс. Таким образом, правительственные силы расширили буферную зону вокруг стратегической магистрали Алеппо — Ханассер — Итрия — Саламия — Хама.
В провинции Хама боевики «Джебхат Фатх аш-Шам» возобновили ракетные обстрелы христианского населённого пункта Мхарде северо-западнее административного центра провинции. В ответ российская авиация нанесла удары по укрепрайонам радикалов неподалёку от города Аль-Латамина.
Северо-восточнее города Хама не утихали ожесточённые бои между отрядами альянса ХТШ, выступающего при поддержке «Исламского движения Восточного Туркестана», с одной стороны, и сирийской армией — с другой.
Продолжилось противостояние между боевиками «Исламского государства» и курдскими войсками, выступающими при поддержке международной коалиции, в населённом пункте Гаранидж (провинция Дейр-эз-Зор). ИГИЛовцы нанесли удар по одному из командных пунктов Сирийских демократических сил (SDF), в результате чего не менее 16 курдов были убиты. Появилась информация о том, что Сирийские демократические силы, поддерживаемые США, освободили более 400 ИГИЛовцев, попавших к ним в плен в провинции Дейр-эз-Зор. По данным Сирийского центра мониторинга за соблюдением прав человека (SOHR), 120 бывших боевиков из числа тех, кто получил амнистию, присоединились к SDF.
11 января в провинции Алеппо западнее Ханассера отмечались столкновения между Сирийской арабской армией и отрядами ХТШ, которые сконцентрировали усилия на укреплении линии обороны на юго-востоке провинции Алеппо. К прифронтовому населённому пункту Бурдж Сбене, находящемуся под контролем исламистов, были переброшены новые противотанковые ракетные комплексы.
На юге провинции Идлиб ВКС РФ и сирийские ВВС нанесли удары по опорным пунктам ХТШ.
В Харасте (провинция Дамаск) продолжались ожесточённые бои между Сирийской арабской армией и радикальными группировками. Была отмечена переброска сил вооружённой оппозиции к городу Ан-Нашабия на восток от столицы. В этом районе отряды «Джейш аль-Ислам» готовились отбить предполагаемое наступление правительственных войск САР с целью отрезать Ан-Нашабию от остальной части оппозиционного анклава. ВВС Сирии нанесли удары по опорным пунктам радикальных оппозиционных формирований в окрестностях населённого пункта Мисраба.
На северо-востоке провинции Хама продолжалось противостояние между САА и боевиками альянса «Тахрир аш-Шам». Ожесточённые столкновения между правительственными силами и исламистами были отмечены в районе населённого пункта Атшан и в окрестностях Хувейна.
В окрестностях населённого пункта Гаранидж (провинция Дейр-эз-Зор) продолжались столкновения между Сирийскими демократическими силами (SDF) и боевиками «Исламского государства».
На западе провинции Даръа продолжилось ожесточённое противостояние между Сирийской свободной армией и связанной с ИГ группировкой «Джейш Халид ибн Аль-Валид».
Радикалы вновь нарушили перемирие на севере провинции Хомс. Сообщалось об интенсивных перестрелках в районе населённого пункта Тейр Маала.
12 января в северной части провинции Латакия были зафиксированы перестрелки между Сирийской арабской армией и радикальными группировками в нарушение действующего в этой части региона перемирия.
В провинции Алеппо Сирийская арабская армия при поддержке ВКС РФ взяла под свой контроль населённые пункты Умм Анкашб Салихия, Джубб Аль-Инташ, Сухур, Аль-Хардана, Аль-Асадия, Расм Аль-Амиш, Хауир аль-Хасс, Аль-Банауи и Джубб Аль-Аама.
На территории провинции Хама Сирийская арабская армия обстреливала позиции радикальных исламистов «Тахрир аш-Шам» (ХТШ) у населённого пункта Харб Нафса. На севере региона были зафиксированы столкновения между правительственными войсками и группировкой «Нур ад-Дин аз-Зенки». На северо-востоке провинции Хама продолжались бои между ХТШ и отрядом «Исламского государства». В результате удачного наступления сил ИГ им удалось выбить боевиков альянса ХТШ из населённых пунктов Мъаккар-эш-Шамали, Джаддуия-Киблия и Маслухия.
В южных районах провинции Идлиб продолжилось ожесточённое противостояние между правительственными войсками и боевиками «Джебхат ан-Нусры». Поступила информация о переброске в провинцию Идлиб в качестве подкрепления силам «Хайят Тахрир аш-Шам» нескольких сотен боевиков из вооружённых группировок, участвовавших в операции «Щит Евфрата». Боевики были вывезены на автобусах из населённых пунктов Аазаз и Акерин через территорию Турции. В районы наиболее активных военных действий — Атшана, Абу-Духура и Джезраи — были переброшены отряды подкрепления из состава «Хайят Тахрир аш-Шам» и «Джейш аль-Ахрар» из Серакиба.
В Харасте (Восточная Гута) продолжились ожесточённые бои между Сирийской арабской армией и радикальными вооружёнными формированиями. Правительственные войска подвергли массированному обстрелу позиции радикальных группировок на территории оазиса и атаковали опорные пункты боевиков в окрестностях города Дума. Боевики обстреляли населённый пункт Хаммурия. В результате артобстрела погибли четыре мирных жителя поселения, в том числе трое детей.
В окрестностях населённых пунктов Гаранидж и Хаджин (провинция Дейр-эз-Зор) продолжились столкновения между Сирийскими демократическими силами (SDF) и террористами «Исламского государства». В результате атаки смертника на «джихад-мобиле» курдские отряды ополчения потеряли 20 бойцов убитыми. Радикальные исламисты казнили двух мирных жителей близлежащего поселения из-за подозрений в связях с «Сирийскими демократическими силами».
В провинции Даръа в районе поселения Ядуда были зафиксированы перестрелки между правительственными войсками и радикалами. На западе провинции продолжились ожесточённые бои между Сирийской свободной армией и группировкой «Джейш Халид ибн Аль-Валид».
13 января на северо-востоке Дамаска возобновились ожесточённые бои между частями Сирийской арабской армии и исламистскими группировками, действующими в Восточной Гуте. 4-я дивизия САА продолжила попытки прорвать основную линию обороны боевиков. Военнослужащие САР обстреливали позиции исламистов из ракетных установок и крупнокалиберных пулемётов. Южнее Дамаска, в городе Ялда, возобновилось противостояние между соперничающими группировками — ИГ и «Хайят Тахрир аш-Шам».
На юге провинции Алеппо Сирийская арабская армия продолжила широкомасштабное наступление против «Хайят Тахрир аш-Шам». Правительственные силы приблизились к частям армии САР, продвигающимся на юго-востоке соседней провинции Идлиб. Боевики испытывали недостаток живой силы и военной техники, поскольку практически все их отряды сосредоточились в районе авиабазы Абу-Духур, пытаясь сдержать наступление армии САР. В дополнение к 13 населённым пунктам, освобождённым днём ранее, под контроль войск САР перешли деревни Сардж Фари, Балуза, Кайкан, Аль-Аюбия, Кафр Абиш, Аль-Мунтар, Джубб Джасем, Хирбат Аль-Мааджир, Самирия и Таль Ад-Даман, расположенные в районе горного массива Аль-Хасс. Таким образом, армия Башара Асада не только продвинулась в направлении авиабазы Абу-Духур, но и расширила буферную зону вокруг стратегической трассы Алеппо — Ханассер — Итрия — Саламия — Хама.
В провинции Идлиб боевики ХТШ и союзных формирований попытались провести контрнаступление в районе авиабазы Абу-Духур, но были вынуждены отступить, понеся потери в живой силе и боевой технике. «Тахрир аш-Шам» предпринимала попытки вернуть населённые пункты Синджар и Ацхан, используя террористов-смертников, однако и эти попытки завершились неудачей. ВКС РФ продолжали наносить удары по укрепрайонам радикалов на окраинах населённых пунктов Хан Сабиль, Маасран и Хан Шейхун. В результате авиаударов ВКС РФ была уничтожена колонна боевиков, направлявшаяся в провинцию Алеппо. Вместе с радикалами была также уничтожена их тяжёлая военная техника. Значительный урон группировке был нанесён вследствие взрыва большого запаса взрывчатки, предназначавшейся для проведения атак смертников.
Ночью в районе населённого пункта Таль-Бисса (провинция Хомс) вновь произошли перестрелки между Сирийской арабской армией и боевиками ХТШ.
Командование Сирийских демократических сил (SDF) ввело комендантский час на контролируемых территориях на востоке провинции Дейр-эз-Зор ввиду непрекращающихся нападений террористов «Исламского государства». Ранее курды установили комендантский час и в городе Ракка. Формированиям ИГ удалось отбить у Сирийских демократических сил город Гаранидж. ВВС международной коалиции, возглавляемой США, продолжали наносить интенсивные авиаудары по населённым пунктам Гаранидж и Ас-Суса.
Информационное агентство National Coalition of Syrian Revolution and Opposition Forces опубликовало данные о жертвах среди мирных жителей в ходе завершающего этапа военной операции «Гнев Евфрата», проводившейся Сирийскими демократическими силами и США в городе Ракка. Около трёх тысяч местных жителей были убиты во время боевых действий; около двух тысяч, в том числе более 500 детей, погибли под ударами международной коалиции, возглавляемой США. По данным интернет-портала, в течение 2017 года в районе Ракки было совершено более 4500 авианалётов. В результате 80 % города оказалось разрушено — пострадали жилые дома, а также инфраструктура.
Согласно поступившим 14 января сообщениям, руководители «Джебхат Фатх аш-Шам» отдали приказ подконтрольным исламистским группировкам «Джейш аль-Ватан» и «Джейш аш-Шималь», базирующимся на северо-западе от Алеппо вблизи курдского кантона Африн, передислоцировать силы на юг региона, а также на юго-восток соседней провинции Идлиб с целью противостояния правительственным силам. Цель переброски — усиление линий обороны на этих направлениях, которые были серьёзно ослаблены из-за стычек между «Джебхат Фатх аш-Шам» и «Исламским движением Восточного Туркестана».
В районе населённого пункта Хуан Аль-Кебир на юго-востоке провинции Идлиб несколько сотен боевиков ХТШ провели мощную контратаку на позиции армии САР. В результате Хуан аль-Кебир был захвачен, однако в ходе последующих ответных действий подразделений САА, сирийской и российской авиации значительная часть позиций была восстановлена.
Сообщалось, что курдские отряды народной самообороны (YPG), базирующиеся в восточной части провинции Дейр-эз-Зор, пополнились 700 новобранцами, причём большая часть из них — выходцы из провинции Дейр-эз-Зор. В регионе проживает преимущественно арабо-суннитское население, которое, напротив, открыто не поддерживает курдов, считая их новыми захватчиками. Ранее поступали многочисленные сообщения о том, что бывшие члены «Исламского государства» по договорённости с представителями ССО США вступают в Сирийские демократические силы, ядро которых как раз и составляют курдские отряды народной самообороны.
В провинции Хама правительственные силы нанесли артиллерийский удар и смогли предотвратить массированную атаку боевиков «Хайят Тахрир аш-Шам» на линии соприкосновения сил между городами Аль-Латамина и Халфая. Отряды ХТШ были вынуждены отойти к населённым пунктам Кафр Зета, Мурек и Хан Шейхун. При этом «Хайя» понесла большие потери в живой силе.
Более 500 семей, эвакуированных из района Западной Гуты (провинция Дамаск), вернулись в свои дома в городах Бейт-Джинн и Мугр Аль-Мир, а также в близлежащих населённых пунктах. В конце декабря 2017 года исламисты антиправительственных формирований, действовавших в данном районе, эвакуировались в провинции Идлиб и Даръа, приняв условия мирного соглашения с сирийским правительством. Инженерные подразделения САР сразу же приступили к разминированию освобождённых территорий. В настоящее время район Бейт-Джинна полностью безопасен для проживания мирных жителей, большинство из которых были вынуждены оставить родные места около трёх лет назад.
14 января в Восточной Гуте продолжались бои между Сирийской арабской армией и боевиками. Согласно военным источникам, в столкновениях у города Хараста был уничтожен один из высокопоставленных лидеров «Ахрар аш-Шам» Абу Надер Аль-Аос. Абу Надер планировал многие вылазки радикалов, в том числе атаку на военную базу САА в Харасте. Сирийская арабская армия начала новое наступление в восточной части оазиса Восточная Гута, ударив с юга и севера по фортификационным сооружениям исламистов антиправительственного формирования «Джейш аль-Ислам» на окраине деревни Хазрама, расположенной вблизи населённого пункта Аль-Нашабия. Наступлению предшествовали авиаудары по военным объектам и командным пунктам и артподготовка. За несколько часов правительственным подразделениям удалось занять несколько стратегических позиций «Джейш аль-Ислам». Кроме того, под контроль армии САР перешёл район Таль Фирзат.
Турецкая армия и Сирийская национальная армия (СНА) атаковали опорные пункты курдских Отрядов народной самообороны (YPG) в северо-западной части провинции Алеппо, на границе курдского кантона Африн. Между тем так называемое временное правительство вооружённой оппозиции заявило об открытии КПП «Абу Аз-Зандин» на линии разграничения сил умеренной оппозиции и САА юго-западнее города Аль-Баб. Это избавило местных жителей от необходимости передвигаться через территории, подконтрольные Рабочей партии Курдистана (РПК), которая рассматривается в Турции как террористическая организация.
На юго-западе провинции Даръа возобновились боестолкновения между Сирийской свободной армией и боевиками организации «Джейш Халид ибн Аль-Валид».
14 января появилась информация о том, что террористы «Джебхат Ан-Нусры» и союзной ей группировки «Исламское движение Восточного Туркестана» провели контрнаступление на юго-востоке провинции Идлиб. Как передало информационное агентство Al Masdar News, боевики применили против правительственных сил химическое оружие — снаряды с хлором, после чего те были вынуждены оставить несколько населённых пунктов и отступить в ожидании подкреплений из Алеппо.
Между тем в окрестностях авиабазы Абу-Духур был ликвидирован один из высокопоставленных лидеров вооружённой оппозиции по прозвищу Юнда Аль-Малахем Кассара Малахем.
В провинции Алеппо в результате четырёхдневного наступления Сирийская арабская армия установила полный контроль над всеми населёнными пунктами, расположенными на плато Аль-Хасс. Под контролем радикалов остаются лишь территории вблизи границы с провинцией Идлиб. Силы радикальных группировок отступают, практически не оказывая сопротивления. Большая часть боевиков передислоцировалась в Идлиб. В результате около сотни населённых пунктов, в том числе стратегический город Таль Ад-Даман, были освобождены. В ходе зачистки населённых пунктов были обнаружены крупные запасы оружия исламистов. Войска САА приступили к разминированию освобождённой территории.
Силы Сирийской арабской армии и союзных военизированных формирований начали крупную наступательную операцию против отрядов «Исламского государства» в северо-восточной части провинции Хама. Штурмовые подразделения САА при поддержке палестинских отрядов «Лива аль-Кудс» и под прикрытием российской авиации освободили населённые пункты Ат-Туфахия, Ат-Таляль Аль-Муталла, Ас-Суккари, Абу Кахаф, Аник Бажра. Боевики ИГ, ранее отбившие в этом районе часть населённых пунктов у отрядов вооружённой оппозиции, перебрались сюда из окрестностей города Акерабат в попытке избежать столкновений с правительственными войсками.
15 января в течение суток на территории оазиса Восточная Гута наблюдались столкновения между Сирийской арабской армией и радикальными группировками. ВВС Сирии нанесли удары по опорным пунктам боевиков в окрестностях городов Ирбин и Хараста. В районе города Дума отмечались интенсивные перестрелки между армией САР и «Джейш аль-Ислам». Артиллерия САА вела обстрел пунктов дислокации боевиков в окрестностях деревень Аль-Балилия и Аль-Касимия. Боевики обстреляли из миномётов Дамаск.
В провинции Алеппо в течение дня правительственные силы при поддержке ВКС РФ продолжили продвигаться, зачищая от боевиков «Ан-Нусры» поселения региона. На севере провинции ВС Турции и Сирийская свободная армия продолжили подготовку к крупномасштабному наступлению на позиции курдов в районе Африн.
В провинции Идлиб ВКС РФ нанесли удар по пункту управления боевиков в районе населённого пункта Бекфалун, в результате чего было разрушено два здания, уничтожено несколько автомобилей, а также, по данным некоторых СМИ, ликвидирован полевой командир вооружённой группировки «Джунд аль-Малахим». Правительственные силы готовились к отражению контрнаступления отрядов альянса «Хайят Тахрир аш-Шам», а также вооружённых группировок «Джейш Идлиб аль-Хар», «Исламская партия Туркестана», «Джейш аль-Ахрар» и «Ахрар аш-Шам» к югу от Абу-Духура. Ливанское информационное агентство Al-Masdar сообщило, что сирийское военное командование готовит переброску 124-й бригады Республиканской гвардии в район авиабазы Абу-Духур с целью поддержать наступление САА.
16 января радикальные группировки, базирующиеся в провинции Дамаск, вновь обстреляли жилые кварталы столицы САР. В течение суток на территории оазиса Восточная Гута продолжалось противостояние между САА и вооружёнными формированиями оппозиции. С подконтрольных боевикам территорий в Джобаре, Айн-Терме, Кафр-Батне и Нашабии периодически вёлся обстрел позиций правительственных войск.
В юго-западной части провинции Алеппо Сирийская арабская армия при поддержке ВКС РФ продолжила освобождать территорию от радикальных исламистов «Джебхат Фатх аш-Шам». Правительственные войска достигли северных границ авиабазы Абу-Духур. На севере провинции продолжались интенсивные перестрелки между протурецкими группировками и Сирийскими демократическими силами (SDF). Бойцы курдского ополчения вели обстрел позиций Сирийской национальной армии (СНА) и «Ахрар аш-Шам» в городе Аазаз. Ранее ВС Турции нанесли ряд ударов по опорным пунктам SDF в окрестностях Африна. К сирийской границе прибыли ещё две военные колонны турецкой армии: в турецкий город Рейханлы — несколько танков М-60, в приграничный населённый пункт Огулпынар — колонна грузовиков с боеприпасами и военной техникой. Жители города Манбидж вышли на демонстрацию против произвола бойцов SDF, требуя прекратить принудительную мобилизацию.
В провинции Дейр-эз-Зор разрозненные группировки «Исламского государства», скрывающиеся на подконтрольных SDF территориях, снова атаковали позиции курдских отрядов в городе Гаранидж.
На востоке провинции Даръа были зафиксированы перестрелки между правительственными войсками и радикальными группировками.
ВКС РФ продолжили обеспечивать продвижение Сирийской арабской армии на юге провинции Идлиб. Боевики сражающихся против САА группировок вынуждены были оставить восточную окраину населённого пункта Ард-эз-Зарзур и юго-восточные районы Хуайн-эль-Кебир. «Хайят Тахрир аш-Шам» всеми силами пытается не допустить перехода под контроль правительственных войск авиабазы Абу-Духур. Для этого боевики активно укрепляют свои позиции, перебрасывают в район боевых действий отряды подкрепления и предпринимают попытки лобовых и фланговых контратак. В районе населённого пункта Сурудж боевики применили против правительственных войск химическое оружие на основе хлора. В результате химатаки пострадало 90 военнослужащих САА.
ВКС РФ совместно с ВВС Сирии нанесли удары по пунктам дислокации террористов «Джебхат ан-Нусры» в окрестностях населённого пункта Кафр Зета на северо-востоке провинции Хама.
17 января к северо-востоку от Дамаска в течение дня шли бои между антиправительственными формированиями и сирийскими войсками. Вооружённые стычки отмечались на окраинах городов Ирбин и Хараста. Сирийская авиация возобновила боевые вылеты, нанеся авиаудары по военным объектам вооружённой оппозиции в окрестностях населённых пунктов Дума, Хараста и Ирбин. Боевики исламистских группировок продолжали укреплять свои позиции в предместьях Дамаска новыми отрядами и возводить фортификационные сооружения вблизи линии соприкосновения с подразделениями Сирийской арабской армии.
Позиции группировки «Джейш аль-Ислам» вблизи населённого пункта Аль-Нашабия подверглись артиллерийским обстрелам со стороны отрядов «Исламского государства», дислоцирующихся в районе города Ялда к югу от Дамаска. Также были зафиксированы перестрелки между вооружённой оппозицией и боевиками ИГ в районе Хаджар Аль-Асвад.
В результате миномётного обстрела боевиков в Восточной Гуте погиб корреспондент правительственного информагентства Валид Халил, один из наиболее известных военных журналистов.
Турция продолжила наращивать вооружённые силы у границы с Сирией. Новые ракетные установки были развёрнуты в турецкой провинции Хатай. Противостоящие друг другу силы продолжали взаимные обстрелы. Представители курдских сил заявили, что массированные обстрелы длятся уже четыре дня, и призвали Совет безопасности ООН оказать воздействие на Турцию.
На юге провинции Алеппо продолжалось вооружённое противостояние между «Тахрир аш-Шам» и подразделениями Сирийской арабской армии. Бои разворачивались в районе населённых пунктов Аль-Джафра, Анадан Аль-Шейх и Абу Муджахер. В результате столкновений под контроль САА перешёл город Батиха. Наступление в этом районе ведёт 124-я бригада Сирийской арабской армии, поддерживаемая российской авиацией. В связи с тем, что «Тахрир аш-Шам» продолжала нести потери в столкновениях с Сирийской арабской армией в южной части провинции, лидеры боевиков направили крупную военную колонну в сторону населённого пункта Аль-Хадер к юго-западу от столицы провинции. 15 бронированных автомобилей выдвинулись в сторону города, чтобы укрепить линию обороны.
В юго-восточной части провинции Дейр-эз-Зор продолжились столкновения между ИГИЛовцами и Сирийскими демократическими силами за контроль над населённым пунктом Гаранидж. Террористы «Исламского государства» применили беспилотники для сброса взрывных устройств на опорные пункты курдских отрядов. Также сообщалось о том, что ИГ прибегло к атаке с участием террориста-смертника, в результате чего не менее десяти бойцов SDF были убиты.
В пустынных районах к юго-западу от Дейр-эз-Зора отмечено увеличение численности разрозненных отрядов «Исламского государства». Боевая авиация РФ нанесла несколько ударов по местам стоянок бывших ИГИЛовцев. Между тем курдские бойцы Сирийских демократических сил продолжили зачистку территорий к востоку от Евфрата от остатков отрядов ИГ.
Военные самолёты западной коалиции провели бомбардировку населённого пункта Аш-Шафаа (в районе пограничного города Абу-Камаль), где по-прежнему сохраняют военное присутствие террористы ИГ.
На подконтрольных правительственным силам территориях провинции налаживается мирная жизнь. Более 3000 мирных жителей вернулись в родные места после полного разминирования освобождённых районов сапёрами САА. Сирийское правительство при помощи российского Центра по примирению враждующих сторон продолжает ремонтные работы по восстановлению инфраструктуры населённых пунктов.
В провинцию Идлиб были переброшены дополнительные части САА вместе с тяжёлой военной техникой для возобновления продвижения навстречу подразделениям САА, которые развивают наступление в южной части провинции Алеппо. На данный момент сирийские штурмовые группы в Идлибе и Алеппо разделяют всего четыре километра.
В районе границы между провинциями Хама, Алеппо и Идлиб боевики ИГ, бежавшие на северо-восток Хамы из так называемого «Акерабатского котла», нанесли удар по позициям правительственной армии недалеко от населённого пункта Синджар. Испытывая острую нехватку в живой силе, лидер антиправительственного альянса Абу Мухаммед Аль-Джулани призвал силы вооружённой оппозиции к формированию единого фронта для борьбы с сирийским правительством.
Сирийская свободная армия лишилась одного из высокопоставленных командиров: Хусейн Абдул-Раззак Баккур был убит в ходе вооружённых столкновений с Сирийской арабской армией. Двумя днями ранее в боях был убит ещё один полевой командир ССА — Абу Насер Аль-Кусайя.
По сообщению источников вооружённой оппозиции, антиправительственная группировка «Батальон Аль-Муатасим Биллах» вошла в состав формирования «Джейш аль-Наср», которое выступает на стороне альянса «Хайят Тахрир аш-Шам» на севере провинции Хомс. Многие исламистские организации, базирующиеся в районе населённого пункта Ар-Растан, входят в число «умеренной оппозиции» и соблюдают перемирие, установившееся на севере региона после переговоров, проведённых при посредничестве сотрудников российского Центра по примирению враждующих сторон. Однако в отношении «Джебхат Фатх аш-Шам» и её союзников режим прекращения огня не действует.
На юго-западе провинции Даръа боевики Сирийской свободной армии обстреляли укрепрайоны группировки «Джейш Халид ибн Аль-Валид» недалеко от населённых пунктов Сахм Аль-Джаулан и Аш-Шаджар. Эти соперничающие группировки время от времени возобновляют боевые действия на юго-западе провинции, но серьёзно продвинуться ни одной из сторон пока не удаётся.
18 января командование 4-й дивизии САА объявило о своей полной готовности начать полномасштабное наступление в Восточной Гуте против исламистов. Согласно сообщениям некоторых источников, за последнее время в район населённого пункта было направлено большое количество подкреплений, в первую очередь из провинций Хама и Хомс.
В районе военной базы Сирийской арабской армии (САА) на окраине населённого пункта Хараста (Дамаск) вновь были зафиксированы вооружённые столкновения между боевиками исламистских группировок и правительственными силами САР. Отряды оппозиции трижды пытались атаковать позиции Республиканской гвардии, однако все нападения были отражены. Опорные пункты сирийских войск подверглись обстрелам исламистов сразу в нескольких районах Восточной Гуты.
Боевики «Джебхат ан-Нусры» и союзных группировок активизировали разведывательную деятельность у линии фронта на северо-востоке провинции Латакия, в том числе с использованием беспилотников. Высказывались предположения, что в ближайшее время они планируют возобновить активные боевые действия против сирийской армии на этом направлении. Основная цель возможной операции — отвлечь САА от провинции Идлиб, в которой в настоящее время разворачиваются главные военные события.
За сутки в районе населённого пункта Аль-Хадер на юге провинции Алеппо значительно увеличилось присутствие сил вооружённой оппозиции и правительственных подразделений за счёт прибытия подкреплений к противоборствующим сторонам. Командование «Джебхат Ан-Нусры» вновь предприняло попытку заручиться поддержкой оппозиционных группировок и обратилось за помощью к «Ахрар аш-Шам» и Сирийской свободной армии. Перестрелки отмечались на юго-западе провинции в четырёх километрах от штурмовых групп Сирийской арабской армии (САА), развивающих наступление в провинции Идлиб . Содействие САА оказывали Национальные силы обороны (NDF) и ВКС РФ. К вечеру под контроль сирийских войск перешли населённые пункты Кайтиль и Умм-Саласил.
Полевые командиры «Джебхат Фатх аш-Шам» приняли решение вывести свои отряды из населённых пунктов Макхала и Мариуда к югу от города Аль-Хадер на юго-западе провинции Алеппо.
В районе сирийско-турецкой границы на севере и северо-западе Сирии отмечались вооружённые столкновения между армией Турции и курдскими силами (SDF). С прибытием в район Африна турецкой военной техники турки начали демонтировать пограничную стену и обстреливать позиции курдских Отрядов народной самообороны (YPG). Турецким огнём были уничтожены три позиции SDF вблизи деревни Аш-Шуюх. Ракетному обстрелу подвергся населённый пункт Мараназ. Во второй половине дня турецкие обстрелы также были отмечены вблизи Манбиджа на северо-востоке провинции Алеппо, после чего курды приступили к укреплению своих позиций в данном районе.
В восточной части провинции Дейр-эз-Зор активизировались боевые вылеты ВВС международной коалиции во главе с США. Вначале по пустынным территориям в районе границы между провинциями Дейр-эз-Зор и Хасеке ударили американские бомбардировщики. Позднее удары нанесли британские ВВС, которые атаковали районы, где, предположительно, скрываются террористы «Исламского государства», бежавшие сюда из западной части провинции Дейр-эз-Зор во время наступления сирийской армии при поддержке ВКС РФ.
В провинцию Идлиб прибыли дополнительные части и военная техника Сирийской арабской армии (САА). Правительственные силы ранее приостановили наступление в районе авиабазы Абу-Духур и пытаются продвинуться к союзным частям, наступающим с севера в провинции Алеппо. В районах дислокации террористов возобновили боевые вылеты российские ВКС. Тем временем командиры «Нусры» заявили о начале срочной мобилизации всех местных мужчин от 16 лет в связи с острой нехваткой живой силы.
Отряды «Тахрир аш-Шам» планировали нападение с целью восстановить контроль над позициями вблизи города Атшан на границе провинций Хама и Идлиб, однако в последний момент операция была сорвана неожиданным обстрелом со стороны сирийских войск. В результате радикалы были вынуждены отступить в направлении соседнего поселения Сукайк, при этом, однако, понесли серьёзные потери на ранее установленных минных полях.
Как стало известно, в ходе боёв на юго-востоке провинции был ликвидирован один из высокопоставленных лидеров ХТШ Абу Хамза Аль-Масри, уроженец Египта. Исламист был уничтожен в результате артиллерийского обстрела Сирийской арабской армии (САА) по месту сбора полевых командиров «Джебхат Фатх аш-Шам».
Российская авиация провела несколько боевых вылетов в северной части провинции Хама недалеко от провинции Идлиб, нанеся удары по военным объектам исламистов «Джебхат Фатх аш-Шам» на подступах к населённым пунктам Аль-Латамина и Кафр Зета, оплотам террористической коалиции «Тахрир аш-Шам».
По сообщению военных источников, в районе города Аль-Латамина, расположенного к северу от Хамы, было зафиксировано прибытие трёх грузовиков с противогазами и самодельными боеприпасами с отравляющими веществами — предположительно, хлором.
Информагентство Al Masdar News передало, что в районе сирийско-иракской границы всё ещё сохраняется военное присутствие боевиков «Исламского государства». По предварительным данным, несколько небольших отрядов террористов оказались в западне между Сирийскими демократическими силами (SDF) и вооружёнными силами Ирака в районе границы между сирийской провинцией Хасеке и иракской провинцией Ниневия. Данные территории практически полностью безлюдны, вследствие чего ИГИЛовцам пока удаётся скрываться.
19 января части ВС Турции, дислоцированные в районе Хасса и Кырыкхан (турецкая провинция Хатай) подвергли массированному артиллерийскому обстрелу позиции сирийских курдов в районе города Африн на севере Сирии.
Министр обороны Турции заявил о начале военной операции против курдских Отрядов народной самообороны (YPG) в Африне. Турецкая техника продолжала стекаться к турецко-сирийской границе на севере провинции Алеппо. Военное руководство провело передислокацию бронетанковых подразделений в граничащей с Сирией провинции Хатай. Так, 20 бронетранспортёров было переброшено в район населённого пункта Нарлыджа. 20 автобусов с подконтрольными Анкаре боевиками прибыли в район города Азааз на севере провинции Алеппо. Одновременно Сирийская национальная армия (СНА) и «Ахрар аш-Шам» начали передислокацию в этот район из провинции Идлиб. К вечеру 19 января командование ССА заявило, что наступление на позиции курдов откладывается до утра в связи с плохой погодой.
Сирийские демократические силы (SDF) обстреляли город Азааз. Подкрепление SDF выдвинулось из Манбиджа в сторону Африна.
Сирийская арабская армия при поддержке ВКС РФ продолжила освобождать от исламистов «Джебхат ан-Нусры» территорию провинции Алеппо. Правительственные войска выбили террористов из населённых пунктов Кеталь и Ум ас-Санабиль в юго-западной части региона.
19 января правительственные войска обстреливали опорные пункты радикальных группировок в городе Хараста Восточной Гуты. Боевики пытались атаковать позиции Сирийской арабской армии, однако все атаки были отражены. В ходе боестолкновений в этом районе САА потеряла танк и зенитную самоходную установку. Группировка «Файлак ар-Рахман» произвела массовый обстрел жилого района Дамаска Дахият аль-Асад, в ходе которого боевики выпустили более ста мин.
На фронте Ирбина были зафиксированы бои между Сирийской арабской армией и группировкой «Файлак ар-Рахман». Перестрелки между САА и радикальными группировками отмечались в окрестностях населённых пунктов Кафр Батна и Ан-Нашабия, а также в столичных районах Джобар и Айн Тарма.
На подконтрольных Сирийским демократическим силам (SDF) территориях провинции Дейр-эз-Зор снова были зафиксированы столкновения между курдскими отрядами ополчения и группировками «Исламского государства». В результате атаки смертника на позиции SDF недалеко от деревни Аль-Бауз погибло 12 бойцов SDF.
ВКС РФ наносили удары по пунктам дислокации «Джебхат Фатх аш-Шам» в районе населённого пункта Хазарин на юге провинции Идлиб, а также в окрестностях поселений Хан ас-Субуль, Хеш, Басида и Катра на востоке региона. В это время артиллерия Сирийской арабской армии вела обстрел позиций боевиков в районе города Джиср-эш-Шугур.
Российская авиация атаковала опорные пункты коалиции «Тахрир аш-Шам» недалеко от населённого пункта Мазраат Жиата на севере провинции Хама.
В конце дня информационное агентство Al-Masdar News сообщило, что формирования «Исламского государства» выбили сторонников коалиции «Тахрир аш-Шам» из нескольких поселений на северо-востоке провинции Хама.
ИГИЛовцы активизировали атаки на опорные пункты Сирийских демократических сил (SDF) на юге провинции Хасеке. Радикальные исламисты напали на позиции курдских отрядов ополчения недалеко от города Эш-Шаддад. Ранее опорные пункты SDF в этой местности подверглись сразу двум атакам террористов-смертников. Местные источники писали, что в результате взрывов «джихад-мобилей» погибло более 20 бойцов SDF.
20 января Генштаб ВС Турции объявил о начале военной операции «Оливковая ветвь» в сирийском районе Африн. Военные действия начались в 17:00. В дневные часы над приграничной с Сирией турецкой провинцией Хатай появились самолёты ВВС Турции, которые пересекли границу и нанесли удары по позициям курдских Отрядов народной самообороны (YPG) — вооружённого формирования Высшего курдского совета. ВВС Турции атаковали опорные пункты YPG в окрестностях ряда населённых пунктов и аэродрома Меннах. В этот же день наступление на курдов начала «Сирийская национальная армия» (СНА), координирующая свои действия с ВС Турции. Турецкие СМИ сообщили, что ССА захватила селение Маарназ. Бои между протурецкими группировками и бойцами курдских отрядов ополчения шли также в районе города Аазаз. Согласно поступающим сообщениям, к операции против курдских вооружённых формирований присоединилась ещё одна вооружённая группировка — «Файлак аш-Шам», боевики которой прибыли в район ведения боевых действий вечером 20 января.
В связи с началом турецкой военной операции против курдских формирований Россия приняла решение передислоцировать своих военнослужащих — оперативную группу Центра по примирению враждующих сторон и военной полиции — из Африна в район Телль-Аджар зоны деконфликтации Телль-Рифъат «для упреждения возможных провокаций, исключения угрозы жизни и здоровью российских военнослужащих».
20 января сирийские войска выбили боевиков с территории аэродрома Абу-Духур. В тот же день в результате соединения штурмовых отрядов сирийских правительственных войск под командованием генерала Аль-Хасана Сухеля с отрядами народного ополчения в районе населённых пунктов Хербет-Эль-Гаджар и Расм-Эль-Хармаль было завершено окружение крупной группировки «Джебхат ан-Нусры» в восточной части провинции Идлиб.
В конце дня стало известно, что бригады армии САР приступили к штурму города Абу-Духур.
На территории оазиса Восточная Гута возобновились интенсивные перестрелки и столкновения между Сирийской арабской армией и группировками вооружённой оппозиции.
В районе лагеря палестинских беженцев Ярмук были зафиксированы боестолкновения между радикалами «Тахрир аш-Шам» и террористами ИГ.
В восточной части провинции Дейр-эз-Зор группировки «Исламского государства» снова атаковали позиции Сирийских демократических сил (SDF) недалеко от населённого пункта Гаранидж.
Армия Башара Асада при поддержке ВКС РФ продолжила вести бои с радикальными исламистами «Джебхат ан-Нусры» в северной части провинции Хама. САА вела артиллерийский обстрел позиций террористов в окрестностях поселений Кафр Зета и Зака. Местные СМИ также сообщали, что террористы «Исламского государства» выбили боевиков «Ан-Нусры» из нескольких населённых пунктов на северо-востоке региона.
21 января на северо-востоке Дамаска между населёнными пунктами Хараста и Ирбин продолжилось вооружённое противостояние между антиправительственными группировками и Сирийской арабской армией. Во второй половине дня боевики открыли огонь по одному из жилых кварталов столицы. К югу от Дамаска разворачивались бои между террористами «Исламского государства» и исламистами террористической коалиции «Тахрир аш-Шам».
На протяжении всего дня авиация Турции наносила авиаудары по опорным пунктам курдских Отрядов народной самообороны (YPG) в кантоне Африн. Под ударами оказались военные объекты курдов в населённых пунктах Телль-Рифъат, Тубиль и Балия, а также территория аэродрома «Меннах». Турецкие ВВС наносили бомбовые удары по ангарам и складам, явно намереваясь полностью уничтожить аэродром. По информации Damascus Now, в общей сложности было задействовано 68 боевых самолётов. Активизировались пролёты турецких разведывательных беспилотников. К турецко-сирийской границе перебрасывалась дополнительная военная техника и большое количество военнослужащих. Отряды Сирийской свободной армии (ССА) и артиллерия армии Турции обстреливали позиции курдов с турецкой территории. К вечеру курды нанесли ответные удары по городу Рейханлы в Турции, что привело к гибели одного из местных жителей и ранению ещё 32 человек.
На юге провинции Алеппо возобновили наступление силы САР. Исламисты «Джебхат ан-Нусры» утратили контроль над населёнными пунктами Расмус Аль-Хармаль, Дувэр Аль-Хата и Хирбат Аль-Фаджр. Силы САР продолжили расширять буферную зону вокруг стратегического аэродрома. В авангарде наступления были задействованы «Силы Тигра» — элитные отряды САА, возглавляемые бригадным генералом Аль-Хасаном Сухелем. Оппозиционные источники признали гибель сотен боевиков вооружённой оппозиции за время двухнедельного наступления Сирийской арабской армии (САА) и отрядов ополчения, поддерживаемых российскими ВКС. По данным Сирийского центра мониторинга за соблюдением прав человека, за десять дней в ходе боёв были ликвидированы более 200 радикалов, в том числе десять полевых командиров, ещё сотни исламистов получили ранения. Отмечается, что среди ликвидированных боевиков — члены формирований «Ахрар аш-Шам», «Тахрир аш-Шам», «Исламского движения Восточного Туркестана» и некоторых бригад Сирийской свободной армии (ССА).
Ожесточённые столкновения между САА и «Тахрир аш-Шам» отмечались к юго-востоку от аэродрома Абу-Духур у границы с провинцией Алеппо, где войсками САР и российской авиацией был сформирован «котёл». Внутри анклава, полностью заблокированного правительственными силами, базируются сотни террористов «Джебхат Фатх аш-Шам» («Фронт ан-Нусра») и «Исламского государства», причём последние перехватили инициативу в боях с «Ан-Нусрой» в этом осаждённом районе и теперь контролируют большую часть территорий внутри «котла».
После освобождения аэродрома Абу-Духур правительственные части при поддержке российской авиации продолжили развивать наступление в юго-восточной части провинции Идлиб. Войска САР достигли окраин города Абу-Духур, по пути к которому освободили населённые пункты Сурудж и Истанбалят. Российские ВКС тем временем провели массированную воздушную атаку позиций боевиков антиправительственного альянса «Тахрир аш-Шам» в районе города Джиср-эш-Шугур.
В силу того, что днём ранее армии САР удалось полностью заблокировать анклав террористов «Исламского государства» на границе между провинциями Идлиб, Хама и Алеппо, войска САА и Национальных сил обороны (NDF) начали стягивать кольцо окружения вокруг ИГИЛовцев. В результате ожесточённых боёв были освобождены поселения Аль-Тутах и Аник Баджара. Между тем радикалы «Джебхат Фатх аш-Шам», базирующиеся в районе Растанского котла, вели огонь по опорным пунктам правительственных сил недалеко от Саламии.
В провинции Дейр-эз-Зор возобновилось вооружённое противостояние между Сирийскими демократическими силами (SDF) и террористами «Исламского государства», скрывающимися в районах, оккупированных курдами. Рядом с населённым пунктом Аль-Бахра провинции Дейр-эз-Зор, расположенным на левом берегу Евфрата, произошло новое нападение боевиков «Исламского государства». Активность террористической группировки по-прежнему отмечается в окрестностях населённых пунктов Гаранидж, Аль-Хаджин и Аш-Шафаа.
На юго-востоке провинции Даръа в течение дня фиксировались перестрелки между боевиками «Джейш Халид ибн Аль-Валид» и исламистами Сирийской свободной армии. Тем временем в восточной части провинции в окрестностях населённого пункта Бусра Аль-Харири возобновилось противостояние между «Джебхат Фатх аш-Шам» и правительственной армией.
Возобновились вооружённые стычки между радикалами антиправительственных группировок и Сирийской арабской армией (САА) в центральной части провинции Кунейтра неподалёку от населённого пункта Самадания Аль-Гарбия. Инициатором конфликта вновь выступили радикалы «Тахрир аш-Шам».
22 января в результате боёв, разворачивающихся на территории кантона Африн, боевикам ССА и армии Турции удалось захватить населённые пункты Раджу, Барсайя и Таль Шейх Харуз. Ожесточённые бои также отмечались на севере кантона Африн у приграничного города Бюльбюль. Во второй половине дня турки продолжили демонтировать пограничную стену на окраинах провинции Алеппо, чтобы обеспечить переброску дополнительных подразделений и техники на свои позиции в провинции.
Как сообщил 22 января турецкий телеканал Haberturk, на третий день операции вооружённые силы Турции и отряды Сирийской свободной армии продвинулись на 7,5 км вглубь сирийской территории. По данным телеканала, в Сирию вошли турецкие танковые подразделения при поддержке пехоты, а также отряды специального назначения. Турецкие военные сообщили об установлении контроля над 15 населёнными пунктами и стратегической высотой Барсайя, использовавшейся курдскими подразделениями для артиллерийских и ракетных обстрелов, в том числе приграничного турецкого города Килис.
Турецкая авиация нанесла новый массированный авиаудар по территории курдского анклава. В воздушной операции приняли участие 24 военных самолёта, передаёт информагентство Anadolu. Артиллерия турецких войск и Свободной сирийской армии провела серию артобстрелов позиций Отрядов народной самообороны (YPG) на окраинах городов Телль-Рифъат, Маарназ и ряда других населённых пунктов к востоку от Африна.
В связи c начавшейся военной операцией Турции местное население массово покидает регион. Глава российского Центра по примирению враждующих сторон Юрий Евтушенко сообщил, что более тысячи женщин и детей бежали из курдского кантона Африн на территории, контролируемые правительственными силами, чтобы найти убежище. Беженцы прибыли через контрольно-пропускной пункт недалеко от города Телль-Рифъат. Информационный портал Al Masdar News сообщает, что российские военные готовы предоставить всем нуждающимся временное жильё, а также гуманитарную и медицинскую помощь. Между тем курды по договорённости с сирийским правительством продолжали перебрасывать подкрепления в Африн через территории, контролируемые САА.
Правительственные войска 22 января развивали преимущество в боях с боевиками ХТШ на юго-западе провинции Алеппо у границы с провинцией Идлиб. Подразделения САА, прикрываемые ВКС РФ, отбили у исламистов населённые пункты Умм Тине и Аль-Мазуне на востоке от базы Абу-Духур.
Правительственным силам в провинции Идлиб в результате нескольких часов ожесточённых боёв удалось освободить город Абу-Духур, расположенный западнее одноимённого аэродрома. Штурм города проходил под прикрытием российских военных самолётов. ВКС России продолжают проводить боевые вылеты на юго-востоке провинции Идлиб, атакуя военные объекты коалиции «Тахрир аш-Шам». По данным новостного агентства Al Masdar News, ВКС России нанесли более 25 авиаударов по путям снабжения исламистов, уничтожив несколько целей террористов недалеко от города Саракиб. Тем временем Сирийская арабская армия заняла ещё несколько стратегических позиций в окрестностях города Абу-Духур. Таким образом, правительственные войска оказались в 40 километрах от осаждённых шиитских населённых пунктов Аль-Фуа и Кефрайя.
На северо-востоке провинции Хама войскам САР при поддержке авиации РФ удалось продвинуться и отбить у боевиков «Исламского государства» населённый пункт Абу-Харик. Помощь Сирийской арабской армии также оказывали палестинская бригада «Лива аль-Кудс» и группировка «Щит Каламуна». В северной части провинции возобновилось противостояние между ХТШ и правительственными войсками.
Турецкие вооружённые силы нанесли ракетные удары по северным районам сирийской провинции Хасеке. Ракетным ударам подверглись населённые пункты Рас Аль-Айн и Амуде.
23 января на северо-западе провинции Алеппо продолжались ожесточённые бои между протурецкими группировками и курдскими отрядами.
По сообщениям источников, в районе населённого пункта Бюльбюль турецким войскам удалось продвинуться вглубь подконтрольных курдам территорий на 1 километр. Отряды народной самообороны (YPG) противостоят бронетехнике ВС Турции, проводя минирование местности и используя противотанковые ракетные комплексы.
Турецкая армия и Сирийская свободная армия (ССА) провели артиллерийский обстрел позиций курдских вооружённых формирований в районах Телль-Рифъата, Марааназа и Зор-Мгара.
В городе Хараста Восточной Гуты продолжались бои между Сирийской арабской армией (САА) и радикалами группировок «Тахрир аш-Шам», «Ахрар аш-Шам» и «Файлак ар-Рахман». Боевики вооружённых антиправительственных формирований открыли огонь по христианскому району Дамаска. По разным данным, в результате ранения получили от восьми до 21 человека.
На территории провинции Идлиб альянс «Хайят Тахрир аш-Шам» не оставляет попыток сдержать наступление правительственных войск в районе Абу-Духура. Руководство альянса организовало переброску отрядов подкрепления и вооружения на передовые позиции. В районы населённых пунктов Барса, Сукейа и Телль-Сальмо-Эш-Шамали прибыла бронетехника, РСЗО, ПТРК, зенитные установки и тепловизоры.
ВКС РФ нанесли авиаудар по пункту управления «Хайят Тахрир аш-Шам» в населённом пункте Серакиб.
На территории провинции Латакия отряд группировки «Катаиб Джебель аль-Ислам» напал на расположение правительственных войск в Туркоманских горах, подвергнув его ракетному обстрелу. В течение всего дня в этом районе отмечались интенсивные перестрелки. Террористы коалиции «Тахрир аш-Шам» предприняли попытку атаковать расположение правительственных войск недалеко от деревни Аль-Сарраф в районе Рабии. Местные СМИ отмечают, что таким образом исламисты пытаются отвлечь внимание сирийского командования от операции против «Джебхат ан-Нусры» в провинции Идлиб.
Минобороны РФ сообщило, что на вооружении системы ПВО российской авиабазы Хмеймим появилась малогабаритная зенитная ракета, способная поражать самодельные беспилотные ЛА и реактивные снаряды систем залпового огня.
Турецкая армия возобновила артобстрелы позиций Сирийских демократических сил (SDF) в окрестностях города Эль-Камышлы. Опорные пункты SDF на юге провинции Хасеке подвергаются периодическим атакам со стороны террористов ИГ. Столкновения отмечались в районе Эш-Шаддад. Бойцы курдских отрядов ополчения напали на военную колонну Сирийской арабской армии (САА) недалеко от города Эль-Камышлы.
24 января в районе Африн шли ожесточённые бои между протурецкими группировками и курдскими отрядами. Турецкие войска в основном наносили артиллерийские и авиационные удары по позициям Отрядов народной самообороны (YPG), создавая условия для продвижения сухопутных подразделений.
На территории оазиса Восточная Гута в течение дня отмечались интенсивные перестрелки между Сирийской арабской армией (САА) и радикальными группировками. Артиллерия правительственных войск наносила удары по опорным пунктам боевиков в районе города Дума. Боестолкновения также продолжались в Харасте.
В провинции Идлиб правительственные войска продолжили наступление на позиции «Хайят Тахрир аш-Шам». Боевики отступили из населённых пунктов Абу-эль-Кусур, Абайан и Мадабе. По информации источников, боевики ХТШ, пытаясь не допустить дальнейшего продвижения САА, минируют западные и юго-западные подступы к городу Терави. ВКС РФ нанесли удары по укрепрайонам «Джебхат ан-Нусры» в окрестностях населённого пункта Джарджаназ на востоке провинции Идлиб.
В северной части провинции Хама были зафиксированы интенсивные перестрелки между бригадами Сирийской арабской армии (САА), базирующимися в районе населённого пункта Халфая, и радикальными исламистами. Артиллерия армии САР вела обстрел опорных пунктов боевиков в районе поселений Кафр Зета и Аль-Латамина.
На подконтрольных курдам территориях в восточной части провинции Дейр-эз-Зор продолжались бои между Сирийскими демократическими силами (SDF) и террористами «Исламского государства».
К западу от административного центра провинции Даръа произошёл вооружённый конфликт между Сирийской свободной армией (ССА) и правительственными войсками. Радикальные группировки снова обстреляли административный центр провинции Даръа, нарушив действующий в регионе режим прекращения огня. Правительственные войска открыли ответный огонь по укрепрайонам боевиков.
Как заявили в российском Центре по примирению враждующих сторон, сирийские военные 24 января обнаружили колонну джипов, оснащённых тяжёлыми пулемётами, которые передвигались в районе зоны блокирования района Эт-Танф на юге Сирии, в центре которого находится база «Сирийской свободной армии», которую, по данным российских военных, тренируют американские инструкторы. В ходе боя два джипа были уничтожены, одному удалось развернуться и уехать в сторону Эт-Танфа. При осмотре уничтоженных машин в них были обнаружены тела пятерых боевиков, флаги оппозиционной группировки «Силы шахида Ахмада Аль-Абду», а также литература «Исламского государства». Помимо этого, в машинах нашли и современную аппаратуру радиоэлектронной борьбы европейского производства
25 января в районе Восточной Гуты вновь фиксировались боестолкновения между боевиками и войсками САР.
Южнее Дамаска в районе лагеря палестинских беженцев Ярмук возобновились боестолкновения между боевиками «Исламского государства» и ХТШ.
В первой половине дня стало известно о начале контрнаступления курдов в северной части кантона Африн. Согласно информации новостного портала Al Masdar News, курдские подразделения столкнулись с исламистами Сирийской свободной армии (ССА), выступающими при поддержке турецких войск, в районе горного массива Барсайя и недалеко от деревни Хамам — в итоге данные территории вновь перешли под контроль отрядов YPG.
На протяжении суток турецкая авиация не прекращала бомбардировки территорий, подконтрольных курдам. Бомбардировкам, в частности, вновь подверглись позиции YPG в районе города Джандарис к юго-западу от Африна, а также близ населённого пункта Шейх Хадид. Под ударами турецких военных самолётов оказались населённые пункты Таль Алуш и Аль-Васейта. Курдские источники утверждали, что постоянные боевые вылеты ВВС Турции привели к гибели по меньшей мере 32 мирных граждан.
В районе города Телль-Рифъат продолжились вооружённые стычки между курдами и силами Сирийской свободной армии (ССА). На территорию Африна прибыла новая партия турецкой военной техники.
В районе города Абу-Камаль и близлежащих населённых пунктов провинции Дейр-эз-Зор в течение дня не прекращалось противостояние между военнослужащими САР и отрядами «Исламского государства», перебравшимися с восточного берега Евфрата, контролируемого Сирийскими демократическими силами. Информационный портал Al Masdar News передавал, что террористы напали на позиции правительственной армии недалеко от деревень Аль-Кашма и Гариба. Атака была успешно отражена благодаря помощи авиации РФ. Также разворачивались бои на подступах к населённым пунктам Аль-Ашара, Ас-Субайхан и Ас-Салихия.
.
Военные самолёты международной коалиции, возглавляемой США, возобновили боевые вылеты в провинции Дейр-эз-Зор. Массированному авианалёту вновь подвергся населённый пункт Аль-Шафаа. В результате удары пришлись по жилым кварталам, что привело к гибели мирных жителей. 15 человек были убиты во время бомбардировки, ещё десятки человек получили ранения, семь из которых — женщины.
В провинции Идлиб авиация РФ и Сирии возобновила массированные воздушные атаки позиций ХТШ. Боевые вылеты были проведены в окрестностях населённых пунктов Хувейн и Абу Мекка, а также города Джиср-эш-Шугур на западе региона.
Отряды «Тахрир аш-Шам», воспользовавшись неблагоприятными погодными условиями, провели несколько контратак на позиции правительственных войск САР в юго-восточной части провинции Идлиб. Исламисты под прикрытием танков, БМП и пикапов с пулемётами попытались продвинуться со стороны населённого пункта Таль Султан в направлении базы Абу-Духур. Также были задействованы «джихад-мобили». Поначалу им удалось несколько продвинуться в районе к югу от деревни Барагити, однако позже бойцы спецотрядов «Силы Тигра» нарастили усилия и, наступая одновременно с двух направлений, вынудили исламистов вернуться на исходные позиции.
Информационное агентство Al Masdar News сообщило, что в провинцию Даръа из Дамаска были передислоцированы военнослужащие 9-й дивизии Сирийской арабской армии (САА). По данным военных источников AMN, в последнее время в провинции, несмотря на действие режима прекращения огня, участились случаи похищений и нападений на мирных жителей и опорные пункты сил САР. Предполагается, что за этим стоят радикалы террористической коалиции «Тахрир аш-Шам».
На юго-западе региона вновь отмечались вооружённые столкновения между подконтрольной ИГ группировкой «Джейш Халид ибн Аль-Валид» и боевиками вооружённой оппозиции.
В северной части провинции Ракка начали проводить боевые вылеты турецкие ВВС. Бомбардировкам турецких военных самолётов подверглись населённые пункты Тель Абьяд и Салук.
26 января к югу от Дамаска вновь обострилось противостояние между ХТШ и террористами «Исламского государства». Противники вели бои в районе населённого пункта Ялда, а также в квартале Ат-Тадамун. Во второй половине дня исламисты вновь обстреляли жилой район Дахият Аль-Асад в Дамаске.
Подразделения Сирийской арабской армии и союзные отряды ливанской «Хезболлы» активизировали мероприятия по усилению позиций на южной окраине поселения Хараста и в северных предместьях Ирбина к северо-востоку от Дамаска. К населённым пунктам были доставлены дополнительные материально-технические средства и боеприпасы. На линии соприкосновения с боевиками были возведены новые фортификационные сооружения. Правительственные силы и их союзники провели разминирование части освобождённых строений и прилегающих к ним территорий к югу от Харасты.
26 января на территории кантона Африн продолжались бои между Сирийской свободной армией, выступающей при поддержке турецкой армии и ВВС, и курдскими формированиями. В первой половине дня исламисты попытались вновь захватить горный массив Джебель Барсайя и заняли ряд вершин. Столкновения также отмечались у населённого пункта Адаманлы, в районе поселений Раджу и Аль-Маабата.
Курдские интернет-порталы и СМИ, подконтрольные вооружённой оппозиции, публиковали противоречивые сообщения о потерях противника. «Сирийские демократические силы» признали потерю более трёхсот своих бойцов, однако заявили о гибели порядка 60 мирных жителей и захвате 16 турецких солдат. В ответ на это турки обвинили YPG в обстрелах турецких населённых пунктов.
Турецкая боевая авиация провела новые бомбардировки позиций Отрядов народной самообороны (YPG). Авиаудары наносились по объектам курдов в районе поселения Шейх Хорус. По сообщению иранского агентства Mehr News, турецкие ВВС также провели налёты на опорные пункты YPG в окрестностях Манбиджа.
Полевые командиры курдских отрядов тем временем продолжали перебрасывать в кантон Африн подкрепления с целью сдержать натиск наступающих. По информации портала ANF News, в район города Кафр Джана были передислоцированы несколько сотен бойцов YPG. Значительная часть из них была распределена по блокпостам на магистрали, связывающей данный населённый пункт с Африном.
В западной части провинции Алеппо был убит Атья Аллах — один из лидеров объединения «Тахрир аш-Шам». Неизвестные нападавшие обстреляли его автомобиль, в результате чего он сам и его телохранители погибли.
26 января террористы «Исламского государства» вновь совершили нападение на опорные пункты Сирийских демократических сил (СДС) вблизи города Гаранидж в юго-восточной части провинции Дейр-эз-Зор.
В связи с участившимися нападениями боевиков «Исламского государства», скрывающихся после уничтожения террористической группировки в пустынных районах, командование правительственных войск приняло решение укрепить линии обороны вдоль западного берега реки Евфрат. Бойцы ливанской военизированной организации «Хезболла» заняли позиции на берегу южнее административного центра провинции, чтобы предотвратить возможные новые атаки террористов.. Правительственные войска и иранское ополчение завершают подготовку к операции по дозачистке территорий Сирийской пустыни от бывших членов «Исламского государства». Уже сформировано несколько ударных групп. Союзники рассчитывают на воздушную поддержку со стороны российских ВКС.
После того, как радикалы ИГ атаковали укрепрайоны Сирийских демократических сил (СДС) у населённого пункта Аль-Бахра, американские военные самолёты возобновили боевые вылеты в провинции.
Согласно сведениям медиа-центра DeirEzzor24, в районы провинции Дейр-эз-Зор на западном берегу Евфрата и в сам административный центр региона за декабрь 2017 года и первую половину января вернулись почти 12 тысяч мирных жителей, покинувших дома в период оккупации этих территорий силами «Исламского государства».
В провинции Идлиб правительственные силы при поддержке ополченцев-шиитов и российских ВКС 26 января на протяжении всего дня продолжали развивать наступление. Основные бои разворачивались в районе города Абу-Духур. Авиация РФ и САР нанесла авиаудары по опорным пунктам боевиков, расположенным вдоль трассы между городами Идлиб и Хама. Также отмечались перестрелки в районе города Джиср-эш-Шугур и на севере соседней провинции Латакия.
Рассчитывая восстановить потери в живой силе, лидеры «Джебхат Фатх аш-Шам» и «Исламского движения Восточного Туркестана» направили в предместья Абу-Духура новые отряды боевиков из Серакиба. «Ан-Нусра» усилила дополнительными подкреплениями свои позиции у поселений Хувейн Аль-Кебир и Сукайк на юго-востоке провинции Идлиб.
В целях укрепления обороны САА в полосе между городами Аль-Латамина и Халфая в северной части провинции Хама вдоль линии разграничения с боевиками «Джебхат Фатх аш-Шам» сирийскими военнослужащими были установлены специальные минно-взрывные заграждения. Кроме того, в интересах прикрытия командных пунктов от ударных беспилотников боевиков проводится наращивание средств радиоэлектронной борьбы.
26 января, несмотря на перемирие, о соблюдении которого на севере Хомса договаривались представители вооружённой оппозиции и САА, боевики в очередной раз нанесли удар по укрепрайонам сил САР к югу от Растанского котла. Сирийская арабская армия (САА) была вынуждена открыть ответный огонь по позициям радикалов вблизи населённого пункта Таль-Бисса.
Информационный портал Al Masdar News сообщил, что силы вооружённой оппозиции, действующие на юго-западе провинции Даръа, мобилизуют все свои отряды для проведения крупномасштабного наступления против террористической организации «Джейш Халид ибн Аль-Валид», подконтрольной «Исламскому государству». В операции примут участие радикалы Сирийской свободной армии (ССА), а также члены группировки «Ахрар аш-Шам». Согласно официальному заявлению боевиков, антиправительственные формирования намереваются полностью уничтожить анклав ИГИЛовцев. Лидеры ССА потребовали у боевиков «Джейш Халид ибн Аль-Валид» сдать позиции добровольно, пока их отряды не развернули полномасштабные военные действия.
В Восточной Гуте в течение суток 27 января продолжались перестрелки между правительственными войсками и группировками вооружённой оппозиции. Сирийская арабская армия (САА) вела артиллерийский обстрел пунктов дислокации боевиков в окрестностях населённого пункта Ирбин. Столкновения между САА и радикальными исламистами отмечались в городе Хараста.
«Хайят Тахрир аш-Шам», «Файлак ар-Рахман», «Ахрар аш-Шам» и союзные им вооружённые группировки продолжали удерживать оборонительные позиции в районе городов Хараста и Ирбин. Активных действий в районе правительственной базы бронетехники боевики не вели. Правительственные силы занимались укреплением линии обороны на южных окраинах Харасты, а также проводили разминирование ранее освобождённых зданий и прилегающей к ним территории. 4-я бронетанковая дивизия САА проводила фортификационные работы в районе южнее базы бронетехники в Харасте.
27 января ситуация в курдском кантоне Африн оставалась напряжённой. ВВС Турции, стремясь обеспечить продвижение наземных подразделений, нанесли более 40 авиаударов по объектам «Отрядов народной самообороны» (YPG). Турецкое военное командование перебросило часть сил из района населённого пункта Аазаз в окрестности Сабунджи. Кроме этого, в район Дадата прибыло танковое подразделение турецких войск.
ВВС Турции нанесли ряд ударов по позициям курдских отрядов ополчения на северо-западе провинции Алеппо. Турецкая авиация атаковала опорные пункты SDF в окрестностях населённого пункта Халил, расположенного недалеко от Африна.
Сирийская свободная армия (ССА) наступала на опорные пункты SDF в районе поселения Маамла, овладела деревней Биски. Ближе к концу дня ССА взяла под контроль одну из высот в горах Раджу, выбила курдских ополченцев из поселения Марседес и взяла под контроль несколько высот в районе Джандариса.
На юге провинции Алеппо при поддержке ВКС РФ Сирийская арабская армия (САА) выбила радикалов «Джебхат ан-Нусры» из района Талль аль-Ваз.
27 января на подконтрольных Демократическим силам Сирии (СДС) территориях провинции Дейр-эз-Зор вновь отмечались боестолкновения между курдами и террористами «Исламского государства».
По поступающей информации, очаги сопротивления боевиков «Исламского государства» по-прежнему сохраняются в населённых пунктах Абу-Хасан, Эль-Хасрат, Эш-Шаафа, Эс-Суса, Эль-Марашде, Эш-Шаджла и Эль-Багуз-Фокани.
Недалеко от города Хан Шейхун на юге провинции Идлиб отмечались столкновения между группировками «Тахрир аш-Шам» и «Ахрар аш-Шам». Вооружённый конфликт разгорелся после нападения исламистов ХТШ на штабы «Ахрар аш-Шам» и Сирийской свободной армии (ССА).
ВКС РФ продолжали наносить удары по пунктам дислокации исламистов «Хайят Тахрир аш-Шам» к западу от города Абу-Духур. Сирийский центр мониторинга за соблюдением прав человека (SOHR) сообщал, что армия Башара Асада вела артиллерийский обстрел позиций боевиков «Хайят Тахрир аш-Шам» в окрестностях города Джиср-эш-Шугур.
На юге провинции Хама были зафиксированы перестрелки между Сирийской арабской армией (САА) и незаконными вооружёнными формированиями. Столкновения отмечались в окрестностях населённого пункта Харб Нафса. На севере региона правительственные войска атаковали опорные пункты «Джебхат ан-Нусры».
Недалеко от населённого пункта Айн Исса (провинция Ракка) неизвестными был убит один из лидеров Рабочей партии Курдистана (РПК) Шахин Жало.
28 января на территории оазиса Восточная Гута продолжались активные боевые действия. Сирийский центр мониторинга за соблюдением прав человека (SOHR) передавал на своём сайте, что перестрелки между Сирийской арабской армией (САА) и группировками радикальной оппозиции были зафиксированы в окрестностях населённых пунктов Дума, Джисрин, Хамурия и Нашабия. Кроме того боевики формирований «Тахрир аш-Шам», «Ахрар аш-Шам» и «Файлак ар-Рахман» продолжали удерживать позиции в городе Хараста. SOHR также сообщал о столкновениях между правительственными силами и боевиками «Файлак ар-Рахман» в районе Ирбина.
В северо-западной части провинции Алеппо продолжались ожесточённые боестолкновения. ВВС Турции наносили удары по опорным пунктам курдских отрядов ополчения в районе горы Берсая. При поддержке авиации Сирийская свободная армия (ССА) захватила у курдов эту высоту.
Боевые вылеты совершали самолёты F-16 и F-4, а также вертолёты T-129 и S-70. Всего, по информации источника ВВС Турции, в Африне было совершено более 20 авиационных ударов в районах населённых пунктов Бюльбюль, Раджу, Санканлы, Касталь и других.
ССА предприняла попытку наступления на опорные пункты курдских отрядов в районе возвышенности Касталь Джанду, захватила высоту и взяла под контроль деревни Мерин и Язбакан.
ВКС РФ продолжали наносить удары по опорным пунктам боевиков «Хайят Тахрир аш-Шам» в окрестностях города Абу-Духур. В результате наступления правительственных войск «Хайят Тахрир аш-Шам» вынужден был отступить из населённых пунктов Дждейде, Эль-Васита и Твем.
В северной части провинции Хомс вновь были зафиксированы перестрелки между Сирийской арабской армией (САА) и незаконными вооружёнными формированиями, под контролем которых находится район города Ар-Растан. Сирийский центр мониторинга за соблюдением прав человека (SOHR) писал, что боевики нарушили установленное в регионе перемирие, открыв огонь по расположениям армии САР. В ответ правительственные войска начали обстрел пунктов дислокации радикалов в окрестностях поселений Аль-Хула, Аль-Ганту и Талльбиса. В конце дня боевики открыли огонь по опорным пунктам САА на трассе Саламия — Хомс.
29 января в районе между поселениями Хараста и Ирбин в Восточной Гуте продолжались столкновения между Сирийской арабской армией и боевиками исламистских группировок.
29 января подразделения турецких войск и отряды союзной Сирийской свободной армии (ССА) продолжили операцию на северо-западе провинции Алеппо, наступая сразу на нескольких направлениях. Турки и их союзники пытались продвинуться в сторону городов Аль-Касталь на севере и Раджу — на западе, однако существенных успехов пока не имели, по-прежнему полностью удерживая только пять населённых пунктов.
После того как горный массив Берсайя перешёл под контроль турецких подразделений и Сирийской свободной армии (ССА), объединённые силы турок и ССА начали укреплять захваченные позиции, опасаясь возможных контратак со стороны Отрядов народной самообороны (YPG). Ударам турецкой авиации подверглись позиции курдских отрядов неподалёку от аэродрома «Меннах».
Сирийское информагентство сообщило о серьёзных разрушениях инфраструктуры, жилых районов и древних памятников в результате авианалётов ВВС Турции. Как стало известно, ВВС Турции нанесли авиаудары по руинам античного города Кир, воздвигнутого в 300 г. до н. э. в честь персидского царя Кира к северу от современного города Аазаз.
Информационный портал Al Masdar News сообщил, что турецкая армия и её союзники начали штурм населённого пункта Раджу на северо-западе кантона Африн. Вертолёты ВВС Турции ударили по укрепрайонам курдских Отрядов народной самообороны (YPG) на северных окраинах города. По сообщениям местных активистов, туркам удалось немного продвинуться, однако ожесточённые бои продолжаются. Одновременно с этим турецкая армия и их союзники предпринимают попытки прорвать оборону курдов в районе населённого пункта Бюльбюль, но достичь успеха на данном направлении туркам и ССА пока не удалось. Бои также разворачивались у населённых пунктов Айн Дакна и Шаала. В ходе противостояния силы YPG потеряли деревню Ушаги.
Правительство Сирии тем временем обратилось за помощью к ЮНЕСКО, призвав оказать давление на Анкару, постоянные бомбардировки которой приводят к уничтожению историко-культурных памятников. Так, был разрушен древний храм Айн-Дара, посвящённый богине Иштар и датированный между 10 и 8 вв. до н. э.
Информационное агентство Al Masdar News сообщало о том, что из турецкой провинции Килис были переброшены танки и артиллерийские орудия, чтобы оказать поддержку развивающим наступление отрядам ССА.
На юге провинции Алеппо возобновились вооружённые стычки между исламистскими организациями и проправительственными ополченцами-шиитами. Как передавал Сирийский центр мониторинга прав человека (SOHR), авиация РФ оказывала поддержку союзникам САА.
Сирийская арабская армия (САА) под прикрытием ВКС РФ значительно продвинулась в районе города Абу-Духур после ожесточённых столкновений с боевиками альянса «Тахрир аш-Шам». Под контроль сил САР перешли вершины Таль Абу Иззо и Мазраа Абу Иззо, а затем населённые пункты Дахрат Хафия и Джафар Аль-Хафия в предместьях стратегического города. Объединённая авиация российских ВКС и ВВС Сирии провела серию боевых вылетов на юге региона. Так, авиаударам подверглись опорные пункты радикалов вблизи города Хан-Шейхун.
Стало известно, что большинство из тех, кто был погребён в обнаруженной на днях общей могиле в окрестностях Абу-Духура, принадлежали к числу местных жителей, казнённых террористами «Джебхат ан-Нусры».
Появилась информация о том, что боевики формирований «Хайят Тахрир аш-Шам» и «Исламское движение Восточного Туркестана» разграбили одну из крупнейших сахарных фабрик в Сирии, расположенную к востоку от города Джиср-эш-Шугур на западе провинции Идлиб. Местные активисты уверены, что вывезенное оборудование будет доставлено на территорию Турецкой Республики для продажи. Ранее данные группировки также были замешаны в грабеже на электростанции Аль-Зайзон.
Высказываются предположения, что после зачистки города Абу-Духур Сирийская арабская армия (САА) и её союзники продолжат продвигаться в сторону города Саракиб, в районе которого не прекращают проводить боевые вылеты российские и сирийские военные самолёты. Далее правительственные подразделения при поддержке ВКС РФ направятся к городам Аль-Фуа и Кефрайя, которые находятся в осаде с 2012 года. Боевики не стремились захватить эти населённые пункты, поскольку, держа их в окружении, они могут шантажировать правительство с целью требования выкупа, а также амнистии для своих сторонников в обмен на жителей, которые вынуждены жить при постоянном дефиците самого необходимого под непрекращающимися обстрелами исламистов.
Как передаёт иранское информационное агентство ABNA, сирийские войска начали наступление на позиции боевиков исламистской группировки «Джейш аль-Изза», аффилированной с «Джебхат Фатх аш-Шам», в северной части провинции Хама. Цель данной кампании — полностью завершить зачистку данного региона от террористических сил, освободив Аль-Латаминский выступ, где помимо ключевого оплота «Джейш Аль-Иззы» — Аль-Латамины — также располагаются ключевые города Кафр Зета и Мурек.
В Дейр-эз-Зоре возобновились бомбардировки американской авиации. Под ударами ВВС международного альянса вновь оказались населённые пункты Аль-Шафаа и Аль-Бахра, где ранее было замечено присутствие террористов «Исламского государства».
В провинции Даръа не прекращались боестолкновения между террористами формирования «Джейш Халид ибн Аль-Валид» и силами Сирийской свободной армии (ССА).
На южных окраинах столицы провинции, несмотря на режим прекращения огня, вновь активизировали боевые действия боевики антиправительственных организаций. Под обстрелом исламистов оказались жилые кварталы Шималь Аль-Хат и Ас-Сахари, в результате чего были частично разрушены несколько домов мирных жителей.
Во второй половине дня обострился междоусобный конфликт в рядах антиправительственного альянса «Тахрир аш-Шам». Атака смертника на «джихад-мобиле» произошла в восточной части провинции на КПП «Аль-Рубаи», разделяющем территории, подконтрольные противоборствующим группировкам коалиции «Ан-Нусры» — «Шабаб аль-Сунна» и «Джейш аль-Ярмук». Не менее десяти боевиков были уничтожены, более 20 получили ранения в результате взрыва. Среди погибших — один из высокопоставленных лидеров группировки Абу Хамза Гадия родом из Иордании. Также были ликвидированы четверо его телохранителей. Как отмечали местные активисты, вероятно, атака была совершена одной из бригад террористического альянса, вступившей в междоусобную борьбу с «Ан-Нусрой».
Согласно данным агентства Damascus Now, 30 января боевики группировки «Джейш аль-Ислам» в Восточной Гуте организовали переброску тяжёлого вооружения и боеприпасов на свои передовые позиции в окрестностях населённых пунктов Хош Ад-Давахира, Ан-Нашабия и Хараста, а также в квартал Айн Тарма на востоке Дамаска. В эти районы были среди прочего доставлены новые миномёты, противотанковые управляемые ракеты и военные пикапы, оснащённые пулемётами. Кроме того, радикалы оборудуют новые огневые позиции и устанавливают минные заграждения вблизи линии соприкосновения с Сирийской арабской армией (САА).
30 января бои между Сирийскими демократическими силами (SDF) и объединёнными силами Турции и Сирийской свободной армии (ССА) продолжились. По сообщению турецких СМИ, курды потеряли населённые пункты Халал и Сати Ошаги. Вооружённые столкновения отмечались на подступах к городам Раджу и Джандарис. Отмечена переброска новой турецкой техники и вооружения к линии разграничения с Отрядами народной самообороны (YPG). Так, в районе турецкого населённого пункта Хамам, находящегося в приграничной провинции Хатай, было зафиксировано прибытие нескольких танков и около десяти самоходных артиллерийских установок.
Сирийский центр мониторинга соблюдения прав человека (SOHR) опубликовал уточнённые сведения о потерях сторон с начала операции. По данным SOHR, были убиты порядка 85 курдских бойцов и уничтожены 80 протурецких исламистов Сирийской свободной армии (ССА). Кроме того, погибли как минимум девять турецких солдат.
Внезапное нападение боевиков «Исламского государства» на правительственные войска произошло в районе Меядина юго-восточнее Дейр-эз-Зора. После нападения ВКС России перебросили несколько своих самолётов на военный аэродром в пригороде Дейр-эз-Зора, чтобы оказать поддержку САА в случае повторного нападения.
Авиация международной коалиции продолжала наносить удары в юго-восточной части провинции Дейр-эз-Зор. Под ударами оказался населённый пункт Абу Хасан.
В провинции Идлиб закончилась зачистка города Абу-Духур и соседней высоты от террористов «Джебхат ан-Нусры». На протяжении дня войска САР укрепляли оборону вокруг Абу-Духура в преддверии новых возможных контратак. После того, как работы будут завершены, правительственные силы направятся в сторону города Саракиб, вблизи которого сосредоточены значительные запасы сил исламистов. Российские ВКС и сирийские ВВС продолжили наносить авиаудары по позициям радикалов в районе Саракиба.
Поступили сообщения о том, что в провинцию Идлиб вошла турецкая военная колонна, которая заняла позиции вблизи контрольно-пропускного пункта Сирийской арабской армии (САА) юго-западнее Алеппо в районе города Хадер. Согласно докладу сирийских военных, колонна состоит из десятка бронированных машин турецкого производства. По данным источников, турки потребовали разрешения пройти через территории, подконтрольные армии Башара Асада, угрожая применением силы в случае запрета на пересечение линии соприкосновения сил САА и вооружённой оппозиции.
Согласно сведениям информагентства Al Masdar News, внутри анклава проамериканских сил в районе Эт-Танфа на юге провинции Хомс может оставаться до 500 боевиков так называемой Новой сирийской армии (НСА), подготовленной военными инструкторами США. В состав НСА входят боевики группировок «Джейш Усуд Аш-Шаркия», «Бригада мученика Ахмада аль-Абдо», бывшие члены «Исламского государства» и другие формирования.
Утром 31 января боевики открыли миномётный огонь по жилому району Аль-Асад в пригороде Дамаска. Радикалы также обстреляли Международный аэропорт Дамаска. В окрестностях населённого пункта Нашабия отмечались интенсивные перестрелки между правительственными войсками САР и группировкой «Джейш аль-Ислам». Противостояние между Сирийской арабской армией (САА) и повстанцами продолжалось в Харасте.
31 января боестолкновения в районе Африн продолжались в течение всего дня. ВВС Турции нанесли удары по курдским опорным пунктам в окрестностях административного центра района. По информации источников, турецкая авиация сосредоточилась на северо-западной и северо-восточной частях Африна. В частности, авиаудары были нанесены по объектам «Отрядов народной самообороны» в районе населённых пунктов Рахманлы, Дикменташ, Раджу и Солаклы.
Сирийская национальная армия (СНА) взяла под свой контроль высоту Шанкаль. Командование ВС Турции заявило, что солдаты турецкой армии заняли населённый пункт Бак Убаси недалеко от города Бюльбюль. По данным источников, протурецкие силы также выбили СДС из поселения Курни.
Сирийская арабская армия (САА) при поддержке ВКС РФ продолжила освобождать от радикальных исламистов «Джебхат ан-Нусры» населённые пункты на юге провинции Алеппо. Правительственные войска заняли селения Атшана аль-Шаркия и Аль-Малахма.
ВКС РФ наносили удары по опорным пунктам «Джебхат ан-Нусры» в окрестностях населённых пунктов Хан Шейхун и Серакиб в юго-восточной части провинции Идлиб. Под прикрытием российских ВКС Сирийская арабская армия (САА) продолжила освобождать от радикальных исламистов территорию региона. Правительственные войска выбили боевиков коалиции «Тахрир аш-Шам» из поселений Масада, Джабаль Тавиль, Аль-Хифа и Калат Мирза. В конце дня под контроль САА перешло ещё семь населённых пунктов. Кроме того, солдаты армии Башара Асада освободили от радикалов «Ан-Нусры» холм Телль Султан и фермы Ат-Таувим.
Боевики «Хайят Тахрир аш-Шам» провели около 10 атак «волнами» на передовые позиции правительственных войск западнее Абу-Духура. Атаки боевиков сопровождались огнём артиллерии и миномётов, а также использованием так называемых «джихад-мобилей». Подразделение САА «Силы Тигра» успешно отбило атаку и готовится к дальнейшему наступлению в сторону Серакиба.
Боевики террористической организации «Исламское государство» предприняли атаку на город Дейр-эз-Зор, при отражении которой погиб начальник штаба 67-й бронетанковой бригады генерал Халиль Махфуз.
На территории провинции Дейр-эз-Зор правительственные силы провели рейд против боевиков ИГ в районе пустыни к западу от трассы Меядин — Абу-Кемаль, где по-прежнему действуют разрозненные отряды террористов. В ходе операции удалось ликвидировать несколько десятков боевиков, военную технику, а также разрушить укрепление террористов. Отмечается, что к рейду проправительственных сил были привлечены ВВС Сирии.

## Февраль
Основные события
Удар ВВС международной коалиции по сирийским проправительственным формированиям
В ночь с 7 на 8 февраля в провинции Дейр-эз-Зор произошло первое крупное столкновение между западной коалицией, возглавляемой США, и «Сирийскими демократическими силами» (СДС) с одной стороны и сирийскими проправительственными формированиями — с другой.
Согласно заявлению пресс-службы штаба операции Inherent Resolve («Непоколебимая решимость»), международная коалиция нанесла удар по сирийским проправительственным формированиям после того, как те совершили «акт агрессии» — «инициировали неспровоцированное нападение на штаб „Сирийских демократических сил“», дислоцирующийся в населённом пункте Хашам на левом берегу реки Евфрат, где «в качестве советников, помощников и сопровождающих сил» также находились военнослужащие западной коалиции.
Батальонная группа сирийских проправительственных сил, наступавшая на позиции СДС, подверглась массированному артиллерийскому и авиационному удару вооружённых сил США, что привело к многочисленным потерям, в том числе среди входивших в её состав подразделений российских контрактников из так называемой группы Вагнера. Предполагается, что целью наступления, которое, по всей видимости, не было согласовано с российским военным командованием, было установление контроля над газоперерабатывающим заводом и нефтегазовыми ресурсами региона в интересах одного из крупных сирийских предпринимателей, лояльного режиму Башара Асада. Вторая возможная цель — спровоцировать переход на сторону Дамаска местных арабских племён, недовольных установлением власти курдов в этом регионе.
Как стало известно позже, в состав группировки входили сирийские ополченцы, военнослужащие сирийской армии, бойцы шиитской афганской бригады «Фатимиюн» и российские граждане, действовавшие по контракту с сирийской стороной. По утверждению российского военного источника, на которого ссылалась газета «Коммерсантъ», ополченцы продвигались в авангарде колонны, а так называемые отряды охотников на «Исламское государство» (ISIS Hunters), усиленные российскими бойцами, — во втором эшелоне. Под американский удар попала вся колонна и сопровождающие её танки и артиллерия.
Масштабы потерь, которые понесли сирийские проправительственные формирования, и сообщения о том, что среди погибших и раненых оказались российские граждане, вызвали широкий общественный резонанс в России и за рубежом. Российские министерства обороны и иностранных дел подчёркивали то, что российские военнослужащие не имели отношения к инциденту. Представители руководства США, со своей стороны, приводили этот инцидент как свидетельство жёсткой позиции США в отношении действий России в Сирии.
Продолжение операции «Оливковая ветвь» в кантоне Африн
За месяц с начала военной операции «Оливковая ветвь» Сирийская национальная армия (СНА) при поддержке ВС Турции заняла около 15 % территории кантона Африн, создав буферную зону вдоль сирийско-турецкой границы. Турецкая коалиция продолжала методично теснить курдские отряды, занимая всё новые территории анклава Африн и наращивая свою военную мощь за счёт новых колонн бронетехники.
16 февраля в арабских СМИ появилась первая информация о переговорах между Дамаском и курдами (полагают, при посредничестве шиитской организации «Хезболла») о возможном размещении в Африне сирийской армии. 18 февраля агентство Reuters со ссылкой на советника регионального правительства кантона Африн Бадрана Джиа Курда подтвердило, что между Дамаском и курдами «достигнуто взаимопонимание». 19 февраля официальное сирийское агентство SANA заявило о решимости Сирии «в ближайшие часы» взять под свой контроль контролируемые курдскими формированиями позиции в районе Африна и ряд районов, приграничных с Турцией, где живут курды. Таким образом Дамаск обозначил своё намерение выставить барьер на пути дальнейшего турецкого продвижения вглубь страны. Позднее агентство САНА со ссылкой на своего корреспондента в Алеппо сообщило, что «силы народного ополчения собираются выдвинуться в сторону Африна». Об армии больше не упоминалось. Сообщения о возможности достижения договорённости между афринскими курдами и Дамаском вызвали нервную реакцию в Турции. 20 февраля Эрдоган сообщил о намерении форсировать наступление на город Африн.
Вечером 20 февраля СМИ сообщили о входе в Африн бойцов Национальных сил обороны — военизированных (ополченческих) формирований, поддерживающих сирийские правительственные войска. Представители курдских сил подтвердили их прибытие. При этом сообщалось, что турецкая армия обстреляла район, через который двигались сирийские формирования. Эрдоган подтвердил, что сирийские проправительственные силы пытались войти в район Африна, но сообщил, что они «отступили после артобстрела».
Глава МИД Турции Мевлют Чавушоглу заявил, что Турция не будет возражать против того, чтобы сирийские правительственные силы заняли Африн для борьбы с террористами. Если же Дамаск намерен лишь взять курдов под свою защиту, «то турецкие войска никто не сможет остановить».
Российское руководство, со своей стороны, стремилось не допустить эскалации конфликта и добиться компромисса между Сирией и Турцией по курдскому вопросу. 19 февраля президент Эрдоган обсудил по телефону ситуацию вокруг Африна с Владимиром Путиным. Тема Африна обсуждалась в ходе состоявшегося 20 февраля заседания Совета безопасности России. Глава МИД РФ Сергей Лавров заявил, что «законные интересы обеспечения безопасности Турции вполне могут быть реализованы и удовлетворены через прямой диалог» с правительством Сирии: «Мы твёрдо выступаем за то, чтобы любые проблемы решались при уважении территориальной целостности … Сирии».
Ситуация в Восточной Гуте
Во второй половине февраля произошла эскалация событий в Восточной Гуте — пригородах Дамаска, которые с начала гражданской войны контролировали вооружённые оппозиционные группировки. К операции по освобождению Восточной Гуты удалось приступить после завершения зачистки северо-востока провинции Хама от сил «Исламского государства». Операции предшествовало сосредоточение по периметру исламистского анклава сирийских правительственных войск.
16 февраля сюда прибыл командующий бригадой армейского спецназа «Силы Тигра» ВС Сирии бригадный генерал Сухель аль-Хасан. Судя по публикациям СМИ, к операции, помимо спецназа «Тигр», были привлечены 1-я, 4-я и 9-я бронетанковые дивизии, а также подразделения 14-й дивизии специального назначения, 104-й, 105-й и 106-й бригад Республиканской гвардии ВС Сирии.
18 февраля армейская артиллерия начала наносить удары по позициям исламистских группировок в различных районах Восточной Гуты. С 19 февраля Восточная Гута подвергалась авиационным и артиллерийским ударам, жертвами которых стали и многочисленные мирные жители. Представитель Госдепартамента США Хизер Науэрт 21 февраля заявила, что за два дня в Восточной Гуте погибли более 100 мирных жителей. Такие же цифры приводил представитель генерального секретаря ООН Стефан Дюжаррик. Базирующийся в Лондоне Сирийский центр мониторинга прав человека 20 февраля сообщил, что за 48 часов в Восточной Гуте погибли как минимум 250 человек, среди которых 58 детей и 42 женщины. Администрация США обвинила Россию и Сирию в бедствиях мирных жителей. Россия отказалась признавать причастность к гибели мирных жителей и назвала обвинения США «беспочвенными».
20 февраля боевики «Джебхат ан-Нусра» обстреляли здание российского Центра по примирению враждующих сторон в Сирии. 21 февраля руководитель Центра генерал-майор Юрий Евтушенко заявил, что в Восточной Гуте сложилась критическая гуманитарная и социально-экономическая ситуация, переговорный процесс по мирному урегулированию конфликта в районе сорван: «Призывы российского центра по примирению к группировкам незаконных вооружённых формирований в Восточной Гуте прекратить сопротивление, сложить оружие и урегулировать свой статус результата не имели». По словам Евтушенко, оппозиционные группировки в Восточной Гуте «препятствуют выходу населения с подконтрольных территорий через пункт пропуска в районе населённого пункта Мухайм Аль-Вафидин».
24 февраля Совет Безопасности ООН после двухдневных дебатов принял резолюцию 2401 о перемирии в Восточной Гуте. Совет Безопасности потребовал прекратить боевые действия в этом районе как минимум на 30 дней для оказания гуманитарной помощи населению и эвакуации мирных жителей, нуждающихся в медицинской помощи. При этом указывалось, что перемирие не распространяется на террористические группировки «Исламское государство», «Аль-Каида» и «Джебхат ан-Нусра». Резолюцию поддержали все члены СБ ООН, включая Россию.
Как указывалось в официальном сообщении на сайте МИД России, Россия поддержала резолюцию, «руководствуясь задачами облегчения гуманитарных страданий мирного населения и с учётом отражения в тексте после многодневных напряжённых дискуссий наших основных замечаний». В МИДе заявили, что рассчитывают на то, что «зарубежные покровители антиправительственных вооружённых формирований» в Сирии обеспечат режим прекращения огня, чтобы гуманитарные конвои смогли безопасно пройти до пунктов назначения. В МИДе пообещали продолжить борьбу против боевиков в Сирии. Также МИД намерен «жёстко пресекать попытки разжечь антироссийскую и антисирийскую истерию и пустить под откос процесс политического урегулирования».
Утром 25 февраля части сирийских правительственных войск начали наземную операцию «Дамасская сталь» в Восточной Гуте.
Операция сирийских войск против остатков ИГ в центре Сирии
Хронология по дням
1 февраля в результате миномётного обстрела погибли три мирных жителя Дамаска. Командование формирований Свободной сирийской армии (ССА) в провинции Даръа объявило о начале масштабной операции против группировки «Джейш Халид ибн Аль-Валид».
На территории района Африн ВВС Турции продолжали наносить удары по позициям курдских «Отрядов народной самообороны» (YPG) в районе населённых пунктов Кафер-Сафра, Рахманлы, Санканлы, Касталь, Сеннара и Солаклы.
В провинции Идлиб группировка «Хайят Тахрир аш-Шам», пытаясь сдержать наступление подразделений сирийской армии в направлении города Серакиб, перебросила дополнительные отряды боевиков в окрестности города Шейх-Идрис и в район северо-западнее Абу-Духура.
2 февраля боевики продолжали наносить миномётные удары по позициям Республиканской гвардии и 4-й бронетанковой дивизии САА в районе комплекса зданий базы бронетехники в Харасте (Восточная Гута).
На севере провинции Алеппо на протяжении всего дня отмечались столкновения между формированиями Сирийской национальной армии, выступающими при поддержке ВС Турции, и курдскими отрядами. ВВС Турции нанесли 12 ударов по объектам «Отрядов народной самообороны» (YPG), в основном в районах населённых пунктов Сеннара, Бюльбюль, Раджу, Касталь, Горанлы и Арабвиран. Турецкие войска совместно с протурецкими группировками продвинулись на один километр из населённого пункта Телькепрю в сторону Раджу, но были остановлены артиллерийским огнём YPG. Под контроль ВС Турции перешли населённые пункты Карабара, Хараб-Сулук, Али-Баски, Али-Кар и Захран.
Согласно информации турецких СМИ, за период с начала операции было убито не менее 800 бойцов YPG. Утверждается, что как минимум 20 поселений и несколько ключевых горных вершин перешли под контроль ВС Турции и Сирийской свободной армии (ССА).
В южной части провинции Алеппо разворачивались бои между силами САР, поддерживаемыми ополченцами-шиитами, и боевиками «Тахрир аш-Шам». Под контроль сирийской армии перешли населённые пункты Таль Алуш, Хирбат Аль-Вакад, Зияр Саман и Таль Маму.
В провинции Идлиб группировка «Хайят Тахрир аш-Шам» провела переброску части сил из населённых пунктов Серакиб и Хан-Шейхун в Захабию и Телль-Хатри, чтобы восполнить потери и сдержать наступление подразделений правительственных войск.
Два террориста-смертника «Исламского государства» осуществили нападение на КПП курдских подразделений в районе населённого пункта Аль-Бахра (провинция Дейр-эз-Зор). В результате взрыва курды потеряли не менее 15 солдат убитыми и ранеными.
Все вооружённые группировки, действующие в провинции Даръа, объявили об операции «Завоеватели» против связанной с ИГ группировки «Джейш Халид ибн Аль-Валид», сформировав объединённый оперативный штаб. Атака началась 2 февраля сразу с нескольких направлений — с севера и востока. Поддержку наступающим неожиданно оказали израильские беспилотники, которые нанесли серию авиаударов по позициям боевиков ИГ. Особого успеха, однако, эти атаки не принесли. В середине недели «Джейш Халид ибн Аль-Валид» организовала контрнаступление в районе города Хит, в ходе которого были убиты два десятка боевиков и 3 полевых командира группировок так называемой «умеренной» оппозиции.
3 февраля боевики террористической группировки «Джейш аль-Наср» сбили военный самолёт ВКС РФ Су-25 при помощи ПЗРК в районе города Серакиб (провинция Идлиб). Несмотря на то, что пилот успел катапультироваться, позднее он погиб в схватке с исламистами. Представитель Госдепартамента, комментируя для The Wall Street Journal сообщения о сбитом российском Су-25, заявила, что США не поставляли зенитно-ракетные комплексы ни одному из формирований в Сирии
ВКС РФ провели массированную атаку на колонну подкреплений «Ахрар аш-Шам», направлявшуюся на помощь группировке ХТШ в город Серакиб. Российским самолётам удалось обнаружить и ликвидировать террористов, а также их военную технику и автомобили.
На северо-востоке провинции Хама возобновились столкновения между террористами «Исламского государства» и частями Сирийской арабской армии (САА). Правительственные силы заняли населённые пункты Абийян и Абу Аль-Кусур, а также высоты Таляль Тулейхан и Муасиран. Днём ранее сообщалось о том, что в регион было переброшено элитное подразделение САА «Силы Тигра», которое возглавит антитеррористическую операцию.
Вооружённые силы Турции нанесли удары по опорным пунктам Сирийских демократических сил в провинциях Хасаке и Ракка.
4 февраля на территории оазиса Восточная Гута продолжались столкновения между правительственными войсками и группировками радикальной оппозиции. Сирийская арабская армия (САА) вела ракетный обстрел опорных пунктов боевиков в городе Хараста. Боестолкновения между САА и незаконными вооружёнными формированиями отмечались также в окрестностях Арбина. Боевики радикальных антиправительственных формирований вновь обстреляли Дамаск.
4 февраля ВВС Турции нанесли более 20 авиаударов по позициям курдских вооружённых формирований в кантоне Африн, в окрестностях населённых пунктов Раджу, Сеннара, Санканлы, Касталь и Солаклы.
Поступили сообщения о том, что отряды группировок «Файлак аш-Шам» и «Нур ад-Дин аз-Зенки» выдвинулись из Турции на север Алеппо, чтобы принять участие в операции против курдов.
Боевики группировок «Нур ад-Дин аз-Зенки» и Исламская партия Туркестана начали контрнаступление на расположения правительственных войск САР на юге провинции Идлиб.
ВВС западной коалиции нанесли удары по предполагаемым пунктам дислокации террористов «Исламского государства» в поселении Аль-Бахра (провинция Дейр-эз-Зор). Информационное агентство Almanar News передало, что в результате авианалёта погибло 11 мирных жителей, ещё семь человек были ранены.
На севере провинции Ракка зафиксированы боестолкновения между формированиями Сирийской национальной армии и Сирийскими демократическими силами (СДС). В эпицентре противостояния находится населённый пункт Сосек, расположенный западнее Тель Абьяда.
По поступившей информации, на военной базе США в Эт-Танфе прошло совещание полевых командиров так называемой «Новой сирийской армии» и представителей спецслужб США, в ходе которого обсуждалась возможность расширения границ 55-километровой зоны безопасности до 150 километров. Отмечается, что представители американской стороны заявили о намерении увеличить численность группировки до 3000 человек, объяснив это обеспечением безопасности новых территорий. В Эт-Танфе продолжается подготовка боевиков группировки, а также пополнение её за счёт вербовки беженцев из лагеря «Эр-Рукбан» и переброски бывших террористов ИГ из Эль-Карьятейна.
По сообщению информационного агентства «Анадолу», турецкие войска создают 4-й наблюдательный пункт в зоне деэскалации Идлиб. Ранее турецкие войска разместились в населённых пунктах Салве, Салман и у высоты Шейх Акил. Генштаб Турции заявляет, что создание очередного наблюдательного пункта имеет своей целью контроль за действием режима прекращения огня. В общей сложности турецкая армия намерена создать «наблюдательные пункты» в 12 районах зоны деэскалации. По внешнему периметру зоны дислоцируются российские военнослужащие Координационного центра.
5 февраля при обстреле боевиками центра выдачи гуманитарной помощи в Дамаске погибли два человека, ещё как минимум трое получили ранения. Миномётному обстрелу подвергся квартал Баб-Тума в историческом центре столицы, где были размещены два пункта раздачи гуманитарной помощи от межрелигиозной делегации из России. Две мины разорвались недалеко от здания Антиохийской патриархии. Утром боевики вооружённой оппозиции нанесли ракетный удар по жилым районам города Хараста (Восточная Гута). По данным информационного агентства Mehr News Agency, в результате 15 мирных жителей получили тяжёлые ранения. На территории оазиса Восточная Гута в течение дня продолжались перестрелки между Сирийской арабской армией (САА) и группировками вооружённой оппозиции. Бои отмечались в районах поселений Айн Тарма, Замалька, Кафр Батна и Хараста.
В районе Африн ВВС Турции нанесли ряд ударов по опорным пунктам курдов в окрестностях административного центра района. Под прикрытием авиации турецкая армия захватила населённый пункт Сурки. Перестрелки между Сирийской свободной армией (ССА) и курдскими отрядами ополчения были зафиксированы в районе населённых пунктов Баджа и Шаран. В конце дня стало известно, что ССА взяла под свой контроль высоту Сарыкая и деревню Дикмет Таш, расположенные недалеко от Африна.
Колонна военной техники турецкой армии прибыла из Кафр Лусина в поселение Аль-Иса на юге провинции Алеппо, где военнослужащие ВС Турции развернули штаб.
Сразу несколько оппозиционных источников сообщили о том, что в ночь с 5 на 6 февраля правительственные войска якобы применили химоружие в городе Серакиб. Однако, по информации других источников, речь идёт о провокации со стороны «Хайят Тахрир аш-Шам», которая ранее доставила в Идлиб и Харим отравляющие вещества со складов в Хан-Шейхуне. Приходили сообщения и о транспортном средстве, оборудованном ёмкостями с хлором, который был размещён на объекте, по которому мог быть нанесён авиаудар. Источник предполагает, что это было сделано для дестабилизации ситуации в зоне деэскалации Идлиб и создания негативного информационного фона в отношении правительства Башара Асада.
В северо-восточной части провинции Хама продолжилась операция по освобождению территорий от террористов «Исламского государства». Правительственные войска САР при поддержке ВКС РФ выбили ИГИЛовцев из населённых пунктов Маасран, Буюд Сифаф, Абу аль-Хейр, Таль Аш-Шур, Аль-Маляха Аль-Кабира, Аль-Дабийия и Вади Джаханм.
6 февраля на территории оазиса Восточная Гута отмечались столкновения между Сирийской арабской армией (САА) и группировками вооружённой оппозиции. К вечеру миномётному обстрелу вновь подвергся район Баб-Тума, в результате чего погибли как минимум трое мирных граждан, ещё восемь получили ранения.
Согласно поступившим сообщениям агентства новостей Al Manar News, правительственные силы развернули комплексы ПВО в районе границы между провинциями Идлиб и Алеппо.
Объединённые силы исламистов и ВС Турции продолжили развивать наступление в рамках операции «Оливковая ветвь». Под контроль наступающих перешла высота «1027» на северо-западе кантона Африн. Согласно информации новостного агентства Al Masdar News, силы Отрядов народной самообороны (YPG) нанесли удары по опорным пунктам Сирийской свободной армии (ССА) в северной части кантона Африн. Курдские СМИ заявляют, что в результате контрнаступления курдам удалось восстановить контроль над населённым пунктом Хадж Билял. Кроме того, боевики ССА лишились нескольких стратегических позиций у городов Раджу и Бюльбюль, вокруг которых разворачивались ожесточённые бои на протяжении всей прошлой недели.
Пресс-секретарь YPG Сипан Хамо заявил о том, что подкрепление Сирийской демократической армии (SDF) уже направляется в Африн через территории, подконтрольные силам Башара Асада. Кроме того, по словам Хамо, сирийское правительство снабжает курдов продовольствием и медикаментами.
Информагентство Al Masdar News опубликовало фотографии храма Айн-Дара, разрушенного около двух недель назад авиаударами турецких военных самолётов в Африне. Айн-Дара, построенный между 10 и 8 вв. до н. э., являлся одной из главных исторических достопримечательностей Сирии.
Информационное агентство Al Masdar News сообщило, что боевики «Исламского государства» провели атаку на опорные пункты Сирийской арабской армии в восточной части провинции Хомс. Террористы попытались прорвать оборону сил САР к юго-востоку от города Ас-Сухна. Сообщалось, что нападение было совершено небольшой группой ИГИЛовцев, скрывавшейся в подземных туннелях и пещерах в районе Сирийской пустыни. Под ударом оказался один из контрольно-пропускных пунктов правительственных войск. Ас-Сухна был освобождён 6 августа 2017 года и уже несколько раз подвергался атакам боевиков ИГ.
В восточной части провинции Дейр-эз-Зор продолжались столкновения между курдскими отрядами Демократических сил Сирии (СДС) и террористами «Исламского государства», укрывшимися в контролируемых курдами районах. Боевики ИГ совершили нападение на опорные пункты СДС у нефтяного месторождения «Аль-Танак», занятого курдами в конце октября 2017 года.
Правительственные войска при помощи российской авиации продолжили планомерно продвигаться на северо-востоке провинции Хама против террористов «Исламского государства». ИГИЛовцы, дислоцирующиеся в этом районе, бежали сюда под натиском правительственной армии и российских ВКС в ходе столкновений близ города Акерабат, после чего им удалось отбить ряд населённых пунктов у антиправительственной коалиции «Хайят Тахрир аш-Шам». В течение последних 24 часов около 45 поселений перешли под контроль частей Сирийской арабской армии (САА), возглавляемых спецподразделением «Силы Тигра». Среди освобождённых населённых пунктов — Абу Дариха, Газиля, Умм Идж, Умм Абах, Хирбат Умм Раджум, Мувейлих Шимали, Абу Хиляль, Расм Ат-Туваль, Аль-Батушия и Мариджуб. Согласно данным новостного портала Al Masdar News, анклав террористической группировки сократился до 900 квадратных километров. Таким образом, боевики утратили более половины занимаемых ранее территорий. Как передаёт информационное агентство Al Masdar News, правительственные войска намереваются разбить анклав боевиков на несколько небольших частей, изолировав их друг от друга и уничтожив коммуникации, для того чтобы исключить возможную перегруппировку отрядов ИГ.
6 февраля израильские вооружённые силы нанесли второй ракетный удар за последние два месяца по Центру научных исследований в районе населённого пункта Джармайя. Предполагается, что целью удара являлись военные объекты и склады с оружием ливанской военизированной организации «Хезболла».
На северо-востоке столицы 7 февраля отмечались вооружённые столкновения между правительственной армией и отрядами группировки «Джейш аль-Ислам», действующей на востоке оазиса Восточная Гута. Перестрелки разворачивались у города Ан-Нашабия. Во второй половине дня под ударами исламистов оказался пригород Дамаска — Джармана, в результате чего был убит несовершеннолетний ребёнок. Сирийские ВВС активизировали удары по позициям боевиков исламистских группировок в районе Восточной Гуты. По информации оппозиционных источников, в бомбардировках участвовало по меньшей мере 19 военных самолётов ВВС САР.
На территории кантона Африн продолжились боевые действия, в том числе за населённый пункт Шейх-Хоруз. Согласно информации новостного портала Al Masdar News, также разворачивались бои у города Бюльбюль, в результате которых Сирийская свободная армия понесла большие потери — по заявлению турецких СМИ, благодаря тому, что курды применили химическое оружие (снаряды с хлором).
Как сообщило турецкое издание Daily Sabah, в составе колонны курдских сил, которая ранее прибыла в Африн, находились отряды так называемых «Внутренних сил безопасности Ракки» (RIFS). Коалиция, возглавляемая США, подготавливала ополченцев «сил безопасности» для патрулирования Ракки после её освобождения от «Исламского государства». Несмотря на заявления представителей коалиции, которые отрицали участие в этом формировании курдских сил, в рядах RIFS широко представлены бойцы «Отрядов народной самообороны» (YPG).
Согласно поступившей информации, полевые командиры «Хайят Тахрир аш-Шам» и «Файлак аш-Шам», действующие в западной части провинции Алеппо, договорились с лидерами некоторых вооружённых группировок координировать действия против сирийской армии. Новым союзникам террористов было передано несколько опорных пунктов, оборудованных в районе населённого пункта Изибу. По неподтверждённой информации, в населённый пункт Аль-Атариб прибыл груз с большим количеством оружия и боеприпасов и несколько сотен боевиков «Нур ад-Дин аз-Зенки».
Информационное агентство Al Masdar News передало, что на территорию САР вошла очередная военная колонна ВС Турции, направившаяся в сторону авиабазы «Тафтаназ» в районе границы между Идлибом и Алеппо.
В окрестностях населённого пункта Аль-Бахра (провинция Дейр-эз-Зор) продолжились бои между отрядами «Исламского государства» и Сирийских демократических сил (SDF). Авиация международной коалиции, возглавляемой США, провела серию боевых вылетов в провинции, ударив по расположениям ИГИЛовцев в районе населённого пункта Хаджин.
В ночь с 7 на 8 февраля пресс-служба штаба операции Inherent Resolve («Непоколебимая решимость») заявила о том, что международная коалиция во главе с США нанесла авиационный удар по сирийским проправительственным формированиям после того, как те совершили «акт агрессии» — «инициировали неспровоцированное нападение на штаб „Сирийских демократических сил“ (СДС)», где «в качестве советников, помощников и сопровождающих сил» также находились военнослужащие западной коалиции. В результате нанесённых ударов, по оценкам американских военных, было убито более ста нападавших. Сирийские проправительственные формирования, о которых идёт речь, представляли собой группировку численностью около 250 человек, которая совершала манёвр в сопровождении танков и артиллерии. По мнению американского командования, сирийские силы намеревались взять под свой контроль нефтяные месторождения в Хашаме, отбитые у ИГ в сентябре 2017 года. По данным Минобороны Сирии, в момент атаки американских ВВС сирийские правительственные войска вели боестолкновение с террористической группировкой «Исламское государство».
На юго-востоке провинции Идлиб отряды «Джебхат Ан-Нусры» несколько раз предпринимали попытки вернуть утраченные территории в районе населённых пунктов Абу-Духур и Таль Султан, прибегнув к атакам с участием смертников.
Стало известно, что ВКС РФ приостановили боевые вылеты в Идлибе, после того как действующим здесь боевикам удалось сбить российский Су-25. Предполагается, что в Сирию будут переброшены военные самолёты, недоступные для ПЗРК исламистов.
Группировка «Хайят Тахрир аш-Шам» перебросила подкрепления в районы населённых пунктов Эт-Тах, Схаль, Ард-эз-Зарзур и Хуайн-эль-Кебир (провинция Идлиб). ХТШ также продолжила усиливать группировку вдоль линии фронта, проходящей через населённые пункты Телль-Тукан, Джезрая, Хуайер и Эль-Эс.
Представители ООН обратились к беженцам с призывом отложить возвращение на территорию провинции Ракка, поскольку большая часть региона все ещё не зачищена от следов военного присутствия «Исламского государства». По информации новостного агентства Al Manar News, каждую неделю в результате взрывов в Ракке гибнут от 50 до 70 мирных граждан.
Как сообщил курдский телеканал Halab Today TV, турецкие войска активизировали обстрелы позиций курдских подразделений в районе границы между САР и Турцией западнее города Тель Абьяд.
На севере провинции Хама части Сирийской арабской армии (САА) продолжили продвижение в рамках крупномасштабной военной кампании, направленной на зачистку территорий от боевиков «Исламского государства». Под контроль правительственных сил перешли населённые пункты Калят Хувейсис, Тифахат, Джубб Суккар, Джуб Хинта, Джанин, Буюд, Абу Махлат, Канатир, Талль Халават, Аклат, Абу Хубая, Абу Джаме.
Согласно поступающей информации, протурецкие группировки заключили с курдскими «Отрядами народной самообороны» при посредничестве турецких спецслужб негласное соглашение, в рамках которого они покупают у курдов нефть, добываемую в провинциях Хасака и Дейр-эз-Зор. Вооружённые группировки испытывают острую нехватку горюче-смазочных материалов, воюя против правительственных войск в провинции Идлиб.
8 февраля на территории оазиса Восточная Гута продолжались интенсивные перестрелки между Сирийской арабской армией и группировками вооружённой оппозиции. Боевики произвели миномётный обстрел жилых кварталов Дамаска Баб-Тума, Баб-Шарки, Джараман, Аль-Мухаджерин и район Старого города, в результате чего погибло 9 и было ранено 19 мирных жителей.
В кантоне Африн активные боевые действия были зафиксированы в окрестностях населённого пункта Бюльбюль. Турецкая армия провела артиллерийский обстрел опорных пунктов курдов в районе населённого пункта Раджу.
В результате договорённостей между курдскими вооружёнными формированиями и военным командованием США с американских военных баз в провинции Хасака в город Манбидж (провинция Алеппо) была переброшена военная техника и вооружение, в числе которых танки, бронированные автомобили, БМП и артиллерийские орудия.
На северо-востоке провинции Хама продолжилась операция Сирийской арабской армии (САА) по освобождению территорий региона от террористов «Исламского государства». Правительственные войска под прикрытием российской авиации выбили исламистов из ещё 18 поселений в этой части провинции.
По сообщению Анатолийского информационного агентства, самолёты ВВС Турции после небольшого перерыва возобновили авиаудары по району города Африн. По неподтверждённой информации ряда турецких СМИ, удары были приостановлены в связи с тем, что Россия, контролирующая воздушное пространство над регионом, закрыла для полётов небо над Африном после того, как в сирийской провинции Идлиб 3 февраля был сбит российский военный самолёт Су-25.
9 февраля боевики незаконных вооружённых формирований снова обстреляли сирийскую столицу. Ракетным ударам подверглись районы Дувелиа, Баб-Тума, Касаа и Жарамана. Ранее антиправительственные группировки обстреляли кварталы Аль-Асад, Аль-Аббасин и Аз-Заблатани. На территории оазиса Восточная Гута были зафиксированы интенсивные перестрелки между Сирийской арабской армией (САА) и группировками вооружённой оппозиции. Отряды «Силы национальной обороны» (NDF) в провинции Дамаск ликвидировали группу боевиков ИГ из 12 человек. В результате боестолкновения сирийскими ополченцами был захвачен грузовик, в котором находился ПТУР AGM-114 Hellfire, а также кустарные устройства для управления полётом ракет.
Сирийский центр мониторинга за соблюдением прав человека (SOHR) сообщал, что в окрестностях города Мари, расположенного недалеко от Африна, отмечались интенсивные перестрелки между курдскими отрядами ополчения и Сирийской свободной армией. В течение дня ССА захватила у курдов несколько поселений в этой части региона.
Сирийская арабская армия (САА) при поддержке ВКС РФ освободила ещё ряд поселений на северо-востоке провинции Хама от террористов «Исламского государства». По заявлениям правительственных источников, территория провинции полностью очищена от радикалов ИГ. Сотни боевиков «Исламского государства» с боями прорвались из «Абу-Духурского котла» на северо-востоке провинции Хама в районы, подконтрольные боевикам «Хайят Тахрир аш-Шам» и союзным им группировкам, в провинции Идлиб. Для прорыва боевики сосредоточили в южной части котла оставшиеся силы — по разным оценкам, от пятисот до семисот человек, некоторое количество пикапов с крупнокалиберными пулемётами, «шахид-мобилей» и лёгкого вооружения, — которые заняли населённые пункты Лувейбида, Мушейрифа, Ниха, Умм-эль-Халахиль, Аль-Хавейн и Ард-аз-Зарзур, выбив из них силы «Хайят Тахрир аш-Шам». В ходе зачистки брошенных боевиками ИГ позиций правительственными войсками было убито более ста террористов, а также конфисковано большое количество вооружения, в частности, противотанковые ракетные комплексы TOW. Также у боевиков имелись на вооружении автоматы Калашникова различного производства, ручные противотанковые гранатомёты болгарского производства, танки Т-62 и Т-55, а также новая реактивная система залпового огня «Град», которая, по всей вероятности, была захвачена у группировок вооружённой оппозиции.
Источники, связанные с вооружённой оппозицией, заявляют, что сирийские войска специально выпустили остатки ИГ, чтобы они воевали с боевиками «Хайят Тахрир аш-Шам» в Идлибе. Уже сообщается о боестолкновениях между бежавшими отрядами «Исламского государства» и «Файлак аш-Шам», действующей совместно с «Хайят Тахрир аш-Шам» в Идлибе. Таким образом, сирийская армия не только выполнила задачу взять город-крепость Сурудж, но и полностью ликвидировала присутствие боевиков ИГ в Хаме. Зачистка котла продолжается.
Полагают, что присутствие «Исламского государства» в провинции Идлиб может быть использовано сирийскими войсками как основание для развития наступательной операции вглубь провинции в направлении Серакиба, в которой будет задействовано подразделение «Силы Тигра». Серакиб — важный логистический узел, через который проходит линия снабжения Аль-Латаминского выступа в направлении Хан-Шейхуна. В настоящее время Серакиб фактически является главным форпостом боевиков на пути в Идлиб.
По разным оценкам, группировка от пятисот до семисот человек, у которых на вооружении было некоторое количество «джихад-мобилей» и лёгкого вооружения, сосредоточившись в южной части котла совершила прорыв, в ходе которого заняла населённые пункты Лувейбида, Мушейрифа, Ниха и Умм-эль-Халахиль, Аль-Хавейн и Ард-аз-Зарзур, выбив из них силы «Хайят Тахрир аш-Шам».
В ходе зачистки брошенных боевиками ИГ позиций правительственными войсками было уничтожено более ста террористов, а также конфисковано большое количество вооружения, в частности, противотанковые ракетные комплексы TOW.
Также у боевиков имелось на вооружении самые разные варианты автоматов Калашникова, в том числе, клоны румынского и китайского производства, ручные противотанковые гранатомёты болгарского производства, танки Т-62 и Т-55, а также новая ракетная система залпового огня «Град», которая, по всей вероятности, была захвачена у группировок вооружённой оппозиции.
На месте, где было выложено конфискованное у боевиков «Исламского государства» вооружение, появился и сам бригадный генерал Сухейль аль-Хассан, который командует элитным подразделением САА «Силы Тигра».
В провинции Дейр-эз-Зор возглавляемая США международная коалиция начала наступление на позиции проправительственных сил. Военный совет Дейр-эз-Зора, созданный на базе Сирийских демократических сил, атаковал опорные пункты Сирийской арабской армии и союзных сил в районе населённого пункта Табия.
Координатор гуманитарных операций ООН Панос Мумцис заявил, что число неразорвавшихся бомб в Ракке остаётся «экстремально высоким». По его словам, взрывными устройствами заминирован «буквально каждый дюйм» города. В Ракке от взрывных устройств еженедельно погибают или получают ранения порядка 50-70 человек. Примерно такое количество пострадавших власти Афганистана фиксируют за год, сообщает Reuters.
10 февраля сирийские средства ПВО сбили израильский самолёт F-16. Инцидент произошёл в результате атаки ВВС Израиля на сирийские военные объекты. По версии израильской стороны, в ночь с пятницы на субботу ЦАХАЛ якобы перехватил иранский БПЛА, который вторгся в воздушное пространство Израиля. В ответ на это нарушение израильский самолёт F-16, атаковавший «иранские позиции» на территории Сирии, был сбит сирийской ПВО. За этим последовал второй налёт израильских ВВС, нанёсших удары по 12 целям, включая три сирийские батареи ПВО и четыре объекта «иранского военного присутствия».
Президент Турции Реджеп Эрдоган заявил, что в провинции Хатай при выполнении задания в рамках операции «Оливковая ветвь» упал вертолёт ВВС Турции. Позднее глава генштаба ВС Турции Бинали Йылдырым сообщил, что в результате аварии погибли два военных. Генштаб ВС Турции сообщил, что причиной крушения вертолёта Т-129 стала техническая неисправность.
В ночь на 10 февраля турецкие ВС приступили к созданию четвёртого из 14 запланированных наблюдательных пунктов в северо-западной Сирии, который размещается в Тель-Тукане в 20 километрах к югу от Аль-Эиса (юг провинции Алеппо), на шоссе в направлении провинции Идлиб. Ранее президент Турции Реджеп Тайип Эрдоган заявлял, что по окончании военной операции в Африне турецкие военные отправятся устранять террористическую угрозу в Идлибе.
10 февраля боевики «Хайят Тахрир аш-Шам», «Джейш аль-Ислам», «Файлак ар-Рахман», «Ахрар аш-Шам» и других вооружённых группировок вели разведку и периодически обстреливали позиции правительственных войск и жилых кварталов в Харасте (Дамаск).
В провинции Алеппо «Хайят Тахрир аш-Шам» перебросил отряды подкрепления, а также оружие и боеприпасы в районы населённых пунктов Телль-Баджер, Эль-Эс, Хуайер и Макхале. Кроме этого, отмечалось увеличение сил боевиков, действующих в районе Харданны, Тафатаназа и Талихии. Боевики использовали беспилотные летательные аппараты для разведки позиций правительственных сил в районах Азизия и Тель-Мамо.
На территории курдского кантона Африн в течение дня разворачивались ожесточённые бои между курдскими Отрядами народной самообороны (YPG) и Сирийской свободной армией (ССА), выступающей при поддержке турецких сил. Столкновения отмечались в районе населённого пункта Раджу, подконтрольного курдам, и у города Шейх Хоруз, захваченного протурецкими исламистами. Под контроль ССА перешёл населённый пункт Дейр Балут. Поддержку боевикам оказывали ВВС Турции, осуществлявшие боевые вылеты в районе военного аэродрома «Меннах». Турецкие СМИ заявляли, что за время кампании «Оливковая ветвь» курды потеряли 1141 бойца.
Сообщалось о перестрелках между боевиками вооружённой оппозиции и правительственной армией в северной части провинции Латакия. Исламисты пошли в атаку против подразделений Сирийской арабской армии (САА) у линии соприкосновения сил сторон в районе Туркоманских гор. По данным военных источников, нападение было отбито. Известно, что члены нападавшего формирования связаны с террористической группировкой «Джебхат Ан-Нусра».
В районы населённых пунктов Рас-эль-Айн, Телль-Тукан, Хальбан и Хуаин эш-Шаар (провинция Идлиб) было переброшено несколько отрядов боевиков «Хайят Тахрир аш-Шам», а также несколько танков, БМП, автомобилей, оснащённых крупнокалиберными пулемётами, ПТРК и миномёты. «Ан-Нусра» лишилась ещё одного из своих высокопоставленных лидеров в результате нападения неизвестных боевиков в западной части провинции Идлиб, в городе Джиср-эш-Шугур. Автомобиль боевика был обстрелян неизвестными в масках. В результате нескольких взрывов были нейтрализованы ещё около десяти радикалов «Тахрир Аш-Шам». Предполагается, что за нападения несут ответственность террористы ИГ.
На юго-западе провинции Даръа возобновились взаимные обстрелы между террористами связанной с «Исламским государством» группировки «Джейш Халид ибн Аль-Валид» и силами Сирийской свободной армии (ССА).
США организовали переброску более сотни бывших боевиков «Исламского государства», действовавших в районе Абу-Кемаля и Меядина, на базы в Аш-Шаддади и Тель-Бейдар. Американцы стремятся установить контроль над участком дороги Аш-Шаддади — Сувар и нефтяным полем «Миргад», а также усилить группировку проамериканских сил в этом районе для ведения возможных боёв на левом берегу Евфрата. Как ранее сообщал начальник Генштаба ВС РФ Валерий Герасимов, база в Аш-Шаддади, наряду с базой в Ат-Танфе, используется США для подготовки бывших боевиков «Исламского государства», выведенных из разных районов Сирии, в составе так называемой «Новой сирийской армии», цель которой — дестабилизировать ситуации в Сирии. Вооружённые столкновения Сирийских демократических сил и отрядов ИГ продолжились в окрестностях населённых пунктов Аль-Бахра и Аль-Хаджин (провинция Дейр-эз-Зор).
11 февраля как минимум два мирных жителя были убиты в результате миномётных обстрелов Дамаска боевиками из Восточной Гуты. радикалы нанесли удары по районам Уш Аль-Варвар, Аль-Заблатани, Аль-Аббасин и Аль-Касаа. Под обстрелом, в частности, оказалось здание гостиницы «Ад-Дама». В ответ на это артиллерийские дивизионы САР и ВВС Сирии с возобновили обстрелы укрепрайонов боевиков на окраинах населённых пунктов Хамурия и Арбин, а также в окрестностях Джобара.
Военнослужащие Сирийской арабской армии (САА), дислоцирующиеся в районе Туркоманских гор (провинция Латакия), обстреляли укрепрайоны объединения «Тахрир Аш-Шам» на окраине города Джиср-эш-Шугур в западной части соседней провинции Идлиб. В первой половине дня боевики попытались пробраться к городу Кинсибба, контролируемому правительственными силами.
ВВС Турции нанесли более 20 авиаударов по позициям курдских вооружённых формирований в Африне. Основными районами действий турецкой авиации стали районы населённых пунктов Касталь, Санканлы, Кафер-Сафра, Джальма, Арчели, Катма, Атма, Искан и других.
Турецкие войска совместно с отрядами Сирийской свободной армии предпринимали попытки прорвать оборону Сирийских демократических сил (SDF) в северо-западной части Африна. Столкновения фиксировались у населённых пунктов Бюльбюль и Раджу, однако серьёзно продвинуться в данном районе силам союзников не удалось. Тем не менее во второй половине дня протурецкие исламисты отбили у подразделений SDF и YPG населённые пункты Тададиль, Саар Наджка и Арабвиран, а также несколько соседних высот.
Турция перебросила в регион дополнительные войска. Согласно информации телеканала HalabTodayTV, подкрепление прошло через пограничный КПП «Кафр Лясин» в Идлибе и направилось к городу Дарат Изза. Также стало известно, что порядка 500 боевиков бригады ССА «Султан Мурад», прошедших обучение у турецких военных, также присоединятся к наступлению против курдов.
В районе населённого пункта Шейх Хоруз продолжались бои. Курдские подразделения уже несколько дней предпринимают попытки вернуть контроль над этим населённым пунктом.
На юге провинции Идлиб развернулись боестолкновения группировки «Хайят Тахрир аш-Шам» и Сирийской свободной армии с отрядом «Исламского государства», перебравшимся сюда из соседней провинции Хама под натиском САА и ВКС РФ.
Информационный портал Al Masdar News сообщил, что авиация международной коалиции по ошибке нанесла авиаудары по отрядам своих союзников — Сирийских демократических сил (SDF). Инцидент произошёл вблизи сирийско-иракской границы в районе города Ас-Суса.
12 февраля «Свободная сирийская армия» (ССА) и турецкие войска вели позиционные бои против курдских вооружённых формирований в районе населённых пунктов Раджу, Бюльбюль и Джандарис. «Сирийская свободная армия» захватила населённый пункт Аль-Мухаммадия и высоту Теллят аль-Амара.
Боевики «Файлак аш-Шам», выступающей на стороне Турции, захватили населённый пункт Дейр-Баллут. ВВС Турции и турецкие артиллерийские подразделения продолжали наносить удары по позициям курдских вооружённых формирований в районах населённых пунктов Басуфан, Джандарис, Бюльбюль, Раджу и Африн.
По поступающим сообщениям, Сирийские демократические силы (SDF) стягивают бойцов и военную технику в район месторождения Коноко, готовясь к наступлению на территории, подконтрольные Сирийской арабской армии (САА). Одновременно с этим бойцы SDF вели работы по укреплению своих позиций в северной части провинции Дейр-эз-Зор.
Сирийская армия под прикрытием ВКС РФ продвигалась в юго-восточной части провинции Хама. Боестолкновения между солдатами правительственных войск и радикальными исламистами коалиции «Тахрир аш-Шам» отмечались в районе населённого пункта Мукассим аль-Хамарат. Недалеко от поселения Кантара на юге провинции Хама были зафиксированы интенсивные перестрелки между САА и боевиками антиправительственных вооружённых формирований.
Поступали сообщения о том, что вооружённые группировки сосредотачивают свои силы в западных пригородах Алеппо, восстанавливают и укрепляют ранее покинутые опорные пункты в южных пригородах Алеппо.
Высказывались предположения, что боевики, действующие на территории провинции Идлиб, могут попытаться вернуть контроль над Абу-Духуром. Об этом может говорить прибытие подкрепления из числа «Хайят Тахрир Аш-Шам», «Джейш аль-Изза», «Исламской партии Туркестана» и других группировок в населённые пункты Телль-эль-Агарр и Телль-Хатри. Боевики хорошо вооружены и имеют несколько заминированных автомобилей, противотанковые управляемые ракеты, автомобили, оснащённые крупнокалиберными пулемётами. В районе населённого пункта Умм-эль-Халахиль продолжались бои между «Хайят Тахрир аш-Шам» и отрядом «Исламского государства». «Хайят Тахрир аш-Шам» перебросил сюда подкрепления из населённых пунктов Раффа и Эт-Тах, а также доставил ПТРК и боеприпасы для гранатомётов.
На юге провинции Идлиб были зафиксированы столкновения между группировками вооружённой оппозиции и террористами «Исламского государства». В ходе боёв был убит эмир ИГ Ридван аль-Бакари.
13 февраля сирийские СМИ сообщили об обнаружении складов с вооружением на территориях провинции Дейр-эз-Зор, ранее освобождённых от террористов ИГ. Склады расположены на восточных окраинах города Аль-Букемаль. Здесь обнаружено огромное количество ракет, миномётных и танковых снарядов, некоторые из которых были произведены в Израиле. Там же обнаружили и самодельные артиллерийские орудия, фугасы и взрывные устройства. Агентство САНА сообщило об обнаружении в туннеле, расположенном восточнее Меядина, целого предприятия по производству снарядов и взрывчатки.
На опорные пункты вооружённых группировок в Харасте прибыло несколько отрядов подкрепления. В соседний Арбин боевиками была доставлена инженерная техника для рытья новых подземных тоннелей и несколько сотен килограмм взрывчатки для их минирования. Подразделения правительственных войск продолжали вести наступление на позиции боевиков различных группировок в пригородах Дамаска Джобар и Айн-Терма. Сирийская армия вела артиллерийский обстрел позиций боевиков в Хазраме и Нашабии. Боевики незаконных вооружённых формирований вновь открыли огонь по сирийской столице. Две мины упали в районе площади Омейядов. Три снаряда разорвались в районе Аль-Касаа. Ранее под обстрелом группировок вооружённой оппозиции оказались районы Уш аль-Варвар, Аль-Заблатани и Аль-Аббасин.
ВВС Турции продолжали обеспечивать продвижение сухопутных подразделений в кантоне Африн. Турецкая авиация нанесла около 10 авиаударов по позициям курдских вооружённых формирований в районах населённых пунктов Раджу, Санканлы, Джандарис, Азаз и других. ВС Турции и подконтрольные Анкаре группировки продолжали наступление в направлении города Джандарис на севере провинции Алеппо. Свободная сирийская армия (ССА) захватила у курдов поселение Аджиле, расположенное недалеко от Африна.
Информационное агентство Haber Turk передало, ссылаясь на источник в командовании ВС Турции, что в рамках операции «Оливковая ветвь» уничтожено 70 объектов Демократических сил Сирии (СДС)). Также источник сообщал, что с начала кампании турецкой армии убито 1439 бойцов СДС.
Действующая в провинции Даръа группировка «Фиркат аль-Магавир» вошла в состав «Шабаб ас-Сунна». Ранее оба формирования «умеренной оппозиции» присоединились к установленному в регионе перемирию.
По сообщению греческого журнала «Veteranos», правительственные войска перебросили ТОС-1А «Солнцепёк» в южную часть провинции Идлиб с целью поддержки наступательной операции в данном районе. По сообщению источников, в подконтрольный боевикам «Хайят Тахрир аш-Шам» город Серакиб прибыли репортёры телеканала CNN. Предполагают, что это может быть связано с подготовкой провокации в отношении сирийской армии с последующим обвинением правительства Башара Асада в применении химического оружия. Ранее один из местных жителей провинции Идлиб сообщил в Центр по примирению враждующих сторон, что боевики террористического альянса «Джебхат ан-Нусры» «Хайят Тахрир аш-Шам» поставили в одну из деревень более 20 баллонов с хлором для проведения провокации при участии «Белых касок».
340 террористов «Исламского государства» сдались боевикам сирийской оппозиции в городе Хувейн (провинция Идлиб). Радикальные исламисты сдали оружие и в скором времени предстанут перед судом. Семьи членов ИГ отправятся в лагерь беженцев.
Иранское информационное агентство Fars сообщило о попытках курдских отрядов усилить свою группировку в кантоне Африн за счёт принудительной мобилизации мирных жителей на севере провинции Ракка. Курдские формирования завербовали более полутора тысяч человек. Выплаты семьям погибших бойцов курдских подразделений сокращены с 80 тысяч сирийских лир до 40 тысяч.
На востоке провинции Дейр-эз-Зор, в районе между населёнными пунктами Айаш и Хаваидж аль-Бумасса, были зафиксированы столкновения между Сирийскими демократическими силами (SDF) и отрядами ополчения, выступающими на стороне Сирийской арабской армии (САА).
14 февраля на северо-востоке Дамаска продолжились взаимные обстрелы между исламистами антиправительственных организаций и силами САР. Перестрелки отмечались у населённых пунктов Хараста, Джобар и Месраба. Как утверждает оппозиционный военный источник в сети Twitter (QalaatAlMudiq), исламисты заминировали и взорвали туннель, по которому сирийские военные пытались пробраться в район Джобар. Правительственные новостные порталы данную информацию пока не подтверждали.
Агентство новостей Al Masdar News сообщает о том, что террористы «Исламского государства», действующие к югу от столицы, начали новое наступление на позиции антиправительственного объединения «Тахрир аш-Шам». Перестрелки отмечались на окраине южного квартала Дамаска Хаджар Аль-Асвад, а также недалеко от лагеря для палестинских беженцев «Аль-Ярмук», территорию которого противники делят между собой практически поровну.
В минувшие сутки жители города Ан-Нашабия в Восточной Гуте получили гуманитарную помощь от организации Красного Полумесяца. Девять грузовиков с продовольствием и медикаментам были распределены среди мирного населения. Это стало возможным благодаря соглашению, которое было заключено в ходе переговоров между лидерами группировки «Джейш Аль-Ислам» и властями САР.
За время военной операции Сирийской свободной армии (ССА) и турецких сил на северо-западе Алеппо курдские подразделения потеряли не менее 10 процентов территории кантона Африн. Турецкие военные самолёты в течение всего дня не прекращали наносить авиаудары по позициям курдских Отрядов народной самообороны (YPG). Целями турецкой авиации стали районы населённых пунктов Рахманлы, Санканлы, Джальма, Джандарис, Азаз и других.
Агентство новостей Al Masdar News передаёт, что в район населённого пункта Джандарис на юго-западе Африна были переброшены дополнительные подразделения турецких войск. Под контролем Сирийской свободной армии (ССА) находится уже большая часть окрестностей города. Джандарис является одним из крупнейших населённых пунктов в кантоне Африн. Тем временем исламисты немного продвинулись в районе населённого пункта Раджу. Сообщалось, что здесь на стороне ССА выступили группировки «Файлак аш-Шам» и «Джейш Усуд аш-Шаркия», благодаря чему ССА удалось захватить деревню Куда Куви..
В район города Ар-Рашидин (пров. Алеппо) прибыли боевики «Хайят Тахрир аш-Шам», «Нур ад-Дин аз-Зенки» и «Исламской партии Туркестана». Отмечается, что боевики могут начать наступление в сторону Джамиет аз-Захра.
14 февраля в первой половине дня поступала информация о том, что армия Башара Асада намеревается начать полномасштабное наступление по зачистке Растанского котла (провинция Хомс) от боевиков «Джебхат ан-Нусры». Силы САР также планируют в очередной раз предпринять попытку мирно урегулировать конфликт с группировками так называемой «умеренной оппозиции» и заключить соглашение об эвакуации радикалов в Идлиб. Боевики, отряды которых дислоцируются к северу от Хомса, время от времени нарушают действующий режим прекращения огня, что приводит к жертвам среди мирного населения. В Растанском котле может находиться свыше трёх с половиной тысяч боевиков различных вооружённых группировок, включая «Хайят Тахрир аш-Шам», «Ахрар аш-Шам» и «Сирийскую свободную армию».
В северной части провинции Хама продолжилось вооружённое противостояние между силами Башара Асада и незаконных вооружённых формирований. Артиллерийские дивизионы Сирийской арабской армии (САА) при помощи российской авиации ведут огонь по военным объектам исламистов недалеко от города Аль-Латамина, а также в районе населённых пунктов Кафр Зета и Аз-Закат. Кроме того, правительственные войска обстреливали город Харб Нафса, расположенный к югу от Хамы. Сохранять занимаемые позиции боевикам в значительной мере помогает разветвлённая сеть подземных тоннелей, созданных исламистами за время оккупации данных территорий.
В районе сирийско-иракской границы вновь активизировались бывшие боевики «Исламского государства», скрывавшиеся в пещерах и подземных тоннелях на востоке Сирии после разгрома группировки силами армии САР и ВКС РФ. Как передавало информационное агентство Al Masdar News, радикалы устроили засаду на отряд Сирийских демократических сил (СДС), однако при помощи иракских ополченческих отрядов «Хашд Аш-Шааби», подоспевших на помощь курдам, нападение было отражено.
Несмотря на постоянные нападения террористов «Исламского государства» на опорные пункты курдских отрядов в городе Аль-Бахра, большая часть населённого пункта все ещё находится под контролем курдов. Ожесточённые бои у города разворачиваются уже на протяжении двух недель. В результате нескольких атак с участием смертников курды понесли значительные потери в живой силе, однако захватить населённый пункт ИГИЛовцам не удаётся.
Оппозиционные СМИ сообщали о том, что в связи с участившимися нападениями неизвестных боевиков в Идлибе группировки вооружённой оппозиции усилили меры безопасности в провинции. За последние четыре дня произошли несколько атак на лидеров исламистских организаций, в результате чего 29 боевиков были убиты. Также во время налётов пострадали и мирные граждане — погибли не менее пяти человек, ещё порядка 40 были ранены. Предполагается, что ответственность за нападения лежит на террористах «спящих ячеек» «Исламского государства».
Российские и сирийские военные самолёты провели массированную атаку на позиции исламистов в окрестностях населённых пунктов Сарджа, Хувейн, Аль-Тамана, Рафа и Умм Джаляль на юго-востоке провинции. Одновременно с этим артиллерия САР обстреливала позиции радикалов у деревень Бедама, Хувейн и Зарзур. Также фиксировались бои у города Таль Султан. Вследствие того что на сторону «Тахрир Аш-Шам» в Хувейне перешли более 300 ИГИЛовцев, бежавших под натиском САА и ВКС РФ в соседней провинции Хама, авиация РФ и Сирии интенсифицировала боевые вылеты в регионе.
Бои между «Хайят Тахрир аш-Шам» и остатками сил «Исламского государства» в Идлибе продолжились. ранее это вынудило ХТШ перебросить в Хуайн-эль-Кабир отряд подкрепления, а также доставить зенитную установку, приборы ночного виденья и боеприпасы. Однако, несмотря на предпринятые меры, отряды ХТШ оставили свои позиции, и теперь боевики «Исламского государства», скорее всего, продолжат наступление в сторону Умм-эт-Тина и Телль-Марака.
15 февраля сирийские военные самолёты активизировали боевые вылеты в районе Восточной Гуты. По сведениям агентства новостей Al Masdar News, авиаудары ВВС Сирии пришлись по военным объектам боевиков группировки «Джебхат Фатх аш-Шам», возглавляющей коалицию «Тахрир аш-Шам», на окраине населённых пунктов Айн-Тарма и Хараста. Правительственные силы намереваются нанести как можно больший урон укреплениям боевиков в преддверии полномасштабного наступления Сирийской арабской армии (САА).
На северо-западе Сирии продолжились бои между курдскими Отрядами народной самообороны (YPG) и силами Сирийской свободной армии (ССА), выступающей при поддержке турецких ВС. Столкновения отмечались на севере кантона Африн в районе города Бюльбюль. Как передавал телеканал Halab Today TV, под контроль протурецких отрядов перешли населённые пункты Дурга и Дуракли. Позднее отряды ССА также захватили деревни Шарбанлы, Джукалы Тахтани, Хараб Сулук и Кары и ряд соседних высот. На стороне ССА также выступили исламисты антиправительственного формирования «Джейш аль-Наср».
Боевики «Сирийской свободной армии» вели артиллерийский обстрел курдских позиций в районе Шаугрет-эль-Арз и окрестностей населённых пунктов Азааз и Тельтана. В районе Раджу курды лишились противотанкового ракетного комплекса. ВВС Турции продолжали наносить удары по курдским позициям.
Между тем турецкие инженерные подразделения начали обезвреживание мин и СВУ, заложенных курдскими бойцами в районе горной гряды Берсайя, отбитой у курдских отрядов в конце января.
В городе Тартус произошло нападение на трёх офицеров Сирийской арабской армии (САА): неизвестный боевик открыл огонь по автомобилям, в которых находились военнослужащие. Офицеры получили ранения. По сообщениям местных активистов, вероятно, в регион пробрались боевики формирования «Джебхат ан-Нусра», дислоцирующиеся в северной части провинции Хомс.
На юге провинции Идлиб недалеко от границы с провинцией Хама отмечались вооружённые столкновения между альянсом «Тахрир аш-Шам» и правительственными войсками, поддерживаемыми российскими ВКС. Сирийская арабская армия (САА) приостановила крупномасштабное наступление в регионе после взятия Абу-Духура. Тем временем новая военная колонна из Турции прибыла в район населённого пункта Маарет ан-Нууман, где турецкие военные начали создавать наблюдательный пункт для мониторинга за соблюдением условий перемирия в Идлибе.
Исламисты антиправительственной группировки «Джебхат ан-Нусра» в очередной раз обстреляли христианский населённый пункт Мхарде и вывели из строя городскую электростанцию. Это привело к тому, что миллионы сирийских граждан в Хаме, Тартусе и Латакии остались без света. Ремонтные бригады несколько часов не могли подобраться к станции вследствие непрекращающегося огня радикалов.
В качестве ответных действий военные самолёты ВКС РФ осуществили боевые вылеты в зонах дислокации отрядов и военной техники «Ан-Нусры» недалеко от населённых пунктов Аль-Латамина, Дейр Санбуль, Сухьян и Джебаль Шахшабу. Артиллерийские дивизионы САР также провели ответные обстрелы опорных пунктов исламистов.
По сообщению телеканала Al-Mayadeen от 16 февраля, сирийское правительство и курдские Отряды народной самообороны (YPG) договорились о том, что в ближайшее время на территорию Африна для «отражения нападения Турции» будут введены сирийские войска. 19 февраля эту информацию подтвердили в Дамаске.
Поддерживая продвижение сухопутных подразделений на территории кантона Африн, ВВС Турции атаковали позиции «Отрядов народной самообороны» в районе населённых пунктов Санканлы, Сеннара, Рахманлы, Раджу, Солаклы, Атма, Касталь и Чакаллы-Тахтани. Отряды «Сирийской свободной армии» выбили курдские вооружённые формирования из населённых пунктов Шадианлы и Керри.
Группировка «Хайят Тахрир аш-Шам» перебросила несколько отрядов боевиков из Идлиба в Кафсерджу (провинция Алеппо) для выявления и ареста «спящих ячеек» «Исламского государства». В Телль-Баджер и Макхале из Зербы для сдерживания наступления правительственных войск прибыло подкрепление боевиков «Хайят Тахрир аш-Шам» и «Джейш ан-Наср».
В районе населённого пункта Аль-Хута на западе провинции Алеппо боевики группировки «Нур ад-Дин аз-Зенки» ликвидировали командира «Тахрир аш-Шам» Абу Аймана аль-Мисри. Командование «Тахрир аш-Шам» объявило войну «Нур ад-Дин аз-Зенки».
18 февраля элитное подразделение Сирийской арабской армии — бригада спецназначения «Силы Тигра», передислоцированная из провинции Идлиб, достигла района Восточной Гуты, где присоединилась к 4-й механизированной дивизии. К вечеру артиллерия САР начала вести интенсивные обстрелы опорных пунктов радикалов. Согласно информации новостного портала Al Masdar News, вскоре правительственные силы начнут полномасштабное наступление против исламистов «Тахрир Аш-Шам», продвигаясь со стороны военной базы в городе Хараста.
На северо-западе САР продолжилось ожесточённое противостояние между Сирийскими демократическими силами (SDF) и отрядами Сирийской свободной армии (ССА), поддерживаемыми Турцией. Как передавал новостной портал Al Masdar News, в первой половине дня протурецкие радикалы взяли под контроль несколько стратегических позиций в районе городов Раджу и Бюльбюль, а также захватили населённые пункты Аль-Мухаммадия и Дарвиш Убаси. Вследствие этого курдские формирования потеряли более 15 процентов территории Африна.
На протяжении дня разворачивались бои между оставшимися в провинции террористами «Исламского государства» и курдскими силами SDF и YPG на юго-востоке провинции неподалёку от города Аль-Бахра. В результате столкновений курды лишились ещё нескольких стратегических позиций и отступили для перегруппировки. После этого авиация возглавляемой США западной коалиции возобновила авианалёты в регионе, ударив по укрепрайонам ИГИЛ на окраине населённого пункта Абу Хасан.
Стало известно, что в результате вылазки ИГИЛовцев в провинции Дейр-эз-Зор недалеко от границы с соседней провинцией Хомс погиб генерал-майор САА Джамал Разук, который являлся начальником разведки САА.
Активисты, связанные с вооружённой оппозицией, распространили в социальных сетях сообщения о том, что группировки «Харакат Нур Ад-Дин Аз-Зенки» и «Ахрар Аш-Шам», выступающие на стороне «Тахрир аш-Шам» в Идлибе, намереваются объединить свои отряды и создать новый антиправительственный альянс под названием «Джебхат Тахрир Сурия».
На северо-востоке Дамаска правительственные подразделения 19 февраля продолжили готовиться к военной операции по зачистке района Восточной Гуты от террористов «Джебхат Ан-Нусры» и союзных ей группировок. В преддверии наступления в Дамаск были передислоцированы проасадовские ополченческие отряды из Ракки и Дейр-эз-Зора. Кроме того, поступали сообщения о том, что порядка 500 морских пехотинцев завершили обучение и, вероятно, вскоре также направятся к оазису.
Во второй половине дня исламисты в очередной раз ударили по жилым кварталам столицы, в результате чего пострадали несколько гражданских лиц, включая детей. После этого над Гутой активизировали боевые вылеты сирийские ВВС. Под ударом оказались позиции радикалов «Тахрир Аш-Шам» у населённых пунктов Аш-Шайфуния, Дума, Хамурия, Сакба и Масраба.
19 февраля оазис Восточная Гута подвергся авиаудару, в результате которого пострадали многочисленные мирные жители. Представитель Госдепартамента США Хизер Науэрт 21 февраля заявила, что за два дня в Восточной Гуте погибли более 100 мирных жителей. Базирующийся в Лондоне Сирийский центр мониторинга по правам человека 20 февраля сообщил, что за 48 часов в Восточной Гуте погибли как минимум 250 человек, среди которых 58 детей и 42 женщины.
На северо-западе провинции Алеппо турецкая коалиция продолжала методично теснить курдов, занимая всё новые территории анклава Африн и наращивая свою военную мощь за счёт новых колонн бронетехники. 19 февраля боевики исламистских вооружённых формирований при поддержке турецких САУ и танков смогли отбить у курдских сил самообороны YPG довольно большой район на северном участке фронта. В течение дня исламисты заняли несколько приграничных селений и территорию памятника античной эпохи — развалины города Кир (сирийский). На западном участке фронта боевики группировки «Аль-Хамза» при поддержке турецкого спецназа приблизились вплотную к городу и станции Раджу. Утром 19 февраля они взяли господствующую над ним высоту и начали обстрел самого населённого пункта. Одновременно обстрелам подверглись позиции курдов от Раджу до самого Африна. На юго-западе продолжала усугубляться ситуация в районе города Джиндерес, южнее которого исламисты продвигаются вглубь курдской территории.
Лидеры группировок «Ахрар Аш-Шам» и «Нур Ад-Дин Аз-Зенки» в провинции Идлиб всё же решили объединить свои отряды и создать новый антиправительственный альянс «Джебхат Тахрир Сурия». Боевики новообразованной организации будут продолжать войну против Сирийской арабской армии (САА) с одной стороны и конкурирующей коалиции боевиков «Хайят Тахрир аш-Шам» с другой. К вечеру в ряды коалиции вступила покинувшая «Тахрир Аш-Шам» группировка «Катибат Аль-Укаб».
Как сообщалось 20 февраля, командование САА выставило курдам в Африне условия, которые им необходимо выполнить для того, чтобы САА взяла регион под свой контроль:
- передача всех правительственных зданий, полицейских участков, больниц, школ в ведение центрального правительства;
- передача САА полусотни военных объектов, которые используют YPG-SDF;
- сдача тяжёлого и среднего оружия вместе со складами;
- запрет на ношение лёгкого оружия, в том числе курдской милицией;
- призыв на военную службу в САА[55].

20 февраля официальные сирийские СМИ сообщили о вводе ополченцев из состава Национальных сил обороны в город Африн, центр одноимённого района. Однако через несколько часов под ударами турецкой артиллерии и беспилотников один из отрядов сирийских ополченцев был вынужден отступить. По заявлению пресс-службы Отрядов народной самообороны (YPG), переброшенных подкреплений пока не хватает для отражения турецкого наступления. Командование курдских формирований настаивает на вводе в регион полноценных армейских частей.
22 февраля президент Сирии Башар Асад назначил новых губернаторов провинций Дейр-эз-Зор и Эль-Кунейтра. Должность главы провинции Дейр-эз-Зор занял Абдель Маджид аль-Кавакиби, сменивший Мухаммада Ибрагима Самру. Руководить провинцией Эль-Кунейтра будет Хумам Садек Дабаят, сменивший Ахмеда Шейха Абдель Кадера.
Курдские Отряды народной самообороны начали передачу правительственным силам Сирии подконтрольных им районов города Алеппо. После завершения этой процедуры здесь вновь начнут свою работу государственные институты Сирии. Над блокпостом Аз-Зияра на границе кантона Африн был поднят флаг Сирийской Арабской Республики вместо флага «Асайиш» (курдская служба безопасности). Полагают, что договорённости о передаче курдских районов под контроль САР связаны с договорённостями о входе сирийских войск в пока ещё подконтрольные курдским формированиям территории кантона Африн.
Сирийские военные при поддержке ВКС РФ провели успешное наступление на боевиков «Хайят Тахрир аш-Шам» близ города Кинсабба на севере провинции Латакия. Если САА удастся вернуть контроль над территорией вокруг Кинсаббы, правительственные силы смогут продвинуться к границе с провинцией Идлиб. Треугольник провинций Алеппо — Хама — Идлиб — стратегически важный район Аль-Джиб, где на территории площадью 1100 квадратных километров зажаты в кольцо группировки экстремистов. Отряды САА с трёх сторон (из провинций Алеппо, Хама и Идлиб) продвигаются к городу Серакиб — оплоту боевиков «Тахрир аш-Шам». Важнейшая задача сирийских военных в этом регионе — выбить террористов из Серакиба, поскольку сформировавшийся там очаг угрожает населению освобождённых территорий в трёх регионах сразу.
Сирийское командование продолжало приготовления к операции по восстановлению контроля над Восточной Гутой (получившей наименование «Дамасская сталь»/«Меч Дамаска»). В регион подтянуты части 9-й и 7-й дивизий САА. Позиции боевиков в Гуте подвергаются массированным бомбардировкам ВВС САР и ВКС РФ. Российское командование констатировало провал переговоров по мирному урегулированию конфликта в пригородах Дамаска. Говорят о возможном повторении сценария Алеппо.
Между тем, боевики вооружённой оппозиции угрожают развернуть наступление в Даръа и Кунейтре в случае полномасштабной атаки сирийских войск в Гуте.
22 февраля на северо-востоке Дамаска отмечались интенсивные перестрелки между правительственными войсками и отрядами вооружённой оппозиции. Укрепрайоны боевиков подверглись ракетным ударам Сирийской арабской армии на окраине кварталов Джобар и Айн-Тарма, а также в районе населённых пунктов Кафр Батна, Сакба, Ирбин, Хамурия и Дума. Прикрытие подразделениям САР обеспечивали российские ВКС и ВВС Сирии. В Восточную Гуту были переброшены части 7-й и 9-й бронетанковой дивизии САА, ранее принимавшие участие в боях в Западной Гуте.
Представители российского Центра по примирению враждующих сторон предприняли новую попытку мирного урегулирования конфликта с радикалами, действующими на территории оазиса, однако, как сообщало Минобороны РФ, боевики отказались принять условия перемирия.
22 февраля стало известно, что курды передали в управление сирийских властей несколько населённых пунктов в кантоне Африн. Как передавали местные источники, поселения Бустан Баша, Аль-Халк, Байден, Аль-Хайдария и Айн Аль-Абьяд перешли под контроль Сирийской арабской армии (САА). Позднее части правительственных сил также вошли на территорию северного квартала Алеппо Шейх Максуд, который прежде занимали курды, а также в город Таль Рифат. Отмечалось, что курды намереваются таким образом обезопасить населённые пункты от вторжения объединённых сил Турции и Сирийской свободной армии (ССА). Между тем силы ССА при поддержке ВВС Турции продолжили продвигаться на северо-западе провинции и захватили населённые пункты Куркан Тахтани, Рахманли, Куркан Фаукани Аль-Касталь и Али Джару.
К северо-западу от Алеппо, недалеко от границы с соседней провинцией Идлиб, отмечались вооружённые стычки между группировками «Харакат Нур Ад-Дин Аз-Зенки» и "Тахрир Аш-Шам. Северо-западнее Алеппо военнослужащие Сирийской арабской армии (САА) взяли в плен одного из высокопоставленных лидеров бригады «Султана Мурада», которая входит в состав коалиции «Файлак Аш-Шам».
В провинции Идлиб группировка «Джебхат Тахрир Сурия» продолжила расширять зону влияния в провинции. Как передавало информационное агентство Al Masdar News, новообразованному альянсу удалось отбить у «Джебхат ан-Нусра» («Хайят Тахрир аш-Шам») населённые пункты Маарет Ан-Нуман, Кафр Ума и Аль-Хамидия, а также приступить к штурму города Аль-Хасс. Таким образом, «Тахрир Аш-Шам» потеряла значительные территории на юге Идлиба.
23 февраля правительственная армия продолжила обстреливать опорные пункты исламистов антиправительственных организаций, действующих в Восточной Гуте, в преддверии крупномасштабного наступления. Боевики «Джебхат Фатх аш-Шам», «Джейш аль-Ислам» и других исламистских группировок занимались восполнением потерь и переброской дополнительных бандгрупп на передний край с целью сдерживания наступления Сирийской арабской армии (САА) в Восточной Гуте. Новые отряды исламистов были переброшены к прифронтовым населённым пунктам Хараста, Дума, Хазрама, Бейт Наим, Мадейра, а также на окраины районов Дамаска Айн Тарма и Джобар. В предместьях города Хош Ад-Давахира были замечены новые снайперские позиции «Армии ислама». Предполагается, что боевики осведомлены о планах правительственных сил вести наступательную операцию вдоль русла реки Аз-Зрекия. На данное направление исламистами были также доставлены ещё несколько миномётов и ПТРК. Также в районах возможного выдвижения подразделений САА боевиками организовано минирование местности.
Вооружённое противостояние между различными антиправительственными группировками, ранее выступавшими единым фронтом против САА, развернулось и в провинции Латакия. Отряды исламистского формирования «Сукур аш-Шам», выступающего на стороне «Ахрар аш-Шам» и «Нур ад-Дин аз-Зенки», захватили несколько поселений в районе высоты Джебель Аль-Вастани, ранее подконтрольных боевикам «Джебхат ан-Нусры». Под контролем исламистов в провинции Латакия находится лишь часть горных районов на северо-востоке региона.
За месяц с начала военной операции «Оливковая ветвь» Сирийская свободная армия (ССА) при поддержке ВС Турции заняла практически все территории на сирийско-турецкой границе, создав буферную зону. В результате последних боестолкновений с курдами союзникам Турции удалось захватить деревню Бафлур, расположенную недалеко от крупного города Джандарис. 23 февраля турецкая боевая авиация наносила удары по военной инфраструктуре и местам скопления курдских бойцов Отрядов народной самообороны (YPG) в кантоне Африн. Вооружённые силы Турции ударили по колонне транспортных средств, в составе которой также находились грузовики с гуманитарной помощью для жителей Африна. Инцидент произошёл у перевала Зияра. При обстреле пострадали несколько гражданских лиц, сопровождавших конвой.
В провинции Алеппо продолжались столкновения «Джебхат ан-Нусры» с группировками «Нур ад-Дин аз-Зенки» и «Ахрар аш-Шам».
На территории провинции Идлиб шли интенсивные бои между боевиками «Нур ад-Дин аз-Зенки» и «Ахрар аш-Шам» с одной стороны и «Джебхат ан-Нусры» с другой. Руководство «Тахрир аш-Шам» с целью исключить проникновение отрядов противоборствующих группировок в административный центр региона, полностью занимаемый «Нусрой», перекрыли основные въезды в город.
Утром 25 февраля сирийские правительственные войска начали боевые действия в Восточной Гуте в рамках операции «Дамасская сталь». Наступление частей Республиканской гвардии в районе Хавш ад-Давахира провалилось. Несколько десятков бойцов было убито, несколько человек попали в плен. Более успешно САА действовала в районе Харасты, где им удалось выбить боевиков из ряда кварталов и немного расширить контролируемую территорию рядом с базой военной техники. Также успешно развивалось наступление в Хазраме и ан-Нашабии. Эти населённые пункты, расположенные на юго-востоке занятых боевиками территорий, перешли под контроль САА. Несмотря на мощную поддержку наступающих частей со стороны ВКС РФ и ВВС САР, боевики оказывали ожесточённое сопротивление. Боевикам «Джейш аль-Ислам» удалось отбить несколько атак и захватить танк Т-72.
Как заявили в Минобороны Российской Федерации, «Джейш аль-Ислам», «Джебхат ан-Нусра», «Ахрар аш-Шам», «Файлак ар-Рахман» и «Фаджр аль-Умма» создали единый центр руководства действиями группировок.
26 февраля в кантоне Африн в результате продолжившихся боёв курды потеряли населённый пункт Карманлук. СМИ, подконтрольные курдам, заявляли, что гражданское население массово покидает район населённого пункта Джандарис вследствие постоянных ударов ССА и ВВС Турции. Поступала информация о том, что к протурецким оппозиционным формированиям присоединятся члены бригады ССА «Аль-Хамза», сформированной преимущественно из этнических курдов, которые проживают в районе города Азааз. Новобранцы прошли обучение и готовы присоединиться к борьбе против Отрядов народной самообороны (YPG) и Рабочей партии Курдистана (РПК) в Африне.
Ожесточённые бои ведутся на окраинах анклава, в ходе последних столкновений под полный контроль Анкары перешли поселения Шейх Муххамеди, Самалик, Кванда и Мейдан Икбез на северо-западе кантона, а также Амаранлы — на северо-востоке. ССА и турецкие войска заняли все пограничные районы и тем самым не оставили отрядам YPG выхода к территории Турции. Командование Сирийской свободной армии (ССА) передислоцировало несколько сотен боевиков к поселению Арчели, расположенному в окрестностях города Джандарис на юго-западе кантона Африн.
На западе провинции Алеппо продолжались бои между силами союзных организаций «Харакат Нур Ад-Дин Аз-Зинки» и «Ахрар Аш-Шам» с одной стороны и «Хайят Тахрир Аш-Шам» с другой. В ходе противостояния «Нусра» утратила населённые пункты Дарат Изза, Каа, Сальва и Кафр Насих, а также высоту Шейх Баракат.
В провинции Идлиб в течение всего дня не утихали вооружённые стычки между «Джебхат Фатх аш-Шам» и группировкой «Джебхат Тахрир Сурия». В результате противостояния «Тахрир Сурия» отбила у исламистов «Нусры» населённый пункт Кафр-Набаль. Боестолкновения фиксировались у деревни Хазано к северу от Идлиба, а также в районе населённых пунктов Маарет Ан-Нуман и Саракиб на юге провинции.
Боевики группировок «Харакат Нуреддин аз-Зинки» и «Ахрар аш-Шам» продолжили захватывать территории провинции Идлиб, ранее находившиеся под контролем «Джебхат Фатх аш-Шам». Под их полный контроль перешли населённые пункты Маарет Мисрин, Маарет Аль-Ихуан, Рам Хамдан, Хаззано и ряд других к северу от административного центра региона, а также участок трассы Мсибин — Эриха к югу от города Идлиб. «Ан-Нусра» в ходе столкновений понесла большие потери в живой силе и технике.
Для усиления позиций и восполнения потерь главари «Тахрир аш-Шам» организовали переброску бандгрупп из города Джиср-эш-Шугур на западе провинции в Сармаду к северу от столицы региона.
27 февраля на западе провинции Алеппо не утихало противостояние между отрядами вооружённой оппозиции «Джебхат Тахрир Сурия» и «Тахрир Аш-Шам». В ходе столкновений «Джебхат Ан-Нусра» лишилась ряда позиций в предместьях населённого пункта Увайджил, а также утратила бывшую базу 46-го полка САА. Во второй половине дня под контроль «Джебхат Тахрир Сурия» перешли населённые пункты Такад, Хан Аль-Асль, Кафр Наха, Урум Аль-Кубра, Басартон и Урум Ас-Сугра.
В северной части провинции Идлиб на протяжении дня разворачивались бои между радикалами коалиции «Джебхат Тахрир Сурия» и террористами объединения «Джебхат Ан-Нусра». Силам «Тахрир Сурия» удалось отбить город Атма, контрольно-пропускной пункт «Кафр Лясин» и авиабазу «Тафтаназ».
К югу от административного центра столкновения отмечались в районе города Ариха. Боевики «Хайят Тахрир аш-Шам» смогли удержать позиции в этом районе, однако понесли серьёзные потери. Отряды «Ан-Нусры» отвели часть бандгрупп от Маарет Ан-Нумана к посёлку Маар Шурин, расположенному к северо-востоку от утраченного в результате боёв с «Ахрар аш-Шам» города. Предполагается, что после перегруппировки с этих позиций будет запущено контрнаступление «Джебхат Фатх аш-Шам».
Тем временем к северу от Идлиба радикалам «Ахрар аш-Шам» удалось отбить у бывших союзников ещё несколько населённых пунктов. Под их контроль перешли поселения Киллы, Батабу и Кафр Насех. Руководители «Ахрар аш-Шам» передислоцировали дополнительные силы к городу Маарет Мисрин, захваченному у «Нусры» несколько дней назад.
Военнослужащие Сирийской арабской армии (САА) ликвидировали одного из высокопоставленных радикалов террористического объединения «Хайят Тахрир Аш-Шам», отвечавшего за вылазки исламистов в северной части Латакии. По данным военных источников, столкновения развернулись в районе вершины Таль Каббани. Боевик по прозвищу Мухаммед Аль-Фаластини являлся гражданином Палестины, ранее он проживал в ливанском лагере беженцев «Айн-Халь» недалеко от города Сайда.
28 февраля в Восточной Гуте Сирийская арабская армия (САА) выбила боевиков «Тахрир аш-Шам» и союзных формирований из населённого пункта Хош ад-Давахира и продолжила продвижение в направлении поселения Шайкуния. Также правительственным войскам САР удалось зачистить от радикальных исламистов часть города Хараста. Боестолкновения между армией САР и исламистами отмечались также в окрестностях поселений Карам аль-Расас и Арбин.
В кантоне Африн боевики Сирийской свободной армии (ССА) отбили у бойцов курдского ополчения населённые пункты Анкала и Синара. ВВС Турции продолжали осуществлять авиационную поддержку сухопутной группировки турецких войск и их союзников в боевых действиях против курдских вооружённых формирований в Африне, нанося авиаудары по районам населённых пунктов Раджу, Солаклы, Касталь, Шейх-эль-Хадид, Джальма, Джандарис и Бафлиун.
На севере провинции Идлиб и на границе провинций Хама и Идлиб продолжилось противостояние между «Тахрир аш-Шам» и «Джебхат Тахрир Сурия».

## Март
Основные события
Продолжение операции «Оливковая ветвь» в кантоне Африн
6 марта вице-премьер Турции Бекир Боздаг заявил, что за время операции турецкие военные взяли под свой контроль почти половину территории сирийского Африна — 702 из 1920 кв. км, на которых расположены 142 населённых пункта. Согласно заявлению генштаба ВС Турции, к этому времени турецкая армия уничтожила 2940 членов PYD, YPG и группировки «Исламское государство». По официальной информации, турецкие военные с начала операции потеряли убитыми 42 человека.
К 10 марта под контроль группировки Свободная сирийская армия и турецких ВС перешла вся приграничная полоса территории Африна, а также ряд крупных городов, в том числе Раджу, Бюльбюль и Джандарис.
Через два месяца после начала операции её главным промежуточным итогом стало установление турецкого контроля над городом Африн — центром анклава. Как следует из заявления Генштаба ВС Турции, 18 марта Африн покинули последние члены «Отрядов народной самообороны». После взятия Африна президент Турции Эрдоган заявил, что «Турция будет вести борьбу в Сирии, пока не ликвидирует террористический коридор, который проходит через Манбидж, Кобани, Телль-Абьяд, Рас-эль-Айн и Камышлы».
22 марта министр иностранных дел Турции Мевлют Чавушоглу заявил, что в случае если Турция не достигнет соглашения с США, силы «Сирийской свободной армии» (ССА) и Анкары намерены продолжить антитеррористическую кампанию против Отрядов народной самообороны (YPG) в районе Манбиджа.
После того, как в марте значительная часть отрядов «Сирийских демократических сил» (SDF) была передислоцирована в северо-западную часть Алеппо для противостояния объединённым силам Турции и «Сирийской свободной армии» (ССА) в районе Африна, боевики ИГ активизировали свои действия и повторно захватили территории на восточном берегу Евфрата.
Ситуация в Восточной Гуте
24 февраля Совет Безопасности ООН принял резолюцию 2401 о перемирии в Восточной Гуте. Согласно документу, от сторон конфликта требуется прекратить боевые действия в этом районе как минимум на 30 дней для оказания гуманитарной помощи населению и эвакуации мирных жителей, нуждающихся в медицинской помощи. При этом указывается, что перемирие не распространяется на террористические группировки «Исламское государство», «Аль-Каида» и «Хайят Тахрир аш-Шам». Резолюцию поддержали все члены СБ ООН, включая Россию.
Утром 25 февраля части сирийских правительственных войск начали операцию «Дамасская сталь», перейдя в решающее наступление в ряде районов Восточной Гуты и к 4 марта сумели взять под свой контроль до 20 % территории, находившейся в руках вооружённых группировок. При этом, несмотря на версию сирийских властей о том, что операция в Восточной Гуте направлена против террористов, на которых не распространяется перемирие, сирийская армия одновременно наносит удары по оппозиционным группировкам, принимавшим участие в мирных переговорах в Астане и Женеве. Сирийская армия заняла две стратегически важные военные базы, выбив оттуда подразделения группировки «Джейш аль-Ислам» — одной из самых влиятельных сирийских оппозиционных сил с штаб-квартирой в городе Дума.
По данным гуманитарных организаций, в Восточной Гуте, которую обороняют до 9 тыс. хорошо вооружённых бойцов, находятся около 400 тыс. мирных жителей. Объявляемые ежедневно пятичасовые гуманитарные паузы, инициатором которых выступила Россия, фактически не работают. Комментируя ситуацию, российские военные возлагают вину за отсутствие условий для эвакуации мирных жителей в Восточной Гуте на контролирующие эту территорию вооружённые группировки. Чтобы не допустить выхода гражданского населения из зоны конфликта, на время действия гуманитарных пауз вооружённая оппозиция ввела в Восточной Гуте комендантский час.
Как сообщила 6 марта со ссылкой на источники газета The Washington Post, президент США Дональд Трамп рассматривает варианты «наказания правительства Асада» в связи с информацией об атаках с использованием хлора. Одновременно в сирийских социальных сетях появились сообщения о новой химической атаке в Восточной Гуте. Число подобных публикаций резко возросло на фоне продолжающихся несколько месяцев ожесточённых дискуссий в Совете безопасности ООН о новом механизме по расследованию случаев применения химического оружия в Сирии. Как отметила газета, с начала года в Сирии зафиксировано семь химических атак, последняя якобы была 25 февраля — на следующий день после принятия СБ ООН резолюции о прекращении огня в Сирии.
Тем временем, развивая наступление с востока, передовые подразделения САА уже вышли к городам, расположенным в западной части анклава. Здесь сосредоточились основные силы альянса «Хайят Тахрир аш-Шам», а также союзных ему вооружённых группировок «Джейш аль-Ислам» и «Файлак ар-Рахман». Именно из этой части Восточной Гуты боевики регулярно обстреливают жилые кварталы Дамаска. Чтобы избежать напрасных жертв и разрушений, сирийское военное командование при участии Центра по примирению враждующих сторон предложило боевикам покинуть Восточную Гуту вместе со своими семьями и перебраться на другие неподконтрольные сирийскому правительству территории Сирии.
13 марта российское руководство предостерегло США от нанесения ракетно-бомбовых ударов по правительственным кварталам Дамаска, пригрозив не только «тяжёлыми последствиями», но и жёсткой ответной реакцией. В Генштабе ВС РФ заявили, что «в случае возникновения угрозы российским военным в Сирии» огонь будет открыт не только по ракетам, но и по их носителям — эсминцам ВМС и самолётам ВВС США. Поздно вечером 13 марта начальник Генштаба Валерий Герасимов обсудил ситуацию с председателем комитета начальников штабов ВС США Джозефом Данфордом. Эти заявления стали ответом на выступление постпреда США при ООН Никки Хейли, заявившей, что Вашингтон «готов к новым действиям по Сирии», аналогичным удару ВМС США по авиабазе Шайрат в апреле 2017 года после химической атаки в сирийском Хан-Шейхуне.
Генерал Герасимов сообщил, что боевики готовят в Восточной Гуте провокацию с инсценировкой применения химического оружия, которую США затем могут использовать как повод для удара по правительственным кварталам Дамаска. По его словам, в освобождённом от боевиков населённом пункте Афтрисс была найдена лаборатория по производству химического оружия, которое планировалось использовать в инсценировке. После этого США планируют обвинить в применении запрещённых веществ правительственные войска, а Вашингтон в качестве ответной меры может нанести ракетно-бомбовый удар по кварталам Дамаска.
Хронология по дням
1 марта на территории Восточной Гуты продолжилась военная операция Сирийской арабской армии (САА) против радикальной коалиции «Тахрир аш-Шам» и её союзников. Правительственные подразделения освободили деревню Хош Аль-Зарикия и заняли базу 274-го полка, окружив город Аль-Шаффония. Поддержку силам САР оказывали сирийские военные самолёты, которые осуществили несколько боевых вылетов недалеко от городов Дума, Замалка и Аль-Хазза.
Группировки вооружённой оппозиции «Тахрир Аш-Шам» и «Джебхат Тахрир Сурия» продолжили междоусобные стычки к западу от Алеппо.
ВКС РФ совместно с ВВС Сирии наносили удары по опорным пунктам радикальных исламистов «Джебхат ан-Нусры» в окрестностях населённого пункта Аль-Латамина.
2 марта на северо-востоке Дамаска правительственным силам удалось захватить военную базу 274-го полка, которая в течение многих лет контролировалась радикалами группировки «Джейш аль-Ислам». Боевики отступили в направлении города Аль-Шаффония, который теперь находится в окружении с двух сторон.
В кантоне Африн под контроль протурецких сил перешли населённые пункты Мамали Тахтани, Мамали Фаукани Мескенли и Утманлы, а также холмы Биляль Кую. Как передают зарубежные СМИ, утром турецкие войска и оппозиция Сирии приступили к зачистке городов, расположенных около Африна. Речь идёт о Раджу и Джандарисе. Эти два города являются стратегическими для успеха «Оливковой ветви». Раджу и Джандарис расположены на главных путях, которые ведут в Африн.
Вследствие непрекращающихся обстрелов боевиками «Тахрир Аш-Шам» жилых районов города Хомс, а также населённых пунктов к северо-западу от столицы провинции Сирийская арабская армия (САА) начала полномасштабное наступление в районе населённого пункта Аль-Америя, расположенного на территории так называемого Растанского котла на севере провинции Хомс.
В результате боестолкновений между исламистами на юго-западе провинции Алеппо отряды «Джебхат Тахрир Сурии» установили полный контроль над населёнными пунктами Кафр Джум, Урум Аль-Кубра, Урум Ас-Сугра, Аз-Зерба и Кафр Кермин. С целью обеспечения бандгрупп вооружением и боеприпасами полевые командиры «Ахрар аш-Шам» дали указание направить дополнительные отряды боевиков в эти районы для вывоза со складов военных ресурсов, ранее принадлежавших «Джебхат ан-Нусре».
Согласно сведениям американского телеканала Fox News, Иран сформировал новую военную базу на территории САР — в 12 километрах к северо-западу от Дамаска. Утверждается, что на территории объекта располагаются ангары, общая площадь которых достигает порядка 500 квадратных метров. Они предназначены для хранения ракет средней и малой дальности, которые могут быть использованы для нанесения ракетного удара по Израилю. Охрану базы осуществляют спецотряды иранского Корпуса стражей исламской революции (КСИР).
В ночь с 2 на 3 марта элитное спецподразделение «Силы Тигра» при поддержке ВКС РФ смогло взять под контроль южные окраины Аль-Шаффонии, выбив оттуда боевиков вооружённой группировки «Джейш аль-Ислам». Правительственным войскам, однако, не удалось установить контроль над дорогой, соединяющей Аль-Шаффонию с селом Ар-Рейхан, где сосредоточены основные силы «Джейш аль-Ислам». Боевики «Джейш аль-Ислам» предприняли меры, чтобы сдержать темпы продвижения САА вглубь Восточной Гуты. В частности, ими были подтоплены сельскохозяйственные поля путём запруживания мелиоративных каналов и ручьёв на северо-востоке Аль-Шаффонии. Плодородные низины Восточной Гуты превратились в непроходимые болота, чья глубина на некоторых участках достигает 60-70 сантиметров. Затопление равнины серьёзно снизило мобильность пехоты и манёвренность бронетехники, а также существенно затруднило своевременную госпитализацию раненых, доставку боеприпасов и провизии. Поэтому, несмотря на активную поддержку ВКС РФ и артиллерии САА, правительственные войска уже несколько суток буквально буксуют в восточном и северо-восточном районах анклава боевиков в Восточной Гуте.
Гуманитарный коридор в городке Мухайям-аль-Вафедин, на который с самого начала операции в Восточной Гуте не возлагалось больших надежд, продолжает пустовать. Боевики активно противодействуют всем имевшим место попыткам выхода мирного населения из Восточной Гуты. Исламисты неоднократно пытались атаковать подступы к гуманитарному коридору из Восточной Харасты, Ар-Рейхана и с северной окраины Аль-Шаффонии. По окончании гуманитарной паузы ВКС РФ и сирийская артиллерия возобновляют удары по позициям исламистов. Жилые кварталы в окрестностях Аль-Шаффонии практически не затронуты бомбардировками, так как основными целями авиации и артиллерии являются позиции боевиков на пустырях, а также в сельской местности. Вся сельская местность была оставлена гражданским населением ещё около года назад.3 марта в первой половине дня турецкие СМИ сообщили о взятии города Раджу, расположенного на северо-западе кантона Африн. Курды также потеряли населённые пункты Джамалик, Ар-Рамадия, Шаманлы, Джуман, Бадинлы и высоту Бафильюн.
По информации Aleppo Media Center, к населённому пункту Курт Виран к западу от Манбиджа прибыли подразделения американских ССО для ведения разведки на линии соприкосновения с турецкими войсками. Предполагается, что Вашингтон тем самым пытается оказать политическое давление на Анкару, опасаясь, что командование операции «Оливковая ветвь» откроет второй фронт на северо-востоке провинции Алеппо, и тогда Турция расширит своё влияние на территории САР.
На северо-востоке Дамаска, прорвав оборону боевиков, сирийские правительственные войска отбили у «Джейш аль-Ислам» города-крепости Утайя, Ан-Нашабия и Хазрама. Боевики отступили, чтобы избежать окружения. Благодаря утреннему боевому вылету российских ВКС укрепления радикалов серьёзно пострадали; кроме того, была нейтрализована военная колонна исламистов. Все это способствовало стремительному продвижению подразделений войск САР. В настоящий момент Сирийская арабская армия (САА) ведёт бои с отрядами вооружённой оппозиции неподалёку от города Ар-Рихан. Большое количество ферм вблизи населённого пункта уже перешли под контроль САА.
Поступают сообщения о том, что боевики «Джейш аль-Ислам» согласились принять подкрепления от организации «Файлак Ар-Рахман». Ранее между антиправительственными группировками нередко отмечались междоусобные стычки.
Боевики «Джебхат Фатх аш-Шам» с целью сохранить контроль над территориями в западной части провинции Идлиб провели ряд атак на позиции «Джебхат Тахрир Сурии», захватив несколько поселений. Кроме того, ведутся переговоры относительно сдачи городов Аль-Атариб и Дарат Изза.
Между тем в городе Ариха к югу от Идлиба отряды «Джебхат Тахрир Сурии» захватили в плен студентов так называемого «шариатского института» «Хайят Тахрир аш-Шам», среди которых есть большое количество иностранных граждан. Также стало известно, что лидеры «Исламского движения Восточного Туркестана», до этого соблюдавшие нейтралитет в противостоянии между исламистами, планируют все же вступить в борьбу на юге провинции Идлиб на стороне «Тахрир аш-Шам».
По сообщению источников Федерального агентства новостей, по состоянию на 5 марта правительственными силами Сирии освобождено свыше 40 % территорий анклава Восточная Гута. Под их контроль перешли населённые пункты Нашабия, Утайя, Аль-Шаффония и некоторые другие. Правительственными войсками также была занята база 274-го полка САА. Войска достигли окраин населённых пунктов Мисраба и Бейт-Савва, установив тем самым контроль над районом к югу от Аль-Шаффонии и к северу от Хош-аль-Ашари. До базы бронетехники в Харасте сирийской армии остаётся менее четырёх километров на запад. Сирийская армия проводит массированную артиллерийскую и авиационную подготовку по населённым пунктам Мисраба и Бейт-Савва.
На утраченных территориях находились штабы и пункты управления группировки «Джейш аль-Ислам», а также самые крупные тюрьмы и склады. Здесь же когда-то находилась штаб-квартира духовного лидера группировки «Джейш аль-Ислам» Захрана Аллуша. Освобождение Мисрабы фактически откроет прямой путь для наступления на Харасту.
5 марта по согласованию с боевиками в Восточную Гуту был пропущен гуманитарный конвой Красного Полумесяца. Договорённость о пропуске гуманитарного конвоя удалось достигнуть усилиями сотрудников российского Центра примирения враждующих сторон в САР. Колонна из 46 грузовиков доставила 5,5 тыс. пищевых комплектов, рассчитанных на 27,5 тыс. человек, а также медикаменты.
6 марта при заходе на посадку на аэродроме «Хмеймим» потерпел крушение российский транспортный самолёт Ан-26, выполнявший плановый полёт на территории САР. На борту самолёта находились 33 пассажира и шесть членов экипажа. Все погибшие являются российскими военнослужащими, среди них 27 офицеров, один из них — генерал-майор. Все находившиеся на борту самолёта погибли.
Сирийская арабская армия (САА) за последние несколько дней значительно продвинулась в Восточной Гуте, освободив населённые пункты, которые долгое время находились под контролем вооружённой оппозиции.
Бои разворачивались у населённого пункта Ар-Рейхан, расположенного в непосредственной близости от ключевого города Дума. Во второй половине дня город перешёл под контроль САА. Кроме того, ожесточённые бои отмечались недалеко от Бейт Наима, Аль-Мухаммадии и Месрабы. Как передаёт информагентство Al Masdar News, в случае если войска САР продвинутся ещё на 3,5 километра вглубь оазиса, анклав исламистов будет разделён надвое, что перекроет пути снабжения радикалов.
Как сообщают корреспонденты Федерального агентства новостей (ФАН), посетившие позиции бригады «Силы Тигра» южнее населённого пункта Ар-Рейхан, противник, ранее демонстративно и практически без боя отступивший вглубь Восточной Гуты с северных окраин Аль-Шаффонии, оставил штурмовым частям Сирийской арабской армии массу «сюрпризов», заметно снизивших темпы наступления «Тигров». Помимо огромного количества противопехотных мин и самодельных взрывных устройств, оставленных на обочинах дорог и тропинок на окраинах посёлка, практически все ключевые точки населённого пункта были заранее пристреляны артиллерией и миномётчиками оппозиции.
Позиции правительственных сил и боевиков исламистских группировок «Джейш Аль-Ислам» и «Файлак ар-Рахман» разделяет не более 300—350 метров. Южная окраина посёлка Ар-Рейхан фактически является глубоко эшелонированным комплексом небольших укрепрайонов, изобилующих сквозными танковыми окопами и широкими траншеями, по которым могут свободно передвигаться автомобили, оборудованные крупнокалиберными пулемётами и миномётами.
Ожидается, что боевые действия в Восточной Гуте приведут к формированию трёх «котлов» — двух больших, разделённых условной линией наступления, направленной на населённые пункты Мадейра и Мисраба, и одного «временного» — в районе шоссе между городами Хараста и Дума. Ликвидация исламистов в Харасте и рассечение анклава в районе Мадейры позволит организовать наступление с трёх направлений на Арбин, фактически являющийся настоящей подземной крепостью исламистов, а впоследствии — на промышленные кварталы района Джобар.
6 марта заместитель премьер-министра Турции Бекир Боздаг заявил, что турецкие военные контролируют почти половину территории сирийского Африна — 702 из 1920 кв. км, на которых расположены 142 населённых пункта.
В ходе наступления в рамках операции «Оливковая ветвь» под контроль наступающих перешли населённые пункты Алисия, Балурсак, Харабат Шаранли, Таль Хама и Ширкан, а также ряд стратегических высот. Согласно заявлению генштаба ВС Турции, турецкая армия в ходе военной операции «Оливковая ветвь» уничтожила 2940 членов PYD, YPG и группировки «Исламское государство». По официальной информации, турецкие военные с начала операции потеряли убитыми 42 человека.
На юге провинции Идлиб продолжились боестолкновения между радикалами противостоящих оппозиционных формирований «Джебхат Тахрир Сурия» и «Хайят Тахрир Аш-Шам». Между тем Сирийская арабская армия (САА) и силы вооружённой оппозиции заключили соглашение, по условиям которого на юго-востоке провинции в районе стратегического аэропорта «Абу Духур» был открыт новый переход для выхода мирных жителей. Коридор находится под наблюдением российских и турецких наблюдателей.
6 марта командование «Сирийских демократических сил» (SDF) заявило о решении «переместить наших бойцов из района к востоку от Евфрата в провинции Дейр-эз-Зор, задействованных в борьбе с ИГ, и направить их на Афринский фронт для отражения преступной турецкой агрессии». В связи с переброской войск временной была приостановлена военная операция «Шторм Джазиры», направленная против деятельности боевиков «Исламского государства» в провинции Дейр-эз-Зор.
Согласно информации сирийских спецслужб, американские военные завершили строительство новой базы вооружённых сил США в районе населённого пункта Хариджия, находящегося на востоке провинции Дейр-эз-Зор на берегу реки Хабур. Кроме того, сообщается, что Пентагон перебросил новое ракетное вооружение ближе к нефтяным полям Коноко и Аль-Омар — крупнейшим месторождениям в Сирии.
7 марта официальный представитель министерства иностранных дел России Мария Захарова заявила, что Россия не видит в действиях властей Сирии в Восточной Гуте нарушений резолюции Совбеза ООН: «Россия не рассматривает контртеррористическую операцию Дамаска как противоречащую положениям ранее принятой резолюции Совета Безопасности ООН и поддерживает борьбу с террористами в Восточной Гуте действиями своих воздушно-космических сил».
Сирийская арабская армия (САА) при поддержке ВКС РФ начала вторую фазу наступления в Восточной Гуте с целью разделить анклав на две части. САА прорвала оборону боевиков в городе Бейт Сава. Город полностью перешёл под контроль правительственных войск.
8 марта в кантоне Африн Сирийская свободная армия (ССА) установила контроль над центральной частью города Джандарис.
9 марта сирийские правительственные войска начали новую операцию в центральной части страны с целью взять под контроль передвижения боевиков в регионе между американской базой Ат-Танф (провинция Хомс) и Восточным Каламуном. Планом операции предусматривается создание новых позиций и контрольно-пропускных пунктов, а также значительное увеличение числа патрулей. Согласно проправительственным источникам, центральным пунктом новой операции станет пустынный город Аль-Карьятейн.
В Восточной Гуте продолжались интенсивные перестрелки между Сирийской арабской армией (САА) и группировками радикальной оппозиции. САА начала штурм населённого пункта Джисрин. Боестолкновения отмечались также в окрестностях поселений Хаммурия и Сакба. Ожесточённые бои продолжались в Харасте. Правительственные войска, наступающие с востока, находятся примерно в трёх километрах от позиций сирийской Республиканской гвардии, расположенных с западной стороны анклава на базе бронетехники в Харасте. Встреча этих двух группировок рассечёт анклав боевиков в Восточной Гуте на две части: северную и южную. В первой под контролем боевиков останутся Дума и Хараста, а во второй — Арбин и окрестности Джобара. За последние несколько дней сирийская армия добилась значительного прогресса, захватив ряд крупных городов и ферм в центральной части анклава. САА освободила населённые пункты Хош аль-Ашари и Хош-Кубейт, расположенные между населёнными пунктами Аль-Мухамадия и Бейт-Сава. Под контроль правительственных войск перешла правительственная база ПВО в Афтриссе.
Сирийская свободная армия (ССА), действующая в Африне против отрядов курдского ополчения, взяла под контроль плотину Меданки в районе Африна. Под контроль протурецкого формирования перешли населённые пункты Марьяман, Кафр Сафра и Хесирке.
10 марта в Восточной Гуте правительственными силами был освобождён город Мисраба.
11 марта в Восточной Гуте элитное подразделение САА «Силы Тигра» захватило город-крепость Мадейра, расколов анклав исламистов надвое.
После того, как сирийской армии удалось разрезать Восточную Гуту на три части, ситуация с гуманитарными коридорами в Восточной Гуте резко изменилась. Часть вооружённой оппозиции стала более сговорчивой. В результате договорённостей между группировкой «Джейш аль-Ислам» и российскими военными 11 марта Восточную Гуту смогла покинуть первая организованная группа в составе 52 человек. Тем не менее по состоянию на 14 марта, за первые 17 дней действия гуманитарных пауз, Восточную Гуту смогли покинуть только 437 человек.
14 марта исламисты объявили о начале новой антиправительственной операции под названием «Ярость за Гуту» на севере провинции Хама. Боевики инициировали вооружённые столкновения у населённого пункта Керназ. Вначале подразделения Сирийской арабской армии (САА) были вынуждены отступить, однако позднее город вновь перешёл под контроль сил Башара Асада. Ожесточённые бои также разворачивались у населённого пункта Аль-Хамамият.
15 марта в Восточной Гуте практически полностью перешёл под контроль Сирийской арабской армии город Хаммурия, на протяжении многих лет являвшийся одним из ключевых оплотов незаконных вооружённых формирований. 150 боевиков из бригады «Лива Абу Муса Аль-Ашари» сдались силам САР в первой половине дня, однако остальные радикалы продолжили оказывать упорное сопротивление и вести снайперские обстрелы. Таким образом, действуя под прикрытием ВКС РФ, правительственные войска уже освободили порядка 70 процентов территории оазиса.
15 марта, с открытием нового гуманитарного коридора для выхода мирных жителей, ситуация резко изменилась — за один этот день из Восточной Гуты вышло около 11 тысяч человек.
18 марта Африн покинули последние члены «Отрядов народной самообороны». Город перешёл под контроль сил Турции и Сирийской свободной армии (ССА). После взятия Африна президент Турции Эрдоган заявил, что «Турция будет вести борьбу в Сирии, пока не ликвидирует террористический коридор, который проходит через Манбидж, Кобани, Телль-Абьяд, Рас-эль-Айн и Камышлы».
В первой половине дня 18 марта поступала информация о том, что организация «Ахрар Аш-Шам» приняла условия соглашения с правительством Сирии и готова покинуть город Хараста и эвакуироваться в провинцию Идлиб. Кроме того, возобновились переговоры между боевиками «Файлак Ар-Рахман», которые потеряли крупные населённые пункты Сакба и Кафр Батна, и Сирийской арабской армией (САА) при посредничестве представителей российского Центра по примирению враждующих сторон.
Минобороны России сообщило, что за время работы гуманитарных коридоров из Восточной Гуты были выведены 68 тысяч мирных граждан.
В районе Восточного Каламуна активизировали боевые действия радикалы группировок «Джейш Аль-Ислам», «Усуд Аш-Шаркия» и «Бригады Ахмада Аль-Абдо». Исламисты предприняли попытку наступления в районе населённого пункта Мхасса. К вечеру стало известно, что боевикам удалось сбить Су-24 ВВС Сирии. Самолёт упал на подконтрольной САА территории.
На севере Идлиба вновь вспыхнул междоусобный конфликт в рядах вооружённой оппозиции. Отряды террористического альянса «Тахрир Аш-Шам» напали на командные пункты группировки «Файлак Аш-Шам» в деревне Рам Хамдан. Все боевики «Файлак Аш-Шам» были задержаны.
Боевики коалиции «Джебхат Тахрир Сурия» объявили о начале наступательной кампании против Сирийской арабской армии (САА) в горах Восточного Каламуна. Кампания «Суад Аль-Каяри» получила своё название в честь одной из женщин-боевиков, которая выступала на стороне Сирийской свободной армии (ССА). «Джебхат Тахрир Сурия» была создана во второй половине февраля 2018 года в результате слияния группировок «Ахрар Аш-Шам» и «Харакат Нур Ад-Дин Аз-Зенки».
19 марта в городе Африн прогремел мощный взрыв, в результате которого погибло семь гражданских лиц и четыре боевика Сирийской свободной армии (ССА). Как передают местные активисты, Отряды народной самообороны (YPG) перед уходом заминировали населённый пункт и все его окрестности. Таким образом, оказалось, что курды действуют так же, как и террористы «Исламского государства», которые повсеместно устанавливали взрывные устройства перед отступлением из населённых пунктов.
20 марта первая партия боевиков «Ахрар Аш-Шам», базирующихся в населённом пункте Хараста, направилась в провинцию Идлиб. Накануне правительственные войска вынесли исламистам последнее предупреждение, объявив, что возобновят боевые действия в случае отказа радикалов от эвакуации. Потеряв значительную часть ранее занимаемых территорий, повстанцы были вынуждены принять условия соглашения с сирийским правительством.
22 марта город Хараста покинули более 1800 исламистов «Ахрар аш-Шам» вместе с семьями. Часть опорных пунктов радикалов была уничтожена. Кроме того, противники обменялись пленными, что было одним из условий заключённого соглашения. 13 военнослужащих вернулись в ряды Сирийской арабской армии (САА) в обмен на освобождение пяти боевиков. Тем временем в районе окружённого города Дума вновь прошли переговоры между представителями сирийских властей и лидерами «Джейш аль-Ислам» при посредничестве российского Центра по примирению враждующих сторон. Радикалы опасаются покинуть Восточную Гуту и эвакуироваться в Идлиб вследствие разногласий с террористическим альянсом «Тахрир аш-Шам».
Тем временем правительственные войска продолжили продвижение в районе Айн-Тармы. В результате последних столкновений с радикалами группировки «Файлак Ар-Рахман» под контроль сил САР перешла стратегическая база транспортных средств. Некоторые источники передают, что ранее предприятие использовалось для создания «джихад-мобилей».
После неудачной попытки провести мирные переговоры в провинциях Идлиб и Алеппо возобновились ожесточённые междоусобные бои между двумя группировками вооружённой оппозиции — «Хайят Тахрир Аш-Шам» и «Джебхат Тахрир Сурия». Уже более месяца противники продолжают столкновения в этих регионах, в результате чего «Джебхат Ан-Нусра» понесла значительные территориальные потери. О создании коалиции «Тахрир Сурия» было объявлено 19 февраля. В состав альянса вошли исламистские организации «Ахрар Аш-Шам» и «Нур Ад-Дин Аз-Зенки».
Сирийская арабская армия (САА) направила дополнительные части в район населённых пунктов Хатла и Хшам на юго-востоке провинции Дейр-эз-Зор. Предполагается, что в скором времени на данных территориях возобновятся боестолкновения с оставшимися на восточном берегу реки Евфрат террористами «Исламского государства». ИГИЛовцы, скрывающиеся в районах, которые занимают Демократические силы Сирии, активизировали боевые действия в регионе после того, как значительная часть курдских подразделений направилась в Африн.
23 марта в районе города Дума (Восточная Гута) продолжились бои между правительственной армией и радикалами группировки «Джейш Аль-Ислам». Тем временем САА возобновила переговоры с группировкой «Файлак Ар-Рахман» при посредничестве представителей российского Центра по примирению враждующих сторон. К вечеру стало известно, что исламисты приняли условия соглашения с войсками САР и уже 24 марта оставят всю южную часть Восточной Гуты, покинут населённые пункты Джобар, Айн-Тарма, Замалка и Хазза и будут эвакуированы в Идлиб. «Файлак Ар-Рахман» также обязалась освободить всех военнослужащих САА, заключённых в тюрьмах группировки, и проинформировать силы САР обо всех взрывных устройствах, установленных в городах. По информации новостного портала Damascus Now, прежде чем оставить оккупированные районы, радикалы начали сжигать документацию в Джобаре, опасаясь, что она может попасть в руки сирийских военных.
23 марта из города Хараста в Восточной Гуте выехали 26 автобусов с исламистами «Ахрар Аш-Шам», которые согласились добровольно покинуть населённый пункт в начале недели. Некоторые бывшие радикалы пожелали урегулировать свой правовой статус с правительством Сирии и остаться на территории оазиса.
Радикально настроенные члены группировки «Ахрар аш-Шам» взорвали свой склад боеприпасов. В результате взрыва ранения получили четыре сотрудника сирийского Красного Полумесяца. Тем временем вторая партия исламистов выехала из Харасты в направлении провинции Идлиб. Однако не все радикалы благосклонно восприняли решение командования «Ахрар Аш-Шам» пойти на примирение с правительственными силами и до сих пор скрываются в разрушенных домах и подземных тоннелях. Когда все джихадисты и их семьи покинут город, военнослужащие САА продолжат зачистку населённого пункта.
Таким образом, в Гуте останется лишь антиправительственная организация «Джейш аль-Ислам» и остатки отрядов «Ан-Нусры», удерживающие город Дума.
Оппозиционный интернет-портал EMC News Center сообщил, что боевики группировки «Сукур аш-Шам», выступающей на стороне «Джебхат Тахрир Сурии», внезапно напали на населённые пункты Хан Аль-Сабиль и Кафр Батих, подконтрольные «Тахрир аш-Шам», к югу от города Идлиб. Исламистская организация «Сукур аш-Шам» в своё время была создана для борьбы против Сирийской арабской армии (САА) и преследовала цель формирования нового «Исламского государства» в Сирии. Первоначально «Бригада соколов Шама» находилась в составе Сирийской свободной армии (ССА), затем дважды присоединялась к «Ахрар аш-Шам» и дважды выходила из её состава. В настоящее время формирование состоит из нескольких сотен боевиков. Ранее в ходе противостояния с «Ан-Нусрой» некоторые исламисты «Сукур аш-Шам» перешли на сторону «Тахрир аш-Шам», однако большая часть осталась в составе «Тахрир Сурии».
По сообщениям оппозиционных источников, Турция практически завершила военную кампанию «Оливковая ветвь» в Африне. В течение дня под контроль протурецких отрядов перешли населённые пункты Фефиртин, Берджеке и Капши. В административный центр кантона уже начали возвращаться мирные жители. По информации агентства Reuters World, в город Манбидж прибыли американские военнослужащие. Днём ранее Турция заявила о возможном полномасштабном наступлении в данном районе. Военные эксперты полагают, что таким образом США дали понять, что продолжат оказывать поддержку радикальным курдским формированиям.
25 марта вечером из Гуты выехали по меньшей мере 77 автобусов с исламистами «Файлак Ар-Рахман». Кроме того, продолжается эвакуация мирных жителей. Представители российского Центра по примирению враждующих сторон заявили, что более 103 тыс. гражданских лиц, находившихся в заложниках у боевиков, покинули оазис через гуманитарные коридоры.
25 марта появились сообщения о междоусобных столкновениях в рядах вооружённой оппозиции на территории провинции Алеппо. По словам местных активистов, группировка «Ахрар аш-Шаркия» арестовала более 200 боевиков формирования «Фиркат аль-Хамза», обвинив последних в убийстве своего руководителя. Обе организации принадлежат к числу фракций Сирийской свободной армии (ССА). По информации новостного агентства Euphrates Post, конфликт был урегулирован Турцией.
В результате нападения неизвестных исламистов в провинции Даръа были убиты два лидера Сирийской свободной армии (ССА) — командир бригады «Мохаммад ибн Абдулла» Фади Аль-Бауни, а также Абдуль Рахман Мохамид из бригады «Аль-Бараа». Предполагается, что ответственность за проведение атаки несут террористы подпольно действующих групп формирования «Джейш Халид ибн Аль-Валид», подконтрольного «Исламскому государству».
В провинции Ракка начались вооружённые столкновения между племенами «Аль-Бухамисс» и курдскими формированиями СДС. Бои прошли в районе населённого пункта Аль-Мансура, расположенного юго-западнее административного центра региона. Местные племена выступили против курдов после того, как члены Отрядов народной самообороны (YPG) арестовали нескольких местных граждан.
По состоянию на 26 марта, примерно 90 процентов территории анклава вооружённой оппозиции на северо-востоке от Дамаска перешло под контроль правительственных подразделений. Под контролем джихадистов группировки «Джейш аль-Ислам» в Восточной Гуте всё ещё остаётся населённый пункт Дума. Сирийская арабская армия (САА) вновь предприняла попытку провести мирные переговоры с радикалами, потребовав от «Армии Ислама» добровольно оставить занимаемые районы. Лидеры формирования пока не приняли условия перемирия. Командир «Джейш аль-Ислам» Осам Бавизани призвал и другие незаконные вооружённые формирования оказать поддержку, выступив против армии САР. Тем не менее остальные исламистские организации, действующие в данном районе, ранее уже согласились эвакуироваться в провинцию Идлиб.
После того как боевики группировки «Джейш Аль-Ислам» отказались принять условия мирного соглашения с сирийским правительством, Сирийская арабская армия (САА) возобновила артиллерийские обстрелы укрепрайонов исламистов. Тем временем новая партия автобусов, предназначенных для эвакуации боевиков «Файлак ар-Рахман», прибыла в населённый пункт Арбин. Ранее практически все джихадисты покинули Айн-Тарму. К вечеру 238 радикалов и 863 члена их семей выехали из Арбина в направлении провинции Идлиб на восемнадцати автобусах. Вслед за ними оазис покинут боевики, базирующиеся в населённых пунктах Замалка и Джобар.
ИА Al Masdar News сообщило, что инженерные подразделения правительственных сил взорвали подземный тоннель группировки «Файлак Ар-Рахман», соединявший населённый пункт Хазза с Арбином и Замалкой — основными бастионами антиправительственного формирования. Проход был настолько широким, что по нему могли проехать транспортные средства.
Стало известно, что части элитного подразделения сил САР «Тигры» передислоцируются в южные районы Дамаска после того, как завершат операцию по зачистке территорий Восточной Гуты. Gравительственные войска намереваются освободить район лагеря «Аль-Ярмук», а также кварталы Хаджар Аль-Асвад, Ат-Тадамун и Аль-Кадам от террористов «Исламского государства». Сообщается, что поддержку САА будут оказывать проасадовские отряды «Лива Аль-Кудс», «Фатх Аль-Интифада», а также Армия освобождения Палестины.
Покушение на Шервана Дервиша, спикера Военного совета Манбиджа, совершили исламисты «Бригады Эртогрула», входящей в состав Сирийской свободной армии (ССА).
Подразделения СДС приступили к вывозу нефтеперерабатывающего оборудования из района нефтяного месторождения «Аль-Омар» в провинцию Хасака. По данным новостного агентства DeirEzzor 24, таким образом курды намереваются обезопасить ресурсы от возможных посягательств террористов «Исламского государства». Значительная часть курдских отрядов с восточного берега Евфрата направилась в Африн, прекратив зачистку территорий провинции Дейр-эз-Зор от «спящих ячеек» ИГ. Боевики ИГ, воспользовавшись ситуацией, активизировали усилия по возвращению ранее занимаемых территорий. Так, они предприняли атаку на позиции Сирийской арабской армии (САА) недалеко от Меядина, а также напали на КПП афганских отрядов «Лива Фатимийюн» в районе города Абу Кемаль.
«Джебхат ан-Нусра» тем временем стремится продолжить боевые действия в окрестностях Дамаска и пытается сорвать режим перемирия, проводя обстрелы пригородов столицы. 27 марта базирующиеся в районе лагеря Аль-Ярмук на южной окраине города отряды «Хайат Тахрир аш-Шам» дважды обстреляли прифронтовые мирные кварталы из крупнокалиберных миномётов. В результате, согласно предварительным данным информагентства Damascus Now, погибли 10 местных жителей, ещё 18 человек получили ранения. Несколько зданий получили частичные разрушения.
По состоянию на 27 марта, в Восточной Гуте по-прежнему сохраняются очаги сопротивления, и самый крупный из них — в Думе, которую всё ещё удерживает «Джейш аль-Ислам». Боевики этого формирования также проявляют активность в северо-западных окрестностях города Ар-Рейхан. В районе южного и центрального анклавов исламистов отмечается деятельность диверсионных групп боевиков, пытающихся нарушить договорённости об эвакуации основных сил боевиков в Идлиб. Незаконные бандформирования ведут снайперские обстрелы в предместьях Арбина, Мадиары и Мисрабы.
27 марта боевики «Файлак Ар-Рахман» продолжили эвакуироваться из Восточной Гуты в провинцию Идлиб. Как передавал информационный портал Al Masdar News, 28 человек, среди которых — военнослужащие Сирийской арабской армии (САА) и мирные жители, были освобождены из тюрем исламистов в населённом пункте Арбин. Большая их часть была арестована в 2013—2016 годах.
Сирийская армия при содействии специалистов российского Центра по примирению враждующих сторон в Сирии заключила соглашение с группировками радикальной вооружённой оппозиции, в соответствии с которым они покидают Восточную Гуту и получают возможность эвакуироваться в провинцию Идлиб. Всего за период с 25 по 28 марта из поселений Замалка, Джобар и Айн Тарма было выведено 19 тысяч исламистов.
Турецкие войска совместно с отрядами Сирийской свободной армии продолжили продвижение в кантоне Африн. К вечеру 27 марта стало известно, что под контроль ВС Турции перешли населённые пункты Тель Рифат, Дейр Джамаль, Кафрания, Шейх Хиляль и Шейх Исса, а также военный аэродром «Миннах». Курды оставили эти территории, не оказав никакого сопротивления.
В городе Африн произошёл взрыв — сработало взрывное устройство, заложенное Отрядами народной самообороны (YPG) перед отступлением из города. В результате взрыва погибли двое турецких солдат, проводивших разминирование. Недалеко от населённого пункта Кучук Мейдан были обнаружены тела боевиков Сирийской свободной армии (ССА), казнённых курдскими формированиями.
Между боевиками бригад Сирийской свободной армии (ССА) «Фирка Хамза» и «Ахрар Шаркия» в центре города Африн произошло вооружённое столкновение во время раздела награбленного имущества. В общей сложности с обеих сторон было убито около 30 человек, в том числе один из полевых командиров «Ахрар Шаркии». После вмешательства турецких военнослужащих несколько сотен боевиков ССА вышли из кантона Африн в восточном направлении — к городу Ахтерин.
Утром 27 марта поступали сообщения о том, что исламисты, отряды которых дислоцируются на территории Растанского котла на границе провинций Хама и Хомс, проявили желание заключить перемирие с Сирийской арабской армией (САА). Как передавал информационный портал Al Masdar News, представители умеренной оппозиции обратились к правительственным войскам с предложением провести переговоры. Представители сирийских властей и российского Центра по примирению враждующих сторон сообщили боевикам об обязательных условиях — конфискации оружия и техники, урегулировании правового статуса, установке сирийских флагов в контролируемых ими населённых пунктах, а также передаче военной полиции РФ и Сирии всех позиций на трассе Хама — Хомс. Однако позднее джихадисты «Хайят Тахрир аш-Шам» провели провокационные обстрелы опорных пунктов САА в попытке помешать достижению мирного соглашения.
В провинции Ракка отмечались вооружённые стычки между членами племени «Аль-Бухамисс» и курдами. Конфликт возник после того, как курды задержали нескольких мирных граждан и главу «Аль-Бухамисса».
28 марта, по сообщению информационного агентства Al-Masdar News, Восточную Гуту покинули 550 боевиков и членов их семей. В ходе досмотров боевиков перед отправкой из Гуты сирийские военные изъяли 15 поясов смертников. Тем временем «Джейш аль-Ислам» продолжала оказывать ожесточённое сопротивление Сирийской арабской армии (САА) в городе Дума. Информационное агентство Al-Masdar News передавало, что представители сирийской армии и специалисты российского Центра по примирению враждующих сторон в Сирии в очередной раз призвали исламистов к диалогу и мирному урегулированию конфликта, однако боевики отказываются принять предложенные условия, продолжая удерживать в заложниках около 5 тысяч мирных жителей.
3300 боевиков и членов их семей, эвакуированных из Восточной Гуты, прибыли в район Калат аль-Мадик недалеко от административного центра провинции Хама.
По неподтверждённым данным, опубликованным 29 марта, элитное подразделение САА «Силы Тигра» в ближайшее время может начать операцию по освобождению провинций Даръа и Эль-Кунейтра. Сообщается также, что часть подразделений 4-й дивизии САА и 1-я дивизия САА одновременно с этим начнёт наступление на анклав оппозиции на юге провинции Дамаск, а остальные силы 4-й дивизии САА и 9-я дивизия САА совместно с подразделениями Республиканской гвардии приступят к штурму Думы в Восточной Гуте.
По сообщению военных источников, Восточную Гуту покинула шестая партия боевиков и членов их семей. В освобождённых районах юго-восточной части Дамаска идёт работа по расчистке завалов и ликвидации укрепрайонов боевиков. Инженерные бригады САА работают в Арбине, Айн Тарме, Замалке и Джобаре. По сообщению ИА SANA, с момента начала работы гуманитарных коридоров оккупированные боевиками районы Восточной Гуты покинуло 135 тысяч мирных жителей.
30 марта ИА Al Masdar News сообщило о завершении эвакуации боевиков вооружённой оппозиции и их семей с территории оазиса Восточная Гута в провинцию Идлиб. По словам министра обороны России Сергея Шойгу, Дамаск покинули около 11 тысяч боевиков и 19 тысяч членов их семей.
По данным военного источника, группировки «Джейш Аль-Ислам» и «Хайят Тахрир аш-Шам» продолжают укреплять оборону и минировать пути возможного наступления Сирийской арабской армии (САА) в предместьях ключевого города Дума со стороны Мисрабы. При этом, несмотря на то, что часть исламистов категорически отказывается от эвакуации в Идлиб, многие отряды выразили готовность сдать все позиции и оружие. Некоторые из них даже заявили о желании перейти на сторону правительственных сил САР.
Террористические бандформирования группировок «Файлак ар-Рахман» и «Хайят Тахрир аш-Шам», продолжающие сопротивление в Восточной Гуте, не прекращают попытки сорвать эвакуацию боевиков в Идлиб. В районе Арбина боевики несколько раз открывали огонь из крупнокалиберных миномётов и стрелкового оружия по расположениям сирийских войск и коридорам для выхода отрядов радикалов.
Боевики-исламисты, отказавшиеся от эвакуации из Гуты, готовятся к переходу к подпольной форме противостояния в предместьях Дамаска. Джихадисты спешно укрывают оставшееся вооружение и боеприпасы в подземных туннелях с их последующей засыпкой и маскировкой. При этом места входа оборудуют минно-взрывными заграждениями для предотвращения их вскрытия силами армии САР. Наиболее крупные схроны подготовлены на окраине района Джобар.
31 марта начальник российского Центра по примирению враждующих сторон в Сирии генерал-майор Юрий Евтушенко сообщил, что из четырёх населённых пунктов Восточной Гуты (Арбил, Джобар, Айн-Терма и Замалька) были выведены 41,1 тыс. боевиков и членов их семей. Боевики и их семьи были доставлены в зону деэскалации Идлиб, в населённый пункт Калъат Аль-Мудик. Евтушенко отметил, что таким образом российские военные завершили операцию по выводу боевиков «Файлак ар-Рахман» и «Ахрар аш-Шам» и их родных из Восточной Гуты. Евтушенко также сообщил, что с 28 февраля Восточную Гуту покинуло более 150 тыс. мирных жителей.
Не утихают столкновения на юго-западе провинции Даръа между Сирийской свободной армией (ССА) и боевиками террористической организации «Джейш Халид ибн Аль-Валид», присягнувшей на верность «Исламскому государству». Противоборствующие стороны ведут бои в районе населённых пунктов Хейт, Джиллен и Аль-Баккар. Группировка «Джейш Халид ибн Аль-Валид» была образована в результате объединения исламистских формирований «Бригада мучеников Ярмука», «Исламское движение Мусанна» и «Армия Джихада». Она занимает территории на границе с Израилем и Иорданией.

## Апрель
Основные события
Ликвидация анклава вооружённой оппозиции в Восточной Гуте
Ликвидацию анклава вооружённой оппозиции в Восточной Гуте рассматривают как, возможно, вторую по значимости стратегическую победу сирийского правительства после освобождения Алеппо. Она не только позволила окончательно устранить постоянную угрозу безопасности столице, но и поставила две другие зоны деэскалации (на юго-западе и севернее Хомса) перед неизбежной дилеммой: либо полное примирение с правительством, либо зачистка, как в Восточной Гуте. Тем временем войска, участвовавшие в ликвидации анклава Восточной Гуты, сразу же были переброшены к двум другим оппозиционным анклавам по соседству со столицей — горному району Восточный Каламун («Джейш аль-Ислам») и лагерю палестинских беженцев «Ярмук» южнее Дамаска (ИГ, «Хайят Тахрир аш-Шам»).
Окончательная ликвидация многочисленных анклавов, как ожидается, приведёт к разделению страны на контролируемый правительством культурный, промышленный и сельскохозяйственный центр (более 60 % территории и 80 % населения) и периферийные зоны:
- провинцию Идлиб, контролируемую соперничающими между собой группировками («Хайят Тахрир аш-Шам», «Джебхат Тахрир Сурия» и др.) при наличии контрольно-наблюдательных постов турецких ВС;
- зону турецкой оккупации этнически курдских районов в северной части провинции Алеппо (с активным участием поддерживаемой Турцией Свободной сирийской армии);
- зону контроля «Сирийских демократических сил» (СДС) в преимущественно курдских районах северных провинций (самопровозглашённая Демократическая Федерация Северной Сирии);
- зону контроля СДС в провинции Дейр-эз-Зор на восточном берегу Евфрата и в южной части провинции Эр-Ракка, где доминируют арабо-суннитские племена и сохраняются остатки недобитых отрядов ИГ[65].

Битва за южные пригороды Дамаска
20 апреля развернулась битва за южные пригороды Дамаска. До начала сирийского конфликта в здешнем лагере беженцев Ярмук проживало около 180 тыс. палестинских беженцев. Многие из них выступили на стороне вооружённой оппозиции, а в 2015 году лагерь взяли под свой контроль отряды ИГ.
Хронология по дням
1 апреля продолжалась эвакуация мирных жителей Восточной Гуты из зоны боевых действий. По сведениям российского Центра по примирению враждующих сторон в Сирийской Арабской Республике, за время работы гуманитарных коридоров опасные районы покинуло 153 тысячи гражданских лиц.
Сирийская арабская армия тем временем проводила зачистку освобождённых населённых пунктов, вела артиллерийский обстрел опорных пунктов «Джейш аль-Ислам» в городе Дума. По сообщению Almanar News, САА при содействии российского Центра по примирению враждующих сторон в Сирии заключила соглашение с группировкой «Джейш аль-Ислам». Боевики сдают позиции взамен на возможность эвакуироваться в Джараблус на границе с Турцией.
По информации источников, сирийская армия готовится начать операцию по освобождению от боевиков Восточного Каламуна. Делегации переговорщиков отправлены в города Ар-Рухайба, Ан-Нассирия, Аль-Атна, Джейруд и Аль-Мансура.
Информационное агентство Al-Masdar News сообщило, что на территорию провинции Эль-Кунейтра прибыло несколько бригад Сирийской арабской армии (САА). Предполагается, что в ближайшее время начнётся операция по освобождению территории региона от незаконных вооружённых формирований. Под контролем боевиков находится большая часть провинции, в том числе её административный центр.
2 апреля боевики «Джейш аль-Ислам» проводили эвакуацию из города Дума в Восточной Гуте. Из города выехало пять автобусов с радикалами и членами их семей. Мирные жители, ранее эвакуированные из Восточной Гуты в связи с антитеррористической кампанией Сирийской арабской армии (САА), начинают постепенно возвращаться в свои дома — в освобождённые одними из первых поселения Ан-Нашабия, Хазрама, Хош Ад-Давахира и другие близлежащие населённые пункты. Согласно сведениям военных источников, в родные места вернулись уже около 40 тысяч человек.
Международная коалиция, возглавляемая США, и Сирийские демократические силы направили значительное подкрепление на север Сирии, к городам Манбидж и Ракка, которые, как полагают, могут стать следующими целями турецкой операции против курдов. По данным оппозиционных источников, США направили в регион около 300 военнослужащих. Как передаёт агентство Euphrates Post, вооружённые силы США разворачивают новый — уже третий — пункт базирования в северных предместьях Манбиджа.
ВВС западной коалиции нанесли удары по восточному побережью Евфрата на юго-востоке провинции Дейр-эз-Зор. Бомбардировкам, в частности, подвергся город Аш-Шафаа, где по-прежнему фиксируется активность разрозненных отрядов «Исламского государства». Остатки отрядов ИГ, концентрирующиеся к востоку от Евфрата, вновь нанесли удар по расположениям правительственных войск САР в окрестностях города Абу-Камаль. Огонь вёлся из ракетных установок. Усилившаяся активность ИГ в этом районе в очередной раз указывает на то, что курдские формирования и силы США так и не провели полную и окончательную зачистку местности за Евфратом.
3 апреля источник сирийской вооружённой оппозиции рассказал в интервью Reuters, что представители российского Центра по примирению враждующих сторон и правительства Сирии предложили выбор вооружённым группировкам, базирующимся в районе Восточного Каламуна. Этот анклав исламистов находится в 40 км к северо-востоку от Дамаска, но не соприкасается с Восточной Гутой. Радикалам было предложено либо принять управление официального Дамаска и получить возможность на амнистию, либо сдать оружие и эвакуироваться из региона. По данным Reuters, большинство бандформирований склоняются к тому, чтобы перебраться в близлежащие горные районы.
Боевики «Хайят Тахрир аш-Шам» смогли отразить атаку исламистов «Лива Сукур аш-Шам» в районе города Хан Ас-Сабиль, к югу от Идлиба. Группировка «Лива Сукур аш-Шам» вступила в состав исламистской коалиции «Джебхат Тахрир Сурии» и вместе с «Ахрар аш-Шам» и «Нур ад-Дин аз-Зенки» ведёт борьбу с «Ан-Нусрой» за влияние в провинции Идлиб.
Отряды «Джейш Аль-Ислам» начали эвакуацию из города Дума и его окрестностей (Восточная Гута). По данным военного источника, за сутки в Джараблус на севере провинции Алеппо на 30-50 автобусах было вывезено несколько групп радикалов и членов их семей.
4 апреля стало известно, что представители командования Сирийской арабской армии (САА) и российского Центра по примирению враждующих сторон начали переговоры с представителями вооружённой оппозиции об эвакуации боевиков из районов Ялда, Баббила и Бейт Сахм на южной окраине Дамаска. Боевикам было предложено добровольно сдать позиции и выехать в Идлиб. В противном случае правительственные войска начнут штурм южных пригородов после зачистки соседнего анклава, подконтрольного «Исламскому государству». Террористы ИГ базируются в районах Аль-Кадам, Аль-Хаджар Аль-Асвад и в лагере Ярмук. После освобождения этих территорий Дамаск, который на протяжении почти всего сирийского конфликта был окружён анклавами исламистов, наконец окажется в безопасности.
По сообщению портала AMN, на территорию Сирии через пограничный переход на окраине города Таль Абъяд на севере провинции Ракка прибыло около 50 французских военнослужащих, которые были направлены на северо-восток провинции Алеппо к городу Манбидж. Прибывшие военнослужащие начали подготовку бойцов СДС в районе населённых пунктов Айн-эль-Араб и Зуб-Албин.
По сообщениям источников, сирийские правительственные войска с помощью громкоговорящих станций передают боевикам в так называемом «Растанском котле» призывы сложить оружие. Данная деятельность осуществляется в районе населённых пунктов Эр-Растан, Телль-Биса, Тайр-Маала, Заафарана, Дейр-Фур, Телль-Тахун и некоторых других. «Растанский котёл» располагается на севере провинции Хомс и частично на юге провинции Хама. Ранее в результате переговоров, которые проходили при посредничестве российского Центра по примирению враждующих сторон, сирийской армии удалось заключить с частью боевиков перемирие и взять под контроль город Таксис и ещё 7 населённых пунктов.
Продолжается переброска военной техники Сирийской арабской армии (САА) на юг страны в рамках подготовки к масштабной операции против незаконных вооружённых формирований.
Продолжается эвакуация боевиков «Джейш аль-Ислам» и членов их семей на автобусах из города Дума (Восточная Гута) на север Сирии.
Турецкие вооружённые силы приступили к развёртыванию нового наблюдательного пункта в рамках реализации договорённостей по созданию зоны деэскалации «Идлиб». 8-й наблюдательный пункт будет находиться в городе Зайтуния на севере провинции Латакия в 200 метрах от сирийско-турецкой границы. Турецкие наблюдательные пункты уже развёрнуты в населённых пунктах Сурман, Аль-Эйс, Джебель Акил, Сальве и Телль-Тукане, а также на горах Симеон и Анак.
6 апреля боевики группировки «Джейш аль-Ислам» неожиданно нарушили перемирие с правительственными войсками и возобновили обстрелы жилых районов Дамаска.
7 апреля остатки отрядов «Джейш аль-Ислам», отказавшиеся от эвакуации на север Сирии, нанесли серию массированных миномётных ударов по историческим кварталам Дамаска. В результате обстрелов, согласно данным портала SANA News, погибли четыре местных жителя, ещё около 30 гражданских лиц получили ранения. «За прошедшие двое суток по жилым районам столицы выпущено 25 мин и реактивных снарядов, от которых погибло 7 и ранено 42 мирных жителя. Интенсивность обстрелов усиливается»,— сообщил 7 апреля начальник российского центра по примирению враждующих сторон в Сирии генерал-майор Юрий Евтушенко.
В тот же день сразу несколько неправительственных организаций, включая «Белые каски», известные своей непримиримой позицией по отношению к сирийским властям, сообщили о том, что правительственные войска осуществили в городе Дума химическую атаку, жертвами которой, по их заявлениям, стало 70 человек, а ещё несколько сот человек пострадали. По версии главы «Белых касок» Раида ас-Салеха, бомбу с нервно-паралитическим газом зарин сбросил вертолёт сирийских ВВС (в ряде сообщений также говорилось о применении бомбы с хлором). Неправительственные организации, поддерживающие сирийскую оппозицию, разместили в сети шокирующие фото- и видеоматериалы с места трагедии. В Дамаске и Москве категорически опровергают информацию о новом применении химического оружия в Восточной Гуте, называя материалы о бомбе с отравляющим веществом фейковыми. 13 февраля 2019 года продюсер вещательной корпорации Би-би-си по Сирии Риам Далати написал в Twitter, что провёл собственное расследование предполагаемой химической атаки в Думе и пришёл к выводу о постановочном характере записанной на видео сцены в госпитале, где медики оказывали помощь детям, якобы пострадавшим от действия зарина. В самой Би-би-си заявили, что продюсер высказал своё личное мнение «о некоторых видеоматериалах, которые появились после атаки, но он не говорил, что самой атаки не было». Основные британские СМИ проигнорировали заявление Далати.
По данным российских военных, новое обострение в Восточной Гуте, сорвавшее вывод из Думы боевиков и членов их семей, произошло после того, как в группировке «Джейш аль-Ислам» сменилось высшее руководство. Её прежние лидеры Абу Хумам, Абу Омар и Абу Али были физически устранены, после чего «Джейш аль-Ислам» возглавил ещё более непримиримый в отношении сирийских властей Абу Кусай.
7 апреля подпольные группы курдских Отрядов народной самообороны (YPG) устроили взрыв у одного из пунктов базирования военнослужащих армии Турции в городе Африн. Четыре турецких военнослужащих погибли, ещё несколько военных были ранены.
В Аль-Бабе произошёл теракт — рядом с главной мечетью города сдетонировал начинённый взрывчаткой автомобиль. Согласно предварительным данным, в результате взрыва погибли девять местных жителей, ещё 15 человек были ранены.
На западе провинции Алеппо прошла встреча лидеров конкурирующих исламистских формирований «Джебхат Тахрир Сурия» и «Джебхат ан-Нусра». По итогам переговоров было принято соглашение о временном перемирии, которое продлится до 13 апреля. Группировки ведут между собой борьбу за контроль над территориями «Большого Идлиба», куда входят, в частности, юго-западные окраины провинции Алеппо.
Как стало известно, Турция, являющаяся наряду с РФ и Ираном одной из стран-гарантов перемирия в Сирии, намерена увеличить своё военное присутствие на севере провинции Хама, а также развернуть новые пункты мониторинга в этом районе. Ещё три наблюдательных поста будут расположены между городами Мурек и Аль-Латамина.
8 апреля утром подразделения Сирийской арабской армии (САА) значительно продвинулись в зачистке территорий в окрестностях города Дума от остатков отрядов «Джейш аль-Ислам» и «Хайят Тахрир аш-Шам». Был установлен полный контроль над районом общей площадью в 19 квадратных километров. Позже в связи с серьёзными территориальными потерями и потерями в технике члены «Джейш Аль-Ислам» заявили о своём решении возобновить мирные переговоры. Днём прошла встреча представителей данной группировки с офицерами российского Центра по примирению. По итогам были достигнуты ряд договорённостей, а также возобновился мирный диалог между «Джейш Аль-Ислам» и правительством Сирии. По новому соглашению, как позже сообщил портал AFP, боевики взяли на себя обязательство освободить всех пленных, после чего им будет предоставлена возможность эвакуироваться в Джараблус на севере страны.
9 апреля, в соответствии с договорённостью, пленники были освобождены, и город Дума покинули 39 автобусов с боевиками «Джейш аль-Ислам» и членами их семей (всего более 2 тыс. человек).
Авиабаза Т-4 на востоке провинции Хомс подверглась ракетному удару израильских ВВС. Два самолёта ВВС Израиля атаковали позиции САА восемью управляемыми ракетами. Системы сирийской ПВО сбили пять ракет, однако ещё три достигли цели. Через неделю, 17 апреля, газета The Wall Street Journal сообщила, что удар был нанесён после того, как премьер-министр Израиля Биньямин Нетаньяху заручился поддержкой президента США Дональда Трампа. Целью израильского удара был иранский комплекс ПВО, который был доставлен на авиабазу, но ещё не приведён в состояние боеготовности. Кроме того, израильская авиация уничтожила ангар, в котором хранились иранские беспилотные летательные аппараты. Как сообщило иранское агентство Fars, всего при ударе погибли 14 человек, в том числе четыре иранских военных советника.
10 апреля начальник российского Центра по примирению враждующих сторон в САР генерал-майор Юрий Евтушенко сообщил, что вторая группа боевиков, желающих покинуть сирийскую Думу, готовится к отправке. Около 4 тысяч человек будут вывезены на север провинции Алеппо. По словам Евтушенко, обстановка в Думе постепенно стабилизируется, а боевые действия в районе не ведутся уже несколько суток.
Тем временем ракетный эсминец ВМС США USS Donald Cook приблизился к сирийскому порту Тартус, где находится пункт материально-технического обеспечения ВМФ России.
Протурецкие группировки, взявшие под свой контроль город Африн, сформировали Сирийскую свободную полицию.
В результате взрыва, прогремевшего в административном центре провинции Идлиб, погибло 27 мирных жителей, ещё 154 человека получили тяжёлые ранения.
11 апреля авианосная группа США во главе с авианосцем Гарри Трумен выдвинулась из порта Норфолк и направилась в сторону Персидского залива. Ожидается, что данная группировка может принять участие в массированном ударе по правительственным войскам Сирии.
12 апреля последняя колонна автобусов с 1500 боевиками «Джейш аль-Ислам» и членами их семей покинула Думу и направилась на север Сирии. Перед отъездом боевики передали правительственным войскам своё тяжёлое вооружение, среди которого — зенитный ракетный комплекс «Оса», который был захвачен радикалами «Джейш аль-Ислам» в результате одного из нападений на позиции правительственных подразделений. Кроме того, джихадисты оставили большое количество противотанковых управляемых ракет (ПТУР). Передача оружия сирийским силам была одним из ключевых условий заключения перемирия и эвакуации боевиков из Гуты в провинцию Алеппо.
Перед уходом боевики также сообщили правительственным силам координаты подземных тоннелей. Таким образом, вся территория оазиса Восточная Гута перешла под полный контроль армии Башара Асада. Жители Думы вышли на улицы, чтобы отпраздновать освобождение Гуты, над полуразрушенными зданиями поднимают флаги САР.
В Думе начала работу российская военная полиция. российские военные являются гарантами соблюдения правопорядка и безопасности местных жителей.
Между тем Сирийская арабская армия (САА) готовится к началу полномасштабного наступления на юге от Дамаска. 4-я механизированная дивизия и другие сирийские подразделения заняли позиции вблизи территорий, контролируемых ИГ, — в районе лагеря «Аль-Ярмук» и в квартале Аль-Кадам. Поддержку правительственным войскам будут оказывать ополченческие отряды «Фатх Аль-Интифада», «Лива Аль-Кудс», «Кават Аль-Джалиль», а также Народный фронт освобождения Палестины.
В городе Азаз (провинция Алеппо), находящемся под контролем Сирийской свободной армии, произошёл мощный взрыв. Бомба была заложена недалеко от здания мечети Аль-Майтим в одном из автомобилей. По предварительным сообщениям, в результате взрыва по меньшей мере шесть мирных жителей были убиты, ещё 10 гражданских лиц получили ранения. В организации теракта обвиняют членов курдских Отрядов народной самообороны (YPG).
Новостное агентство Al Masdar News сообщило, что российские военно-инженерные подразделения построили в Дейр-эз-Зоре новый мост через Евфрат.
В районе между поселениями Ат-Табия и Джадит Агедат (провинция Дейр-эз-Зор)) отмечается сосредоточение специальной техники, которая используется Сирийскими демократическими силами для возведения новых укреплений на линии разграничения с сирийскими войсками на левом берегу Евфрата. Курды продолжают формировать песчаные валы и усиливать свои позиции новыми вооружениями. Военные пикапы СДС ведут регулярное патрулирование территории строительства и местности вдоль линии фронта.
В ночь с 13 на 14 апреля ВС США, Великобритании и Франции нанесли ракетный удар по территории Сирии. 71 ракета из 105 выпущенных по сирийским объектам были ликвидированы сирийской ПВО. Поводом для удара послужили обвинения сирийских властей в химической атаке на население города Дума в Восточной Гуте.
14 апреля город Дума покинули последние представители группировки «Джейш аль-Ислам». Бригады Сирийской арабской армии (САА) приступили к зачистке кварталов населённого пункта.
Как передают военные источники, новые подкрепления Сирийской арабской армии (САА) продолжают прибывать в южные районы Дамаска в рамках подготовки к наступлению на радикалов «Исламского государства», базирующихся в районе лагеря для палестинских беженцев «Аль-Ярмук» (районы Ярмук, Аль-Хаджар Аль-Асвад и Аль-Кадам). Несмотря на попытки правительственных войск прийти к мирному соглашению с боевиками, лидеры группировки не прекращают периодически обстреливать мирные районы столицы.
15 апреля на юго-восток провинции Хама в район города Саламия прибыли дополнительные подразделения Сил национальной обороны (NDF) для участия в военной операции против отрядов «Хайят Тахрир аш-Шам». Среди первостепенных целей этой операции — расширение буферной зоны вокруг Саламии и уменьшение территории, контролируемой исламистами, — так называемого Растанского котла.
Сирийские демократические силы продолжают укреплять оборонительные линии вблизи позиций сирийской армии у Ат-Табии, к северо-востоку от Дейр-эз-Зора на восточном берегу реки Евфрат. Продолжается отсыпка земляного вала и формирование противотанковых рвов. Все работы происходят под круглосуточным контролем американских военных. На позициях курдов в этом районе отмечается значительное увеличение количества огневых средств, в частности за счёт размещения новых бронированных машин американского производства.
16 апреля к южным окраинам Дамаска продолжили стягиваться силы Сирийской арабской армии (САА) и её союзников. К районам Ат-Тадамун, Аль-Кадам и Хаджар Аль-Асвад прибыли 105-я и 106-я бригады САА, а также 4-я механизированная дивизия, которая должна возглавить наступление против террористов «Исламского государства». Ранее сюда же было переброшено элитное подразделение САА «Силы Тигра».
Отряды исламистских организаций, базирующиеся в районе населённого пункта Думейр (Восточный Каламун), согласились заключить мирное соглашение с правительством САР и эвакуироваться в провинцию Алеппо, передав всё своё тяжёлое вооружение Сирийской арабской армии (САА).
Представители российского Центра по примирению враждующих сторон также вели переговоры с руководством контролирующих Восточный Каламун «Бригады Ахмада Аль-Абдо» и «Джейш Тувар Аль-Шам», аффилированных с Сирийской свободной армией (ССА), однако боевики отказались принять условия сирийских властей и оставить занимаемые районы.
На севере провинции Алеппо создан лагерь для боевиков и членов их семей, эвакуированных на подконтрольные Сирийской свободной армии (ССА) территории из города Дума в Восточной Гуте.
На территории провинции Алеппо продолжились ожесточённые столкновения между отрядами антиправительственных объединений «Тахрир аш-Шам» и «Джебхат Тахрир Сурия». Согласно сведениям новостного агентства Masar Press Net, бои идут на подступах к городу Дарат Изза. В ходе столкновений исламистам «Нур Ад-Дин Аз-Зенки» и «Ахрар Аш-Шам» удалось захватить в плен нескольких членов «Исламского движения Восточного Туркестана», выступающего на стороне «Хайят Тахрир аш-Шам».
На севере провинции Хомс не прекращаются вооружённые стычки между правительственными подразделениями и силами террористического альянса «Хайят Тахрир аш-Шам».
На восточном берегу реки Евфрат в районах, занимаемых курдскими формированиями, продолжаются вылазки боевиков подпольных групп «Исламского государства» против отрядов сирийского ополчения и правительственных войск.
На юге провинции Идлиб продолжилось вооружённое противостояние между антиправительственными формированиями «Джебхат Тахрир Сурия» и «Хайят Тахрир аш-Шам». За последние двое суток более десяти деревень, а также ключевой город Хан Шейхун перешли под контроль «Хайят Тахрир аш-Шам». В ходе боёв обе стороны понесли серьёзные потери в живой силе. Согласно информации Сирийского центра мониторинга соблюдения прав человека (SOHR), по меньшей мере 344 боевика из обеих группировок были убиты в ходе противостояния.
18 апреля отряды группировки «Джейш аль-Ислам» в районе города Думейр на восточных склонах горной цепи Каламун к северо-востоку от Дамаска сдали всё своё вооружение Сирийской арабской армии (САА). У боевиков было изъято большое количество стрелкового оружия, военные пикапы, оснащённые крупнокалиберными пулемётами, миномёты, а также средства связи и боеприпасы.
19 апреля к населённому пункту Думейр (Восточный Каламун) прибыла колонна автобусов, предназначенных для вывоза боевиков в рамках мирного соглашения между Сирийской арабской армией и лидерами «Джейш аль-Ислам». Перед началом эвакуации оружие и боеприпасы боевиков были сданы представителям сирийской армии. Флаг Сирийской Арабской Республики впервые за последние несколько лет поднят над Думейром. Глава российского Центра по примирению враждующих сторон в Сирии генерал-майор Юрий Евтушенко заявил, что центр успешно провёл операцию по выводу боевиков и членов их семей из города Думейр. «Через организованный российской стороной гуманитарный коридор выведено 389 боевиков и 1305 членов их семей», — сказал Евтушенко. Боевики и их семьи в сопровождении сирийской службы безопасности были переправлены в Эль-Баб (провинция Алеппо). Сотрудники Центра по примирению враждующих сторон приступили к разминированию домов и придомовых территорий в городе Думейр.
Тем временем сирийская армия продолжает наносить удары по формированиям вооружённой оппозиции «Джейш Тувар аш-Шам» и «Бригада Ахмада Аль-Абдо», отказавшимся принять предложения правительства. Части Сирийской арабской армии (САА), возглавляемые спецподразделением «Тигры», полностью окружили стратегический город-крепость Ар-Рухайба и начали зачищать обширную пустынную зону к востоку от населённого пункта Джеруд.
В ходе зачистки города Дума (Восточная Гута) были обнаружены сеть тоннелей и подземная тюрьма «Ат-Туба», где ранее содержались тысячи гражданских лиц и пленных солдат сирийской армии.
Террористам «Исламского государства», базирующимся в лагере беженцев Ярмук южнее столицы, был передан ультиматум сирийского правительства. В случае, если боевики не согласятся принять условия перемирия в течение суток, САА и её союзники начнут полномасштабное наступление в данном районе.
В провинции Даръа продолжались бои между отрядами Сирийской свободной армии (ССА) и террористами формирования «Джейш Халид ибн Аль-Валид» за контроль над населённым пунктом Шейх Саад.
20 апреля, после того как террористы «Исламского государства» к югу от Дамаска отказались принять условия сирийских властей, сирийские войска возобновили боевые действия под прикрытием ВКС РФ. Вооружённые стычки отмечались в районах Аль-Кадам, Ат-Тадамун и Хаджар Аль-Асвад, а также у лагеря беженцев «Ярмук». С началом артиллерийских и авиационных ударов Сирийской арабской армии полевые командиры ИГ привели свои отряды в полную боевую готовность. Боевики в экстренном порядке проводят мероприятия по укреплению обороны и переброске дополнительных формирований на наиболее уязвимые участки. Террористы подготовили несколько «джихад-мобилей» для контратак опорных пунктов войск САР, передислоцируют к передней линии обороны зенитные установки для противодействия деятельности ВВС Сирии. Таким образом ИГ готовится оказать упорное сопротивление в ходе проведения правительственными силами наступательной операции по зачистке террористического анклава в южных пригородах столицы.
В районе Восточного Каламуна продолжались столкновения Сирийской арабской армии (САА) с группировкой «Джейш Тувар аш-Шам». После окружения города Ар-Рухайба военнослужащие САР приступили к зачистке окружающих территорий. Правительственным силам удалось частично разрушить укрепления боевиков у населённых пунктов Джеруд и Аль-Насирия.
21 апреля первые автобусы с боевиками, сдавшими сирийской армии позиции в Восточном Каламуне, выехали в направлении Джараблуса (провинция Алеппо). В течение дня Восточный Каламун должны покинуть 3200 исламистов и членов их семей.
Как сообщается, силы международной коалиции США, базирующиеся в Манбидже после ухода оттуда в 2016 году террористов ИГ, и курдские вооружённые формирования остаются в состоянии повышенной боевой готовности. После того, как Турция заявила о намерении штурмовать Манбидж, военнослужащие армии США круглосуточно патрулируют территории вдоль линии соприкосновения с протурецкими группировками.
Вдоль западного берега Евфрата между Дейр-эз-Зором и Абу-Камалем отмечено усиление воздушной разведки силами американских ВВС с целью вскрытия расположения объектов сирийской ПВО, а также районов сосредоточения правительственных войск и их союзников. США и подконтрольные им Сирийские демократические силы базируются на восточном берегу реки в районах крупнейших в Сирии нефтяных месторождений. За Евфратом до сих пор фиксируется высокая активность разрозненных отрядов «Исламского государства», которые, по данным многих местных источников, действуют в координации с войсками проамериканской коалиции.
На стадионе города Ракка в районе Аль-Рашид было обнаружено массовое захоронение убитых террористами ИГ гражданских лиц и курдских бойцов. Спустя много месяцев после ухода боевиков «Исламского государства» Ракка по-прежнему остаётся братской могилой нескольких тысяч человек. Несмотря на обещания восстановить населённый пункт, разрушенный массированными бомбардировками ВВС международной коалиции, американские военные и курды до сих пор так и не приступили даже к разбору завалов.
22 апреля в ходе операции Сирийской арабской армии (САА) по освобождению южной окраины Дамаска от отрядов «Исламского государства» правительственным войскам удалось установить контроль над микрорайоном Аль-Джура. Полевые командиры ИГ организовали оборудование новых укреплённых позиций в районе Аль-Кадам и переброску дополнительных формирований на наиболее вероятные направления атак САА. Правительственные войска штурмовали опорные пункты террористической группировки одновременно на нескольких направлениях и взяли под контроль ряд стратегических объектов, в том числе район Аз-Зейн на территории лагеря «Ярмук».
В Восточном Каламуне продолжилась эвакуация исламистов «Джейш аль-Ислам» к населённому пункту Джараблус в провинции Алеппо. Сирийским силам передано большое количество противотанковых ракет, пулемёты, ракетные установки, средства связи, гранаты, военные пикапы, грузовики и танки.
23 апреля, после того как ИГИЛовцы к югу от Дамаска отказались исполнять условия мирного соглашения с сирийскими властями, Сирийская арабская армия возобновила обстрелы позиций террористов.
Боевики «Джейш аль-Ислам» продолжили покидать населённый пункт Ар-Рухайба в горах Восточного Каламуна и эвакуироваться на север Сирии. В то же время часть боевиков пожелала урегулировать свой правовой статус с сирийским правительством. Как стало известно, отряды «Бригады мученика Ахмада Аль-Абдо», дислоцировавшиеся в освобождённых районах Каламуна, сдали всё своё оружие и добровольно вступили в ряды сирийской армии.
24 апреля Сирийская арабская армия продолжила бои против «Исламского государства» на южной окраине Дамаска — в районах Аль-Хаджар Аль-Асвад, Шейх Зази, Ярмук. В результате почти непрерывного огневого воздействия сирийских войск по объектам террористов группировка за последнее время потеряла около 150 боевиков убитыми и ранеными. Сюда были переброшены части спецподразделения САА «Силы Тигра», ранее зачищавшие Восточный Каламун. При поддержке сирийской авиации правительственным войскам удалось уничтожить отряд террористов, попытавшийся скрыться в пустынных районах, а также несколько подземных переходов ИГ.
Минобороны РФ опубликовало уточнённые данные о количестве боевиков, эвакуированных из Восточного Каламуна. Территорию горного массива покинули 3922 исламиста вместе со своими семьями. Сотрудники сирийской военной полиции уже вошли в освобождённый населённый пункт Джеруд.
25 апреля авиация и артиллерия САА продолжали наносить удары по пунктам управления, складам с вооружениями и местам скопления отрядов «Исламского государства» в районе Ярмук. Как передал новостной Twitter-канал SMM Syria, перед активизацией военных действий из анклава ИГ в районе Ярмук были вывезены семьи боевиков, которые были эвакуированы в юго-восточный столичный пригород Бейт Сахм, находящийся под контролем Сирийской свободной армии (ССА).
Правительственные силы продолжили нанесение артиллерийских и авиационных ударов по объектам вооружённых исламистских формирований на окраинах анклава джихадистов к северу от Хомса в преддверии масштабной операции против «Хайят Тахрир аш-Шам». Удары наносились по северным предместьям города Ар-Растан и опорным пунктам исламистов в районе города Харб Нафса, расположенного на южных окраинах провинции Хама, также входящих в Растанский котёл.
Источники ливанского информационного агентства Al Masdar News сообщили, что управление городом Ракка и частью других территорий одноимённой провинции может быть передано подконтрольным Саудовской Аравии отрядам группировки «Джейш аль-Ислам». Утверждается, что США и Саудовская Аравия в настоящее время ведут переговоры по этому поводу. Предполагается, что данная мера позволит остановить возможное продвижение турецких войск в рамках планируемой Анкарой антикурдской операции на северо-востоке Сирии и сохранить Ракку под управлением сил проамериканской коалиции.
Восточный Каламун перешёл под полный контроль Сирийской арабской армии (САА). 38 автобусов с боевиками и членами их семей покинули провинцию Дамаск и отправились на север Сирии. Инженерные подразделения армии САР приступили к работе по зачистке города Рухейба.
26 апреля на западе провинции Даръа продолжились боестолкновения между Сирийской свободной армией (ССА) и присягнувшей на верность «Исламскому государству» группировкой «Джейш Халид Ибн аль-Валид». Против ИГ выступают также отряды «Тахрир аш-Шам».
Как сообщило 27 апреля информационное агентство Anadolu, на территорию провинции Хасака через иракско-сирийскую границу вошла колонна военной техники ВС Франции. Французские военнослужащие прибыли на базу ВС США в городе Рамилан.
Сирийские войска продолжили штурм лагеря палестинских беженцев Ярмук и его окрестностей. Боевики удерживают территорию самого лагеря, районы Шейх-Зази и Хаджар-аль-Асвад. Джихадисты возводят новые инженерные заграждения на основных маршрутах атак войск САР, стремясь ограничить манёвренные возможности штурмовых групп САА и лишить их преимущества в использовании бронетехники.
По данным новостного портала Al Masdar News, подразделения бригады спецназначения «Силы Тигра» будут переброшены из Восточного Каламуна на север провинции Хомс к так называемому Растанскому котлу, где совместно с 11-й бронетанковой дивизией Сирийской арабской армии примут участие в наступлении против группировки «Хайят Тахрир аш-Шам».
29 апреля сирийские правительственные войска, взяв под контроль районы Кадам и Аль-Мадания к югу от Дамаска, продолжили наступление на позиции боевиков «Исламского государства», удерживающих районы Ярмук, Шейх-Зази и Хаджар аль-Асвад. В ходе боёв с «Исламским государством» погиб генерал Акель Али Захир, воевавший на стороне сирийского правительства в составе «Армии освобождения Палестины». Кроме «Армии освобождения Палестины» в штурме Ярмука участвуют и другие палестинские формирования: «Лива аль-Кудс», «Фатх аль-Интифада», «Кават аль-Джалиль» и «Народный фронт по освобождению Палестинского генерал-командования (PFLP-GC)». Правительственные войска под прикрытием российской авиации выбили радикальных исламистов с территории фермы Казия. Ранее САА освободила от ИГ кварталы Аль-Асали и Аль-Джура и район Аль-Кадам.
Радикальные исламисты «Тахрир аш-Шам», дислоцирующиеся в районе лагеря палестинских беженцев Ярмук, согласились сдать позиции в населённых пунктах Ялда, Бабила и Бейт Сахм и вместе со своими семьями уехать в провинцию Идлиб. По сведениям информагентства SANA, взамен пять тысяч мирных жителей шиитских городов Аль-Фуа и Кефрая будут эвакуированы на подконтрольные правительственным силам территории.
Иранская сторона официально подтвердила потерю 18 бойцов Корпуса стражей исламской революции (КСИР) в результате ударов, нанесённых ВВС Израиля в ночь с 29 на 30 апреля по позициям Сирийской арабской армии (САА) в провинции Хама. Израиль отказался комментировать ночной авианалёт на объекты правительственных войск САР.
Сирийские проправительственные силы выбили отряды Сирийских демократических сил из населённых пунктов Хувейджат аль-Маиишия, Шамра аль-Хисан, Аль-Джиа и Джанина на левом берегу Евфрата. Позднее ВВС западной коалиции нанесли удары по этим населённым пунктам.
Группировки вооружённой оппозиции «Хурас ад-Дин» и «Ансар ат-Таухид», действующие на территории Идлиба, объединились в коалицию под названием «Нусра аль-Ислам».
По сообщениям сирийских военных источников, 156 боевиков, базирующихся в окрестностях города Ар-Растан, решили воспользоваться правом на урегулирование своего статуса и сложили оружие.
30 апреля первая партия исламистов антиправительственной коалиции «Тахрир аш-Шам» покинула район к югу от Дамаска и направилась на север Сирии.
Сирийская арабская армия (САА) продолжила стягивать силы в провинцию Хомс в преддверии столкновений с боевиками «Хайят Тахрир аш-Шам». Ранее в Хомс были передислоцированы отряды спецподразделения САА «Силы Тигра». На севере региона был объявлен режим тишины в ожидании переговоров при посредничестве российского Центра по примирению враждующих сторон.
Из заблокированного с 2012 года шиитского города Аль-Фуа выехали первые автобусы с мирными жителями, получившие возможность выехать из города в рамках соглашения между САА и боевиками в южной части Дамаска.

## Май
Основные события
К середине мая впервые с 2011 года сирийская армия взяла под свой контроль дороги, связывающие Дамаск, Алеппо и Хомс. Это стало возможным после того, как сирийские военные ликвидировали так называемый Растанский котёл и закрепились на севере провинции Хомс и юге провинции Хама. Таким образом, официальные власти Сирии полностью взяли под контроль центр страны.
В мае было объявлено о создании коалиции вооружённых группировок оппозиции, действующих в провинциях Алеппо, Идлиб, Латакия и Хама, — Al Jabhat al Watania li Tahrir («Фронт национального освобождения»). В коалицию вошли:
- Faylaq al Sham
- 1st Coastal Division
- 2nd Coastal Division
- Free Idlib Army
- 1st infantry Division
- 2nd Army
- Jaysh al Nukhba
- Jaysh al Nasr
- Liwa Shuhada al Islam (Daraya)
- Liwa al Hourriya
- 23rd Division.

В начале августа к ним присоединились:
- Jabhat Tahrir Souria
- Suqur al Sham
- Jaysh al Ahrar[76].

Хронология по дням
1 мая сотрудникам российского Центра по примирению враждующих сторон удалось достичь мирного соглашения с боевиками, базирующимися в северной части провинции Хомс. Основная часть исламистов из так называемого Растанского котла, пошедших на заключение договорённостей с сирийским правительством, будет вывезена в Идлиб и подконтрольный протурецким радикалам город Джараблус на севере провинции Алеппо. Перед этим боевики должны сдать правительственным войскам САР всё имеющееся у них среднее и тяжёлое вооружение. Те радикалы, которые не замешаны в военных преступлениях против гражданского населения и не являются членами «Джебхат ан-Нусры», могут остаться в регионе и рассчитывать на получение амнистии.
Первые автобусы с боевиками из района Ярмука выехали в направлении Идлиба в соответствии с условиями мирного соглашения с правительством САР. Как сообщалось ранее, сирийские власти согласились организовать вывоз исламистов в обмен на освобождение пяти тысяч мирных жителей из осаждённых шиитских городов Аль-Фуа и Кефрая, расположенных северо-восточнее Идлиба.
В Алеппо прибыла группа мирных жителей, вывезенных с контролируемых боевиками территорий провинции Идлиб, по условиям договорённости, достигнутой между боевиками и Сирийской арабской армией (САА) при посредничестве российского Центра по примирению враждующих сторон. В числе освобождённых гражданских лиц также находились 42 человека, в основном женщины и дети, похищенные боевиками в районе населённого пункта Иштабрак в апреле 2015 года. В ходе резни в Иштабраке погибли и пропали без вести более 110 алавитов.
2 мая сирийская армия приступила к осмотру территорий в районе Бейт Сахм на юго-востоке Дамаска с целью формирования коридора для вывода сил вооружённой оппозиции и создания пунктов сбора боевиков и сдачи оружия. Ранее оппозиционные формирования покинули западные кварталы Ярмука.
В ходе боёв в районе к югу от Дамаска правительственным войскам удалось взять под контроль районы Аль-Алаф и Аль-Бассель северо-западнее Хаджар Аль-Асвада.
3 мая в ходе активных наступательных действий подразделениям САА удалось прорвать оборону джихадистов и сходящимися ударами с востока и запада рассечь анклав «Исламского государства» на две части и создать тем самым два «котла» окружения — Южный Ярмук и Хаджар-аль-Асвад.
В районы Ялда и Баббила прибыло 50 автобусов для вывода из региона боевиков незаконных вооружённых формирований и членов их семей.
По сообщению турецкой газеты Qasioun News, российская военная полиция прибыла в населённые пункты Абу-Дали, Умм-Саридж и Синджар на юге провинции Идлиб. Как предполагают источники издания, в этом районе может быть создан наблюдательный пункт в рамках астанинских соглашений между Россией, Турцией и Ираном, касающихся создания зоны деэскалации «Идлиб». Турецкой стороной вокруг данной зоны уже создано 9 наблюдательных пунктов.
В результате ДТП на трассе Итрия — Ханассер погиб командир проправительственных Сил национальной обороны (NDF) бригадный генерал Хайсам Наиф.
Сообщается, что обстановка в Растанском котле на границе провинций Хомс и Хама остаётся достаточно напряжённой. Вывоз первой партии боевиков, согласившихся на предложение сирийского правительства сдать оружие и выехать на территорию зоны деэскалации «Идлиб» (в том числе из группировки «Джейш ат-Таухид»), был отложен до 7 мая. При этом отряды «Ахрар аш-Шам», «Лива аль-Хакк», «Файлак Хомс» и некоторые другие формирования отказались от сделки с сирийским правительством и обещали продолжить сопротивление правительственным войскам. «Непримиримые» боевики объединились под командованием Юсуфа Хадида в группировку «Джейш аль-Сахаба». По неподтверждённым данным, отказавшиеся от сделки с Дамаском боевики начали готовить позиции в нескольких километрах от Растана. Исламисты переносят оружие и боеприпасы в пещеры, расположенные около населённого пункта Изеддин.
В населённом пункте Хара, расположенном севернее административного центра провинции Даръа, была создана новая группировка в составе «Сирийской свободной армии» — «Ахрар аль-Хара». В неё вошли три «бригады». Первая бригада под командованием Ахмеда аль-Вади была сформирована из батальонов «Абу Обейда бин Джарра», «Мученика Абу Хаммама Хурани» и «Мученика Абу Акрама». Вторая пехотная бригада под командованием Абу Исмаила — из батальонов «Асвад Джабаль», «Сарайя аль-Тахрири» и «Фуросан аль-Малахим». Третья пехотная бригада под командованием Мухаммеда Абу Хамзы — из бригад «Амджад Хуран» и «Лива Аль-Хаг».
После того как южная часть района Хаджар Аль-Асвад перешла под контроль Сирийской арабской армии, войска 5 мая приступили к зачистке его северной части. Подразделениям 105-й бригады удалось занять электростанцию, здание школы, а также несколько строительных блоков. Поддержку правительственным войскам оказывают палестинские военизированные формирования и Национальные силы обороны (NDF). Тем временем 3-я партия из 33 автобусов с боевиками и членами их семей покинула населённые пункты Бабила, Ялда и Бейт-Сахм на юге Дамаска и направилась на север Сирии, в район города Аль-Баб. Исламисты, удерживавшие эти населённые пункты, приняли условия мирного соглашения с властями САР и добровольно сдали свои позиции и оружие.
По имеющейся информации, правительственные силы почти завершили подготовку к открытию стратегической трассы Хама — Хомс. Движение по магистрали будет возобновлено впервые за последние несколько лет. Это позволит САА минимизировать затраты на переброску подразделений в Хаму.
п
По сообщению агентства новостей Al Masdar News, вскоре будет возобновлено движение по ключевой магистрали Дамаск — Хомс, проходящей через территорию оазиса Восточная Гута. Правительственные силы практически завершили ремонт шоссе. Сообщается, что к концу месяца трасса будет открыта.
6 мая в кантон Африн на северо-западе провинции Алеппо прибыла колонна из 42 автобусов с боевиками вооружённой оппозиции и членами их семей, вывезенных из анклава на южной окраине Дамаска. Африн контролируется протурецкими отрядами Сирийской свободной армии (ССА) и «Ахрар аш-Шам».
В связи с согласием большинства лидеров вооружённой оппозиции в Растанском котле сложить оружие и передать контроль над этим регионом сирийскому правительству режим прекращения огня соблюдается, однако ряд наиболее радикально настроенных бандформирований, преимущественно из состава «Джебхат Фатх аш-Шам», не соглашаются на примирение. Отряды, отказавшиеся от перемирия, сосредотачиваются в окрестностях городов Из Ад-Дин и Дейр Фуль, расположенных на севере провинции Хомс вблизи границы с Хамой.
После шести лет вооружённого конфликта в САР вновь открылась магистраль Хама — Хомс. Пока движение по трассе разрешено только для военных колонн правительственных сил. После полного вывода радикалов из Растанского котла и очистки территории от оставленных исламистами взрывных устройств дорога будет снова открыта и для гражданского транспорта.
В Восточной Гуте были обнаружены два массовых захоронения, в которых погребены тела более двухсот человек. Первая могила была найдена недалеко от командного пункта исламистов в городе Дума, другая — в населённом пункте Аш-Шифуния. По предварительным данным, большинство убитых — военнослужащие правительственных сил, казнённые боевиками во время столкновений в 2013 году.
Вторая партия боевиков и членов их семей, эвакуированных из южных районов Дамаска, прибыла к контрольно-пропускному пункту «Абу-Зинден», расположенному вблизи города Аль-Баб. Далее радикалы направятся в сторону населённого пункта Джараблус у сирийско-турецкой границы.
Генеральный штаб ВС Турции опубликовал уточнённые сведения о потерях со стороны курдов за время военной кампании «Оливковая ветвь» — более 4400 человек убитыми.
Западная коалиция, возглавляемая США, продолжает укреплять систему обороны и наращивать группировку сил на своих опорных пунктах, прикрывающих нефтеперерабатывающие заводы на восточном берегу Евфрата. В частности, в восточную часть провинции Дейр-эз-Зор были передислоцированы больше ста военнослужащих ВС Франции.
8 мая Израиль ввёл режим тревоги в районе оккупированных Голанских высот, после чего нанёс ракетный удар по позициям проиранских формирований в районе населённого пункта Аль-Кисва. Обстрел сирийской территории продолжился на следующую ночь, когда снова были атакованы проиранские формирования, но на этот раз в населённом пункте Аль-Баас. За этим последовал ответный ракетный удар проправительственных сирийских сил по позициям израильтян в районе горы Хермон. Всего по позициям ЦАХАЛ было выпущено 20 ракет. В ответ Израиль нанёс ещё один удар — по жилому комплексу Муадамия в районе Дамаска. В результате израильского удара по десяткам иранских объектов в Сирии 10 мая, по данным Сирийской обсерватории по правам человека, базирующейся в Лондоне, погибли 27 человек: шесть сирийцев, 11 иранцев и ещё десять бойцов разных национальностей. Официально сообщалось только о троих..
12 мая было сообщено о том, что сирийские правительственные войска провели широкомасштабную военную операцию «Бадия» по зачистке пустыни в провинции Дейр-эз-Зор от остатков боевиков ИГ, в ходе которой САА восстановила контроль над районами Аль-Файда, Файлат-бен Мовейн и Аль-Тамма.
17 мая боевики «Исламского государства» попытались провести крупномасштабное контрнаступление, атаковав подразделения Сирийской арабской армии в уже освобождённых кварталах Хаджар Аль-Асвада. Нападение было отбито. В ходе столкновений при поддержке бойцов палестинских военизированных формирований военнослужащие правительственных войск уничтожили множество боевиков ИГ, а также захватили большое количество оружия и боеприпасов. 42-я бригада 4-й механизированной дивизии продвинулась и взяла под контроль новые территории.
18 мая на север провинции Алеппо прибыли автобусы, перевозившие последнюю, 9-ю группу боевиков и членов их семей, которые были эвакуированы из Растанского котла на севере Хомса в рамках мирного соглашения с правительством САР. О полном освобождении Растанского котла было объявлено 16 мая. Более 65 населённых пунктов были освобождены от исламистов. Под контроль САА перешла трасса Дамаск — Хомс. После капитуляции всех боевиков в Растанском котле последней неподконтрольной официальному Дамаску территорией в Хомсе является оккупированная США 55-километровая зона в районе пограничного перехода Эт-Танф. Здесь располагается лагерь для беженцев «Рукбан», куда США не пропускают гуманитарные конвои, и американская военная база, где проходят подготовку боевики так называемой «Новой сирийской армии». В эту группировку входят формирования «Усуд аш-Шаркия» («Львы Востока»), «Аш-Шахада аль-Карьятейн» («Мученики Карьятейна») и «Бригады мученика Ахмада аль-Абдо». На вооружении у проамериканских боевиков имеются противотанковые ракетные комплексы и автомобили, оснащённые крупнокалиберными пулемётами.
К 19 мая сирийским правительственным войскам удалось блокировать силы ИГ в 3 районах южных пригородов Дамаска: в кварталах на северо-западе и северо-востоке Хаджар аль-Асвада, а также на юге Ат-Тадамуна.
Территория Растанского котла на севере провинции Хомс и юге провинции Хама полностью перешла под контроль сирийских правительственных войск. Этого удалось добиться путём переговоров при участии российского Центра по примирению враждующих сторон с боевиками вооружённых группировок. Часть из них согласилась сдать своё вооружение и выехать в зону деэскалации «Идлиб», а часть — пройти процедуру нормализации статуса и вернуться к мирной жизни в районах, контролируемых сирийскими властями. Группировка «Лива аль-Таухид», входившая в Сирийскую свободную армию, присоединилась к Сирийской арабской армии. По сведениям информационного агентства Fars News, члены формирования намерены совместно с САА сражаться против радикальных исламистов.
Подразделения российской военной полиции, правительственных войск и сирийской службы безопасности входят в покинутые боевиками населённые пункты. Для обеспечения безопасности и правопорядка российской военной полицией были организованы два поста в населённых пунктах Тель-Биса и Эр-Растан.
ВВС США нанесли удары по позициям правительственных сил САР на востоке провинции Хомс. По сведениям информационного агентства Al-Masdar News, США обеспокоены, что иранские силы, поддерживающие Сирию, якобы могут захватить американскую базу в Эт-Танфе.
Группировка «Сарайя аль-Джихад» взяла на себя ответственность за взрывы, произошедшие на авиабазе в Хаме 18 мая. Ранее рассматривались версии перегрева бомб и резервуаров с топливом из-за жаркой погоды, а также авиаудара израильских ВВС. Однако «Сарайя аль-Джихад» выпустила фотоотчёт с аэродрома во время проведения диверсии и соответствующее заявление. Если верить боевикам, ими были взорваны склады с керосином, склады с бомбами и минами, склады со взрывчаткой, склады ракет «Точка» класса «земля-земля», склады с боеприпасами для РСЗО «Град» и стрелкового оружия. По заявлению «Сарайя аль-Джихад», это привело к гибели более 50 военнослужащих, уничтожению большого количества РСЗО, самолётов, смотровых площадок, казарм и ангаров для самолётов.
В ночь с 19 на 20 мая боевики «Исламского государства» в южных пригородах Дамаска призвали Сирийскую арабскую армию временно прекратить огонь, чтобы обсудить капитуляцию. По сведениям информационного агентства Al-Masadar News, командование правительственных войск САР заключило соглашение с радикальными исламистами, в соответствии с которым ИГИЛовцы сдадут свои позиции в лагере Ярмук и районе Хаджар аль-Асвад и будут перевезены в пустыню на востоке Сирии.
Беженцы из лагеря Ар-Рукбан, находящегося на границе с Иорданией, начали возвращаться в свои дома в населённых пунктах в окрестностях города Ар-Растан на севере провинции Хомс, перешедших под контроль правительственных войск после того, как члены незаконных вооружённых формирований сдались и уехали в провинции Идлиб и Алеппо.
В ночь с 20 на 21 мая в районе Ярмука началась эвакуация боевиков «Исламского государства». Согласно информации новостного портала Al Masdar News, десять автобусов с радикалами ИГ и членами их семей покинули территории на юге Дамаска сегодня ночью. ИГИЛовцев доставляют в пустынный район Бадия Аш-Шам, окружённый Сирийской арабской армией. Дамаск покинуло в общей сложности более 1000 боевиков и около 600 членов их семей.
Элитное подразделение «Тигры» вместе с 4-й механизированной дивизией Сирийской арабской армии получило приказ о передислокации из Хомса на юг Сирии в провинции Даръа и Эль-Кунейтра. Ранее правительственные войска сбросили тысячи листовок к командным пунктам боевиков в Даръа с требованием прекратить сопротивление и добровольно сдать занимаемые позиции.
22 мая сирийское информационное агентство САНА объявило о завершении операции по освобождению от отрядов «Исламского государства» квартала Хаджр-эль-Асвад и соседнего с ним лагеря палестинских беженцев Ярмук на юге Дамаска. Сирийская армия вошла сюда ещё 21 мая, но на окончательную зачистку района потребовались ещё сутки. Битва за Ярмук шла с 20 апреля. С завершением этой операции Дамаск и его пригороды полностью вернулись под контроль властей Сирии. Впервые за последние 7 лет под контроль сирийского правительства взята вся территория провинции Дамаск. Чтобы этого добиться, правительственным войскам потребовалось ликвидировать 13 анклавов боевиков (Восточная Гута, Восточный Каламун, Бейт-Джинн и др.).
30 мая боевики ИГ предприняли масштабное наступление в сирийской провинции Хомс. Террористы попытались прорвать блокаду правительственных сил в районе Бадия и выдвинуться в сторону Пальмиры.

## Июнь
Основные события
Наступление правительственных войск в провинциях Даръа и Эль-Кунейтра
18 июня правительственные войска начали операцию «Базальт» против исламистов на юге провинции Даръа. К началу этой операции под контролем сирийских властей находился весь административный центр провинции за исключением одного пригорода. Территория провинции была поделена между сирийским правительством и вооружённой оппозицией — «Южным фронтом» и Сирийской свободной армией, формирования которых в этом регионе насчитывали около 30 тыс. Там же действовали 2-2,5 тыс. боевиков «Исламского государства», периодически вступавшие в столкновения и с умеренной вооружённой оппозицией. На юге также оставались около 1 тыс. боевиков «Хайят Тахрир аш-Шам».
Операция проводилась в юго-западной зоне деэскалации, примыкающей к границам Израиля и Иордании, которая была создана в 2017 году на базе договорённости между президентом России Владимиром Путиным и президентом США Дональдом Трампом.
Перед началом операции и в ходе её осуществления проводились активные консультации между Россией и Израилем. В ходе переговоров между президентом России Владимиром Путиным и премьер-министром Израиля Биньямином Нетаньяху Россия гарантировала, что в операции примут участие лишь сирийские силы, которые не будут входить в демилитаризованную зону между оккупированными Израилем Голанскими высотами и Сирией, проиранские группировки при этом будут отведены от сирийско-израильской границы и сирийские власти воздержатся от масштабного насилия в освобождённых районах. Взамен Израиль и США согласились не препятствовать возвращению южных районов Сирии под контроль официальных сирийских властей.
В начале июня стало известно о проникновении боевиков «Исламского государства» в пустынные районы провинции Эс-Сувейда. По мнению многих военных экспертов, боевики прибыли из района так называемой зоны безопасности на юге провинции Хомс, контролируемой подразделениями армии США, дислоцирующимися на военной базе Эт-Танф.
Хронология по дням
4 июня в ходе встречи главы МИД Турции Мевлюта Чавушоглу и госсекретаря США Майка Помпео была одобрена «дорожная карта» по Манбиджу. Она предусматривала совместное патрулирование турецкими и американскими войсками этого региона, а также полный вывод курдских вооружённых формирований — «Отрядов народной самообороны» (YPG) — из северо-восточной части провинции Алеппо (район Манбиджа) за Евфрат в срок до конца июля. 5 июня Чавушоглу заявил, что, перед тем как покинуть Манбидж, курды сдадут оружие, которое они получили от США для борьбы против «Исламского государства».
6 июня в заявлении YPG, распространённом курдским агентством Firat, было сообщено, что военные советники из состава курдских «Отрядов народной самообороны» покинули Манбидж в соответствии с договорённостью между Турцией и США, достигнутой 4 июня. Согласно тексту заявления, эти военные советники и инструкторы находились в регионе «по просьбе Военного совета Манбиджа» и по согласованию с международной коалицией (возглавляемой США) с августа 2016 года, после завершения военной кампании по освобождению района Манбидж от формирований ИГ (1 июня — 15 августа 2016 года).
11 июня сирийские войска при поддержке российских ВКС предотвратили на юге провинции Хомс попытку прорыва боевиков, которые пытались прорваться из района Эт-Танф в направлении Пальмиры. Пять боевиков, пикап и один мотоцикл уничтожены. Оставшиеся в живых экстремисты отступили назад в сторону Эт-Танфа.
18 июня правительственные войска начали операцию «Базальт» против исламистов на юге провинции Даръа.
Правительственная армия также развернула наступление на позиции боевиков в провинции Эль-Кунейтра.
21 июня, как сообщили в российском Центре по примирению враждующих сторон, крупная группировка «Сирийской свободной армии» в южной зоне деэскалации перешла на сторону сирийского правительства. Такое решение принял лидер группировки «Таджамауа аль-Вият аль-Умари» Важди абу Слес. Абу Слес заявил, что находящиеся под контролем его группировки населённые пункты Дейр-Дама, Аш-Шиях и часть города Джаддаль (провинция Даръа) переходят под управление сирийских властей, а возглавляемая им группировка будет бороться с террористами из организаций «Джебхат ан-Нусра» и «Исламское государство». К вечеру 22 июня подразделения сирийских правительственных войск вошли в населённые пункты Дама и Аш-Шиях.
В ночь на 23 июня боевики организации «Хайят Тахрир аш-Шам» совершили нападение на формирования «Сирийской свободной армии», которые пошли на соглашение с правительством. Нападение было отражено с помощью подразделений 9-й бронетанковой дивизии, дислоцированной в районе населённых пунктов Дама и Дейр-Дама.
25 июня официальные представители Демократических сил Сирии (SDF) заявили, что провинция Хасака полностью освобождена от террористов «Исламского государства».
26 июня САА прорвала оборону боевиков в Дараа и освободила город Бусра аль-Харир.
27 июня Армия САР начала военную операцию в оккупированной части города Даръа.
28 июня САА освободила от боевиков ряд поселений провинции Даръа. ВКС РФ наносят удары по позициям радикальных исламистов в окрестностях населённого пункта Нава на западе провинции Даръа. Под прикрытием российской авиации сирийская армия продолжает своё продвижение в регионе.
29 июня САА освободила от ИГ ряд территорий Дейр-эз-Зора. В Даръа более 600 боевиков сдали оружие.
30 июня Поступают сведения о том, что боевики «Джебхат Фатх Аш-Шам» не прекращают вести огонь по городу Даръа. Боевики, занимающие территории квартала Даръа Аль-Балад и населённого пункта Ан-Наима, обстреливают позиции Сирийской арабской армии (САА), а также дома мирных жителей. По данным военного источника в сети Twitter (SyriawatanNews), правительственные силы были вынуждены открыть ответный огонь. Тем временем Twitter-канал (fadihussein8) передаёт, что вслед за населённым пунктом Аль-Джиза, расположенным на востоке Даръа, под контроль сил САР также перешла деревня Кахиль.
Стало известно, что некоторые радикалы антиправительственных формирований, не согласные на примирение с правительством САР, бегут на юго-запад провинции — на территории, оккупированные членами организации «Джейш Халид ибн Аль-Валид», присягнувшей на верность «Исламскому государству». Местные источники полагают, что беглецы, вероятно, причастны к совершению военных преступлений, вследствие чего не имеют возможности урегулировать свой правовой статус.
Оппозиционные СМИ заявляют о том, что отряды альянса «Тахрир аш-Шам» полностью зачистили район населённого пункта Сармин от так называемых «спящих ячеек» «Исламского государства». Сразу же после публикации данного сообщения появились данные о том, что на окраинах города были обнаружены тела восьми боевиков «Хайи», казнённых террористами ИГ, о чём передаёт интернет-портал Jisr TV. Это может свидетельствовать о том, что члены подпольно действующих групп ИГ все ещё присутствуют на данных территориях.

## Июль
Основные события
17 июля на российско-американском саммите в Хельсинки Владимир Путин и Дональд Трамп обсудили ряд вопросов, касающихся ситуации в Сирии и, в частности, пришли к взаимопониманию по проблеме обеспечения безопасности Израиля в связи с присутствием на сирийской территории иранских вооружённых формирований. Путин отметил на пресс-конференции по окончании саммита, что после «завершения окончательного разгрома террористов на юго-западе Сирии… ситуация на Голанских высотах должна быть приведена в полное соответствие с соглашением 1974 года о разъединении израильских и сирийских войск… Это позволит … восстановить режим прекращения огня между Сирийской Арабской Республикой и Израилем, надёжно обеспечить безопасность государства Израиль». США, со своей стороны, обязались не препятствовать установлению контроля сирийской армии над территорией Сирии, прилегающей к оккупированным Израилем Голанским высотам.
Сирийская армия и проправительственные формирования продолжили наступление в провинциях Даръа и Эль-Кунейтра в рамках операции «Базальт».
К середине июля при помощи российских военных из Центра по примирению враждующих сторон в Сирии было достигнуто соглашение о примирении между сирийской армией и вооружённой оппозицией в административном центре провинции Даръа, а неделей позже — в провинции Эль-Кунейтра. Соглашения соответствуют традиционной схеме: члены вооружённых группировок после сдачи тяжёлого и среднего оружия могут вместе с семьями уехать в провинцию Идлиб или остаться в родных местах, пройдя процедуру проверки. Часть бывших боевиков присоединилась к сирийской армии, продолжающей наступление на районы, удерживаемые антиправительственной группировкой «Джейш Халид ибн Аль-Валид», связанной с «Исламским государством». Часть боевиков, наоборот, перешла на сторону ИГ.
В ночь на 22 июля с помощью израильских военных через оккупированные Голанские высоты и территорию Израиля были эвакуированы в Иорданию активисты неправительственной организации «Сирийская гражданская оборона» («Белые каски») и члены их семей. Ожидается, что эвакуированные получат возможность проживания в разных странах, в том числе в Канаде, Великобритании и Германии.
Началась совместная российско-французская операция по оказанию гуманитарной помощи сирийскому народу.
Потеря «Исламским государством» почти всех ранее контролировавшихся территорий в Сирии вынудила его лидеров активизировать свои действия на территории провинции Идлиб и развернуть партизанские действия с целью расширения своего влияния. Здесь им противостоят конкуренты из «Хайят Тахрир аш-Шам» — альянса, сформированного вокруг бывшей «Джебхат ан-Нусра». В течение последних месяцев Идлиб стал эпицентром междоусобных столкновений, в которых задействованы сторонники ИГ, ХТШ и «умеренных» оппозиционных группировок. Как ожидается, в ближайшее время ситуация обострится ещё больше.
В конце июля сирийская армия завершила военную операцию на юго-западе Сирии и полностью вернула этот район под свой контроль. Операция продолжалась около 40 дней. Значительную часть времени заняло достижение договорённостей с сирийской вооружённой оппозицией, большинство отрядов которой согласились сдать среднее и тяжёлое вооружение и присоединиться к сирийской армии для борьбы с боевиками «Исламского государства» и «Джебхат ан-Нусры» на своих территориях. Основную роль в достижении этих договорённостей сыграли российские военные. Россия также выступила гарантом того, что проиранские формирования будут отведены от сирийско-израильской границы, а сирийские войска не войдут в демилитаризованную зону между Израилем и Сирией. На этих условиях Израиль и США пообещали не препятствовать операции сирийских войск. По словам спецпредставителя президента РФ Александра Лаврентьева, проиранские формирования были отведены от линии разграничения с Израилем на Голанских высотах на расстояние не менее 85 км.
Хронология по дням
1 июля в результате переговоров между боевиками «Сирийской свободной армии» (ССА) и правительством САР, проведённых при посредничестве представителей российского Центра по примирению враждующих сторон в городе Босра Аш-Шам, исламисты приняли условия сирийских властей, начался процесс передачи оружия. Тем временем при содействии российских военных в населённом пункте Дейр Дама был создан гуманитарный коридор для доставки гуманитарной помощи местным жителям.
К 4 июля анклав боевиков на юго-западе провинции Даръа фактически был разделён правительственными войсками на четыре части:
- города, расположенные к западу от города Босра Аш-Шам, — Маараба, Гасем, Хараба и Джбеб; боевики на этой территории согласились на перемирие, но переговоры ещё ведутся;
- юг и восток провинции, где наступающим подразделениям «Сил Тигра» оказывают сопротивление непримиримые боевики «Буньян-Марсус»;
- «карман» к югу от населённого пункта Тафас, где кроме группировок «Сирийской свободной армии» действуют и террористы «Джейш Халид ибн Аль-Валид»;
- запад Даръа и часть соседней провинции Эль-Кунейтра, где боевики сосредоточились на обороне населённого пункта Шейх-Саад.

Части Сирийской арабской армии (САА) во главе с «Силами Тигра» и Республиканской гвардией продолжили попытки прорыва обороны боевиков в районе города Ат-Тайба. После того как «Сирийская свободная армия» (ССА) отказалась сложить оружие, правительственные подразделения активизировали атаки на опорные пункты исламистов. Операция правительственных войск разворачивалась при поддержке российских ВКС.
По сведениям агентства новостей Al Masdar News, силы САР мобилизовали дополнительные подразделения в преддверии грядущих столкновений с отрядами «Сирийской свободной армии» (ССА) у контрольно-пропускного пункта «Насиб» на границе с Иорданией.
Стало известно, что под контроль правительственных войск перешёл город Сайда. Значительную поддержку САА оказали сирийские ВВС и российские ВКС, которые нанесли серьёзный урон обороне противника.
Сообщается, что за время операции в Даръа под контроль правительственных сил перешло большое количество оружия, боеприпасов и военной техники, в том числе американские противотанковые ракетные комплексы, оборудование для связи, самодельные взрывные устройства и бронетранспортёры. Боевики вооружённой оппозиции, принявшие условия мирного соглашения с властями САР, передали все своё оружие САА.
6 июля сирийская армия выбила боевиков группировок вооружённой оппозиции из города Ан-Наим, территорий ферм Аш-Шаръа и ещё ряда позиций в этом районе. В перестрелках на западе провинции Даръа бойцы правительственных сил ликвидировали семь радикальных исламистов, ещё 30 боевиков получили ранения. Также сообщается, что в боях недалеко от города Ан-Наим нейтрализован один из командиров «Сирийской свободной армии» (ССА).
Сирийская арабская армия (САА) при поддержке союзников освободила от боевиков пограничный переход Насиб и ещё ряд стратегически важных территорий провинции.
Правительственные войска САР ведут артиллерийский обстрел позиций радикальных исламистов в окрестностях населённого пункта Бадама. Сирийская арабская армия атакует укрепрайоны «Тахрир аш-Шам» недалеко от Джиср аш-Шугура. По опорным пунктам «Ан-Нусры» на юге провинции Идлиб также бьют ВКС РФ.
7 июля командование сирийской армии при поддержке специалистов российского Центра по примирению враждующих сторон в САР достигли договорённостей с представителями вооружённых группировок о прекращении боевых действий в провинции Даръа.
8 июля боевики «Тахрир аш-Шам» предприняли новую попытку атаковать расположения правительственных сил САР в районе города Аль-Баас провинции Эль-Кунейтра. Сирийская арабская армия (САА) отбила нападение радикальных исламистов. В результате столкновения бойцы армии САР ликвидировали несколько членов подконтрольного «Джебхат ан-Нусре» формирования.
В Даръа близится начало битвы за административный центр региона. Часть подразделений Сирийской арабской армии (САА) была передислоцирована в Даръа. Вслед за военнослужащими 4-й дивизии САА в город прибудут солдаты сил «Тигра» и Республиканской гвардии САР. Отмечается, что после освобождения пограничного перехода «Насиб» и города Босры Аш-Шам под контролем правительственных сил находится около 95 процентов территорий провинции. Накануне силы САР заняли территории «Насиба» на границе с Иорданией и город Ан-Наим. К «Насибу» были также переброшены дополнительные части САА, чтобы обеспечить безопасность этого района.
По сообщениям, боевики «Сирийской свободной армии» (ССА), занимающие территории на западе региона, приняли условия мирного соглашения с правительством САР. По предварительным данным, радикалы из населённых пунктов Инхиль, Нава, Джассим, Нимр и Аль-Харра перешли на сторону САА.
Как передаёт информационный портал Al Masdar News, в состав нового оппозиционного объединения «Джейш Джануб» вошли 11 небольших исламистских группировок северо-западных районов провинции Даръа.
9 июля Сирийская арабская армия (САА) продолжила подготовку к зачистке юго-восточных районов города Даръа, удерживаемых исламистами. Под контроль правительственных подразделений перешёл город Хараб аш-Шахм к северо-западу от города Даръа, а также пограничные заставы на границе с Иорданией. Таким образом САА полностью окружила исламистов, контролирующих юго-восточные районы Даръа. Во второй половине дня боевики лишились населённых пунктов Таль Шихаб и Зайзун, расположенных восточнее линии соприкосновения сил с группировкой «Джейш Халид ибн Аль-Валид». Боевики, базировавшиеся в поселениях Кафр Шамс, Самлин, Кафр Насидж и Акраба, сложили оружие.
По сообщению информационного портала Al Manar News, Сирийские демократические силы в провинции Хасака получили новую крупную партию американской военной техники, оружия и боеприпасов через КПП «Сималка» на границе с Ираком.
В ночь с 9 на 10 июля был нанесён ракетный удар по военной базе Сирийской арабской армии «Тифор» («Т-4») к востоку от Хомса. Сирийские источники утверждают, что удар был нанесён израильскими вооружёнными силами. Представители Армии обороны Израиля отказались комментировать нападение.
10 июля в районе Зайзун (провинция Даръа) было совершено нападение на правительственные войска с использованием заминированного автомобиля. Ответственность за нападение взяла на себя группировка «Джейш Халид ибн Аль-Валид». По сообщениям антиправительственных источников, в результате нападения погибло 35 российских и сирийских военнослужащих. Минобороны РФ опровергло данную информацию.
11 июля сирийские правительственные войска начали широкомасштабную операцию против отрядов «Исламского государства» на западе провинции Даръа. Под контроль правительственных сил перешёл населённый пункт Джалин. Боевики, базировавшиеся в городе Тафас, сдали свои позиции сирийской армии. К перемирию присоединились группировки, действовавшие в районе Даръа аль-Балад.
В ответ на нападения джихадистов на позиции САА в горных районах Латакии ВКС РФ нанесли массированные удары по местам скопления террористов «Джебхат ан-Нусры» в районе границы провинций Идлиб и Латакия.
По сообщениям СМИ, Демократические силы Сирии (SDF) заключили соглашение о передаче под контроль САА ряда территорий провинции Хасака. Утром 12 июля над учреждениями в городе Камышлы, административном центре провинции, были подняты государственные флаги Сирийской Арабской Республики. Также сообщалось, что правительственные силы развернули в окрестностях города пункты мониторинга и укрепляют свои позиции.
12 июля большая колонна САА и Национальных сил обороны Сирии с территории провинции Даръа выдвинулась в сторону Эль-Кунейтры в рамках подготовки к удару по боевикам, занимающим южную часть Эль-Кунейтры, недалеко от Голанских высот, оккупированных Израилем. Предполагается, что группировка сирийских войск будет увеличена благодаря тому, что бои правительственных войск в Даръа близятся к завершению.
В ответ на продвижение САА Израиль вновь нанёс удары по укрепрайонам сирийских правительственных сил на севере Даръа, а также на границе между Эль-Кунейтрой и Даръа. В районе населённого пункта Хадер были уничтожены три аванпоста САА. Представители ЦАХАЛ утверждают, что удар был нанесён в ответ на вылет разведывательного беспилотника, сбитого Израилем в районе Голанских высот.
По сообщению информационного портала Al Masdar News, достигнута договорённость о прекращении огня в кварталах Даръа Аль-Балад, Аль-Маншия и Тарик Ас-Сад административного центра провинции Даръа. К вечеру 9 июля правительственные подразделения завершили окружение радикалов в этом районе. Согласно сообщениям, боевики из населённого пункта Ядуда к северо-западу от Даръа также согласились на перемирие и сдачу оружия. На ранее освобождённых территориях на сирийско-иорданской границе продолжаются работы по обезвреживанию мин и самодельных взрывных устройств. После разминирования территорий здесь будут развёрнуты сирийские пограничные войска.
Отряды «Сирийской свободной армии», дислоцирующиеся в городе Хейт (провинция Даръа), перешли на сторону группировки «Джейш Халид ибн Аль-Валид», аффилированной с ИГ.
Официальный представитель МИД России Мария Захарова заявила, что власти Сирии «восстановили контроль над государственной границей с Иорданией, обеспечив возможность открытия движения по международной автомагистрали». По её словам, операция правительственных сил по очистке от террористов и боевиков провинций Даръа и Эль-Кунейтра вступает в завершающую стадию, причём провинция Даръа, находившаяся под контролем оппозиции с 2011 года, освобождена практически полностью. Сирийские власти и оппозиционные группировки в провинции Даръа достигли договорённости о сложении оружия, предусматривающей сдачу группировками среднего и тяжёлого вооружения и начало урегулирования правового статуса тех, кто согласился прекратить участие в военных действиях. Кроме того, власти Сирии гарантировали выезд в провинцию Идлиб, которая остаётся под властью исламистов, для боевиков, которые не поддерживают сложения оружия. По данным телеканала «Аль-Арабия», правительственные силы контролируют около 80 % территории Даръа, в то время как 15 % находится под контролем оппозиции, связанной с «Исламским государством».
13 июля на главной площади города Даръа был поднят сирийский флаг. Ожидается, что далее сирийская армия приступит к зачистке западной части провинции. Сирийская арабская армия (САА) взяла под контроль холмы Телль-Антар и Телль Аль-Аллакия, расположенные на подступах к городу Кафр Шамс.
14 июля под контроль Сирийской арабской армии перешёл ещё ряд территорий провинции Даръа — населённые пункты Телль аль-Харра, Хирбет Ас-Сурая и высоты, расположенные в его окрестностях. САА освободила от радикалов все возвышенности в районе поселения Инхиль. Всё своё вооружение сдали исламисты в поселениях Джасим и Инхиль и в районе Даръа Аль-Балад. Бригады САА начали разбирать укрепления, освобождая дорогу между административным центром провинции Даръа и населённым пунктом Аль-Ядуда.
15 июля в провинцию Даръа прибыла первая партия автобусов для депортации сложивших оружие боевиков на север Сирии. Провинцию покинет около 1500 исламистов. К вечеру из региона выехали первые 400 человек.
Правительственные войска освободили от исламистов населённый пункт Масхара на юго-западе провинции Эль-Кунейтра.
16 июля израильские ВВС нанесли удар по опорным пунктам иранского ополчения «Ливаа аль-Кудс» в районе авиабазы «Аль-Найраб» в восточной части Алеппо.
Курдские источники заявили о завершении эвакуации курдских Отрядов народной самообороны (YPG) из района Манбиджа, согласно мирной договорённости, достигнутой между представителями Турции и США. Эвакуация продолжалась с 4 по 16 июля. В городе, однако, остались члены Военного совета Манбиджа, что вызывает у Турции беспокойство. На турецких интернет-порталах обвиняют США в том, что они позволили большинству боевиков YPG беспрепятственно перейти в ряды Военного совета и остаться в Манбидже.
На западе провинции Даръа продолжились бои между правительственными подразделениями и отрядами альянса «Хайят Тахрир Аш-Шам». При поддержке ВВС Сирии и ВКС России правительственным силам удалось освободить населённые пункты Ат-Тайха, Симлин, Умм Аль-Асаудж, Аль-Джадира, Хирбет Аль-Мулайха, Кафр Насидж и Таль Хамад, занять стратегическую высоту Телль Аль-Харра, а также окраины одноимённого населённого пункта.
Сирийские демократические силы (SDF) при поддержке ВВС международной коалиции во главе с США продолжили операцию по захвату восточной части провинции Дейр-эз-Зор. Согласно курдским источникам, наступление против боевиков «Исламского государства» ведётся в районе города Ас-Сувар, крупнейшего населённого пункта на реке Хабур.
17 июля продолжилось широкомасштабное наступление правительственных войск на юго-западе Сирии. Под их контроль перешли населённые пункты Аль-Маль и Акраба. Боевики также покинули города Намар и Джасим. В удерживаемых исламистами населённых пунктах продолжились мирные демонстрации в поддержку правительственных сил.
Шиитские анклавы Аль-Фуа и Кефрайя в провинции Идлиб, осаждённые с 2012 года, подверглись очередным обстрелам. Достигнута договорённость между правительством и боевиками «Тахрир аш-Шам», осаждающими города, об эвакуации населения Аль-Фуа и Кефрайи в обмен на освобождение 1500 членов антиправительственных группировок из сирийских тюрем.
18 июля началась эвакуация населения из шиитских анклавов Аль-Фуа и Кефрайи в безопасные районы провинции Алеппо, находящиеся под контролем правительственных войск.
На востоке провинции Дейр-эз-Зор продолжились столкновения между боевиками «Исламского государства» и отрядами «Демократических сил Сирии» за контроль над нефтяными месторождениями. Ранее поступала информация о том, что боевики ИГ выбили отряды СДС с месторождений «Сайяд», «Дахаш» и «Сабан». Для противодействия ИГ курдские вооружённые формирования усилили свою группировку в районе крупнейшего в Сирии нефтяного месторождения «Аль-Омар».
По сообщению информационного агентства Al-Masdar News, 19 июля боевики, базирующиеся в поселениях провинции Эль-Кунейтра, согласились сдать позиции Сирийской арабской армии. В соответствии с соглашением, заключённым между правительственными войсками и повстанцами, под контроль САА перейдёт вся территория региона, включая его административный центр. Исламисты «Тахрир аш-Шам», не принявшие условий перемирия, смогут беспрепятственно переместиться в провинцию Идлиб.
В ночь на 20 июля последняя партия мирных жителей и бойцов проправительственных формирований выехала из городов Аль-Фуа и Кефрайя, покинула провинцию Идлиб и направилась на юг провинции Алеппо. Всего из заблокированных городов было вывезено свыше 6 тыс. мирных жителей и бойцов проправительственных формирований (Национальных сил обороны (NDF) и ливанской «Хезболлы»), которые осуществляли защиту поселений от боевиков «Тахрир аш-Шам» в течение трёх лет.
По сообщению армии Израиля, в ночь на 22 июля израильские военные по просьбе США, Канады и ряда европейских стран эвакуировали из южных районов Сирии активистов неправительственной организации «Сирийская гражданская оборона» («Белые каски») и членов их семей в связи с «угрозой их жизни» и перевезли их в Иорданию. Первоначально речь шла об эвакуации 827 человек, однако, как заявил МИД Иордании, в страну прибыли 422 активиста и члены их семей. Иордания предварительно потребовала гарантии того, что эвакуируемые не останутся на её территории. Лишь после того, как Великобритания, Германия и Канада взяли на себя юридические обязательства в течение трёх месяцев забрать к себе активистов «Белых касок» и их семьи, правительство Иордании согласилось на эту операцию. В достижении договорённостей активно участвовали США.
По поступающим сообщениям, в результате переговоров между руководством Сирийских демократических сил и сирийским правительством достигнута предварительная договорённость о вхождении курдских отрядов YPG в состав вооружённых сил Сирии. В рамках нормализации отношений с сирийскими властями курды передали под контроль сирийских войск несколько районов города Камышлы и провинции Хасака. В провинции Алеппо курдские формирования передали под контроль сирийских властей плотину Тишрин, дамбу и ГЭС в Табке. Сирийские инженеры приступили к ремонту гидросооружений и намерены вскоре ввести их в строй. Тем временем политическое крыло СДС намерено открыть свои офисы в нескольких провинциях Сирии — Латакия, Дамаск, Хама и Хомс.
Военно-транспортный самолёт ВКС России в рамках совместных действий по оказанию гуманитарной помощи сирийскому народу доставил в Сирию из Франции 44 т гуманитарных грузов, в том числе лекарства, одежду, медицинское оборудование и предметы первой необходимости.
По сообщению информированного источника, четыре высокопоставленных командира «Сирийской свободной армии» (группировки «Лива Фурсан аль-Джулан», «Саифа аль-Шам», «Джейш Аль-Абабиль») бежали на территорию Израиля из юго-западного района Сирии. Как предполагает информационный портал South Front, они, по всей видимости, были эвакуированы израильской разведкой, чтобы не допустить их попадания в плен к сирийской правительственной армии.
На западе провинции Алеппо между повстанцами и правительственными силами достигнута договорённость об открытии шоссе Идлиб — Баб аль-Хава, которое не функционировало около 3 лет. Это стало возможным после эвакуации жителей городов Аль-Фуа и Кефрайя. Также был открыт перекрёсток между контролируемым боевиками городом Аль-Мансура и районом Новый Алеппо, находящимся под контролем войск САР. Город Аль-Мансура управляется Сирийским фронтом освобождения, который был создан путём слияния группировок «Ахрар аш-Шам» и «Харакат Нур ад Дин аз-Зинки».
Как сообщила 21 июля сирийская проправительственная газета «Аль Ватан», Военный совет и городские власти Манбиджа после ухода курдских Отрядов народной самообороны намерены передать его под контроль сирийской армии, чтобы не допустить полного вытеснения турецкой армией курдов из этого района, как это произошло в Африне. Военный совет Манбиджа не подтвердил, но и не опроверг это сообщение. Манбидж был освобождён от отрядов ИГ в 2016 году «Сирийскими демократическими силами» и с тех пор находится под контролем курдов. В июле 2018 года по настоянию США из Манбиджа были выведены курдские подразделения YPG. Анклав по периметру патрулируется военнослужащими США, Франции и Турции.
В провинции Идлиб убит лидер «Ахрар аш-Шам», гражданин Египта Абу Хамс аль-Масри.
Как сообщается, часть боевиков, капитулировавших в провинции Кунейтра, воспользовались соглашением о перемирии и встали на сторону правительственных войск, продолжающих противостояние с подконтрольной «Исламскому государству» группировкой «Джейш Халид ибн Аль-Валид», сменившей своё название на «Вилайят Хуран». В частности, к правительственным войскам, действующим при поддержке российских ВКС в долине реки Ярмук, примкнули повстанцы из формирований «Джейш аль-Тувар», «Шабаб аль-Сунна» и «Военного совета Кунейтры».
Перешедшие к партизанским методам действий курдские вооружённые формирования (YPG) на севере провинции Алеппо (кантон Африн, оккупированный турецкими войсками и их союзниками из Свободной сирийской армии) активизировали диверсионно-террористическую деятельность против командиров протурецких формирований, объявив о начале операции «Оливковый гнев» (Wrath of Olive).
По сообщению новостного портала Al Masdar News, правительственные силы после завершения военной операции «Базальт» на юге Сирии готовятся к началу нового наступления на северо-западе Сирии (северная часть провинции Латакия и запад Идлиба) против активизировавшихся в этом районе боевиков вооружённой оппозиции. В этом наступлении планируется задействовать спецподразделение САА «Силы Тигра», а также 4-ю бронетанковую дивизию.
24 июля в районе Голанских высот израильская ПВО сбила сирийский самолёт Су-22, наносивший удары по укреплениям отрядов группировки «Джейш Халид ибн Аль-Валид». Лётчик погиб.
По сообщению Euphrates Post, в ходе переговоров между курдами и лидерами арабских племён Заевфратья в городе Ат-Табка была достигнута договорённость о выводе отрядов СДС из госучреждений и предприятий, а также о создании в городе «безопасного квартала», в котором планируется разместить органы законной власти САР. Часть отрядов СДС уже выведена из города. Тем временем в город прибыла колонна американской и французской военной техники.
25 июля террористы ИГ осуществили несколько взрывов в административном центре провинции Эс-Сувейда, в результате которых погибло более двухсот человек и порядка ста пятидесяти жителей получили ранения. Силам безопасности удалось схватить ещё трёх боевиков, собиравшихся провести теракты. После короткого разбирательства джихадисты были публично казнены. Использовав теракты как отвлекающий манёвр, ИГИЛовцы крупными силами перешли в наступление на севере и востоке провинции Эс-Сувейда. Террористы атаковали немногочисленные подразделения правительственных войск и Национальных сил обороны и ворвались в друзские селения Дома и Аль-Матуна. Правительственные силы в ходе этой вылазки понесли серьёзные потери (около ста пятидесяти бойцов были убиты, более двадцати захвачены в плен). Им на помощь, однако, пришли бойцы местного племенного ополчения и взрослые мужчины соседних деревень, не желающие повторения событий начала июля, когда ИГИЛовцы, захватив несколько местных селений, расправились с жителями за поддержку сирийских властей. Отразив при поддержке сирийских ВВС последовавшие удары и уничтожив до 75 террористов, проправительственные отряды 26 июля перешли в контрнаступление и освободили несколько населённых пунктов, захваченных ИГИЛовцами ранее. В качестве мести за поражение террористы вывезли более 20 пленных сирийских солдат в пустыню и устроили массовую казнь, отрезав им головы. Террористы опубликовали на своих сайтах фотографии 14 друзских женщин и девушек, захваченных в Сувейде. От родственников потребовали выкуп — в противном случае террористы угрожают сжечь захваченных живьём.
На территории провинций Даръа и Эль-Кунейтра правительственные силы продолжили наступление, освободив ряд населённых пунктов, включая город Джиллин.
«Сирийские демократические силы» на восточном берегу Евфрата в провинции Дейр-эз-Зор также продолжили наступление на отряды ИГ, расширив контроль над сирийско-иракской границей.
Как сообщил 26 июля руководитель российского Центра по примирению враждующих сторон в Сирии генерал-майор А. Цыганков, «Хайят Тахрир аш-Шам», «Исламская партия Туркестана» и «Джабхат Тахрир Сурия» создали оперативный штаб для подготовки масштабного наступления в провинции Алеппо и на севере провинции Латакия. По данным воздушной и наземной разведки, многочисленные группы боевиков сосредоточились в горных районах северной Латакии, долине Аль-Габ, на границе провинций Хама и Идлиб и в районах к западу от Алеппо. Российские ВКС нанесли превентивные удары по скоплениям боевиков.
Практически вся территория провинции Эль-Кунейтра перешла под контроль правительственных войск. Вначале формирования «Свободной сирийской армии» сдали подразделениям «Сил Тигра» город Хамидия, перейдя в город Аль-Самдания, откуда была организована эвакуация боевиков в Идлиб. Затем правительственные войска заняли административный центр провинции, над которым были подняты сирийские флаги. Под контроль сирийских войск также перешёл город Аль-Кахтания. Многие боевики приняли решение остаться в родных местах и присоединились к сирийской армии — в частности, формирования «Джуббатха аль-Хашаб», «Аль-Чуррия» и др. На эвакуацию в Идлиб дали согласие лишь 25 человек.
В городе Нава (провинция Даръа) практически все боевики, сдав тяжёлое и среднее вооружение, вступили в ряды САА. В Идлиб согласилось уехать лишь 75 человек.
28 июля около 800 перемещённых лиц вернулись в район города Бейт Джинн юго-восточнее Дамаска.
Ещё одна партия перемещённых лиц — около 1200 человек — готовится вернуться на территорию Сирийской Арабской Республики (район Западный Каламун) из Ливана.
Боевики ИГ, потерявшие за предыдущие несколько дней более половины остававшейся территории своего анклава на юго-западе Сирии, продолжали ожесточённое сопротивление, прежде всего в районе городов Нафия и Аш-Шаджара, активно применяя заминированные автомобили и смертников для нанесения как можно большего урона Сирийской арабской армии. Тем не менее, многие полевые командиры уже готовятся к выводу своих отрядов на территорию соседней Иордании.
В ходе переговоров между сирийскими властями и делегацией Высшего курдского совета (временного правительства Сирийского Курдистана), которую возглавлял Ильхам Ахмед, стороны договорились о формировании «дорожной карты» по урегулированию ситуации в городе Ракка и провинции Хасака.
30 июля правительственные войска на юго-западе провинции Даръа после занятия города Абадин перешли к штурму Аш-Шаджары — последнего бастиона ИГ в этом районе. В наземной операции приняли участие перешедшие на сторону правительства «умеренные» повстанцы, прикрывавшие танки 4-й механизированной дивизии. С воздуха наступающих прикрывали лишь ВКС РФ. Гибель Абу Валида аль-Масри, эмира Шаджары, привела к дезорганизации и панике среди боевиков. При освобождении города Шаджара бойцам 4-й механизированной дивизии сдались более 200 боевиков группировки «Джейш Халид ибн аль-Валид». В ходе дальнейшего наступления сирийские военные в деревне Аль-Кусайр окружили и заставили сдаться ещё 70 джихадистов.
31 июля подразделения 4-й механизированной дивизии, «Силы Тигра» и «умеренные» повстанцы из «Свободной сирийской армии», перешедшие на сторону правительства, завершили наступательную операцию на юго-западе провинции Даръа в бассейне реки Ярмук. Заняв границу с Израилем, они нанесли удар по последним населённым пунктам, остававшимся под контролем группировки «Джейш Халид ибн аль-Валид», после чего небольшие группы террористов были вынуждены отступить в горный массив на границе с Иорданией. В результате операции правительственные войска впервые за семь лет взяли под контроль провинцию Даръа. В ходе зачистки деревни Хайт бывшие повстанцы захватили лидера группировки «Джейш Халид ибн аль-Валид» Абу аль-Мизанна, который сдался вместе со своими подчинёнными. Предполагают, что захваченных в плен джихадистов используют для обмена на похищенных ИГИЛовцами женщин.

## Август
Основные события
В конце июля Анкару посетил начальник генерального штаба ВС РФ, который обсудил с представителями министерства обороны Турции вопросы борьбы с терроризмом на севере Сирии, после чего в Анкаре прошло совещание лидеров «умеренных» вооружённых группировок. По итогам этих двух встреч было объявлено о создании новой повстанческой коалиции NLF (Национальный фронт освобождения), декларирующей своей целью борьбу с джихадистской группировкой «Хайят Тахрир аш-Шам» (ХТШ), сформированной на базе «Джебхат ан-Нусра», и её союзниками. В состав NLF вошли коалиция «Джебхат Тахрир Сурия» (включает «Ахрар аш-Шам» и «Харакат Нуреддин аз-Зинки»), группировки «Лива Сукур аш-Шам», «Джейш аль-Ахрар» и «Джебхат аш-Шам». Со своей стороны, джихадистские формирования, примкнувшие к ХТШ, объявили в конце июля о создании объединённого оперативного командования, чтобы противостоять наступлению правительственных войск.
В середине августа президент Турции Эрдоган заявил, что Турция находится на «последней стадии» подготовки военной операции против курдов на севере Сирии.
Хронология по дням
1 августа после сдачи тяжёлого вооружения боевики покинули свою главную крепость в Кунейтре и были вывезены в Идлиб. Сирийские военные также заняли города Джубата аль-Хашаб, Таранджа и Уфания (провинция Эль-Кунейтра).
2 августа подразделения Сил ООН по наблюдению за разъединением (СООННР) в сопровождении российской военной полиции было передислоцировано на перевал Аль-Кунейтра между южной Сирией и оккупированными Израилем Голанскими высотами. Российские военные будут участвовать в патрулировании совместно с миротворцами ООН. Здесь будет развёрнут батальон российской военной полиции и оборудовано 8 наблюдательных постов вдоль линии разъединения. Речь идёт о создании гарантий безопасности для возобновления работы погранперехода на перевале Аль-Кунейтра в соответствии с израильско-сирийским соглашением о прекращении огня 1974 года. ООН приостановила свою деятельность в этом районе и вывела свои силы в сентябре 2014 года после того, как боевики «Джебхат ан-Нусры» похитили 45 миротворцев ООН из Фиджи, забрали их оружие, оборудование и автомобили. Благодаря посредничеству Катара заложники были освобождены, но ООН решила больше не рисковать. Последние четыре года наблюдательные пункты ООН оставались только на территории Израиля.
В ответ на нарушения режима прекращения огня и обстрелы жилых кварталов Алеппо правительственные войска нанесли массированный ракетно-артиллерийский удар по позициям мятежников, в результате которого был уничтожен командующий «Фронта освобождения Сирии» Юнес аль-Шибли и более 10 его подчинённых.
3 августа посол КНР в Сирии Ци Цяньцзинь заявил в интервью сирийской правительственной газете «Аль-Ватан», что КНР окажет Сирии необходимую помощь в предстоящей войсковой операции правительственных сил на юго-западе провинции Идлиб. Газета связывает это с присутствием большого количества уйгурских сепаратистов в районе Джиср эль-Шугура.
5 августа Сирийская арабская армия начала стягивать силы в восточные районы провинции Эс-Сувейда. Согласно информации новостного портала Al Masdar News, сюда прибыли подразделения 42-й бригады 4-й бронетанковой дивизии САА, ранее базировавшиеся на юго-западе провинция Даръа. За переброской сил, как полагают, последует операция по зачистке региона от подпольных групп ИГ, которым пока удаётся скрываться в районе пустыни Бадия Аш-Шам.
6 августа Сирийская арабская армия приступила к операции по зачистке пустынных районов Эс-Сувейды, где скрываются подпольные ячейки «Исламского государства». Правительственные войска оттеснили джихадистов в район плато Ас-Сафа и укрепили свои позиции на холмах Телль Басыр, Телль Ар-Разин.
После того, как курдские вооружённые формирования заявили об установлении контроля над районом вдоль сирийско-иракской границы, основные боевые действия в провинции Дейр эз-Зор переместились на восточный берег Евфрата, где по-прежнему сохраняется анклав боевиков «Исламского государства». Террористы до сих пор удерживают город Хаджин и несколько соседних деревень.
7 августа сирийские войска продолжили наступление на ИГИЛовцев на востоке провинции Эс-Сувейда. В наступлении участвуют подразделения 4-й бронетанковой дивизии САА, Национальных сил обороны (NDF), батальоны Сирийской социал-националистической партии и отряды бывших повстанцев, перешедших на сторону правительства.
11 августа в провинцию Алеппо прибыло 1300 бойцов курдских отрядов YPG, которые присоединились к Сирийской арабской армии в преддверии готовящегося наступления на отряды «Хайат Тахрир аш-Шам» в провинции Идлиб.
По неподтверждённым данным Al-Masdar News, сирийская армия намерена войти на юг провинции Идлиб с территории Аль-Латаминского выступа на севере провинция Хама. В рамках планируемой операции сирийские военные рассчитывают зачистить этот район на границе провинций, откуда регулярно ведутся обстрелы со стороны «Тахрир аш-Шам» и других группировок, и дойти до города Мааррет ан-Нумаан.
12 августа, по сообщению Al Masdar News, на военную авиабазу Абу Духур, расположенную на юго-востоке провинции Идлиб, в преддверии предстоящего наступления прибыли российские военные советники. Местные активисты полагают, что аэродром будет использоваться в качестве оперативного центра.
Высокопоставленные источники из штаба ВС САР подтвердили прибытие на авиабазу нескольких российских вертолётов и нескольких групп бойцов Сил специальных операций ВС РФ.
Правительственные силы Сирии при поддержке российских ВКС продолжили наращивать преимущество в боях с разрозненными отрядами ИГ к северо-востоку от Эс-Сувейды. Сирийские войска смогли восстановить контроль над административной границей региона, а также окружить последние группы террористов, укрывающиеся к югу от плато Ас-Сафа. Военнослужащим САА также удалось окончательно отбить важную трассу в районе плотины Аз-Зульф и тем самым отрезать ключевые пути поставок террористов, связывавшие их с американской базой «Ат-Танф».
По сообщениям, к планируемому наступлению на юг провинции Идлиб с севера провинции Хама будут привлечены подразделения из состава 1-й дивизии, 3-й, 18-й, 11-й и 7-й бронетанковых дивизий, «Щит Каламуна», 39-й, 41-й, 42-й и 555-й бригад 4-й механизированной дивизии, 47-й, 60-й, 87-й бригад 10-й дивизии, 15-й дивизии специальных сил, 105-й и 106-й бригад Республиканской гвардии, «Tiger Forces», формирований Национальных сил обороны, Сирийской социально-националистической партии, «Марда» и «Сукаилабия», батальоны «Ливаа аль-Кудс» и Аль-Баас.
20 августа Сирийская арабская армия при поддержке ВКС РФ продолжила спецоперацию по зачистке от групп «Исламского государства» пустыни в северо-восточной части провинции Эс-Сувейда. Террористы окружены в районе плато Ас-Сафа.
25 августа правительственные силы, участвующие в спецоперации в районе плато Ас-Сафа, понесли большие потери в результате масштабной контратаки террористов. Ещё одно подразделение попало в засаду в ходе прочёсывания местности. Общие потери составили до ста человек убитыми и ранеными.
На юго-востоке провинции Идлиб продолжается сосредоточение правительственных сил. Ударная группировка концентрируется в трёх районах: на севере Хамы, в Латакии и на юге Идлиба. Сюда, в частности, переброшено около 500 бывших боевиков из Даръа, перешедших на сторону правительства и присоединившихся к 5-му армейскому корпусу.
К 26 августа к сирийскому побережью была переброшена ударная группировка ВМФ России. Согласно данным военного источника, здесь базируются 15 судов: крейсер «Маршал Устинов» с противокорабельным ракетным комплексом и системой ПВО С-300, БПК «Североморск», фрегаты «Ярослав Мудрый», «Адмирал Григорович» и «Адмирал Эссен», СКР «Пытливый», МРК «Вышний Волочёк», «Град Свияжск», «Великий Устюг», БДК «Орск», «Николай Фильченков», морские тральщики «Валентин Пикуль» и «Турбинист», дизельные подлодки «Колпино» и «Великий Новгород». Корабли были направлены в этот район в связи с угрозами международной коалиции нанести удары по позициям правительственных сил.
Как сообщили в Минобороны России, 25 августа в Средиземное море вошёл американский эсминец USS Ross с 28 крылатыми ракетами Tomahawk, радиус действия которых позволяет нанести удары по всей территории Сирии. В Персидском заливе уже находится USS Sullivans с 56 аналогичными ракетами, а на военную базу El Udeid в Катаре был переброшен стратегический бомбардировщик В-1В, на борту которого расположены 24 крылатые ракеты JASSM. Тем самым группировка носителей крылатых ракет достигла численности, достаточной для нанесения массированного удара по Сирии. По данным Минобороны России, исламисты, действующие на территории провинции Идлиб, намерены инсценировать использование химического оружия правительственными силами с целью спровоцировать «ответную» атаку США на сирийские военные объекты.
27 августа сирийские правительственные силы перешли к активным боевым действиям против «спящих ячеек» ИГ в районе пустыни Бадия-аш-Шам (провинция Дейр-эз-Зор).
Шесть джихадистских формирований на территории провинции Идлиб вышли из коалиции «Хайят Тахрир аш-Шам» и присягнули на верность лидеру «Аль-Каиды» Айману аль-Завахири через её сирийский филиал, который именует себя «Организация хранителей религии» (Танзим Хурас ад-Дин). Причиной этого решения, как сообщают, стала дискриминация, которой подверглись боевики этих отрядов, эвакуированные ранее в Идлиб из пригородов Дамаска, провинций Хомс и Даръа после поражения от сирийской армии.
30 августа несколько формирований Свободной сирийской армии, действующих на юго-западе провинции Алеппо, заявили о готовности отправиться в Идлиб и присоединиться к «Хайят Тахрир аш-Шам» в случае начала наступления правительственных сил.
Подразделения 1-й, 3-й и 10-й дивизий ВС САР, участвующие в спецоперации в районе плато Ас-Сафа, штурмом прорвали оборону ИГИЛовцев на северо-востоке и западе кольца окружения, освободив несколько участков и стратегическую трассу.

## Сентябрь
4 сентября авиация ВВС Сирии и российских ВКС возобновила удары по позициям «Хайят Тахрир аш-Шам» и «Исламской партии Туркестана» в провинции Идлиб, прерванные 15 августа. Российские военные заявили, что речь идёт не о начале широкомасштабной операции по возвращению Идлиба под контроль Дамаска, а об «ответной реакции» на провокации террористов, в том числе на запуск беспилотников в район российской авиабазы Хмеймим.
Израильская авиация из воздушного пространства Ливана нанесла ракетные удары по Тартусу и научно-исследовательскому центру в районе города Масьяф (провинция Хама), где, по предположениям израильской разведки, при помощи иранских специалистов идёт работа по созданию ядерного реактора.
7 сентября в Тегеране состоялся третий саммит президентов России, Ирана и Турции, главной темой которого стала ситуация в Идлибе. Россия и Иран выступали за проведение военной операции по уничтожению боевиков в Идлибе, однако президент Турции Реджеп Эрдоган призвал не наносить массированные военные удары по оппозиции, поскольку это, по его словам, приведёт к неминуемому гуманитарному кризису и гибели тысяч мирных жителей. Сирийское руководство заявляло о готовности очистить Идлиб военным путём, ликвидировать террористический «гнойник» в этой провинции призывал и министр иностранных дел России Сергей Лавров. Выработать совместное решение трём лидерам не удалось. В итоговом коммюнике тегеранской встречи содержался только призыв к скорейшему отмежеванию умеренной оппозиции от террористов группировки «Хайят Тахрир аш-Шам».
Из четырёх зон деэскалации, о создании которых Иран, Россия и Турция договорились в конце сентября 2017 года, к концу лета 2018 года сохранилась всего одна — в Идлибе и на части территорий соседних провинций (по турецким оценкам, в районе проживает около 3,5 млн человек). Остальные зоны перешли под контроль сирийских властей, что стало возможно отчасти благодаря тому, что не желающим мира повстанцам предоставлялась возможность переехать в Идлиб. Башар Асад, однако, проявлял решимость вернуть под свой контроль и эту территорию. Правительственные силы и российские ВКС вели точечный огонь по позициям оппозиционных сил, но массированное наступление не начиналось ввиду противодействия президента Турции. Идлиб, согласно договорённостям, был зоной контроля Турции: по её периметру размещены наблюдательные пункты турецких ВС, многие из здешних группировок, относящиеся к так называемой «умеренной» оппозиции, Турция поддерживала на протяжении всей войны в Сирии.
10 сентября «Сирийские демократические силы» (СДС) объявили о начале заключительной фазы операции «Буря Джазиры» по освобождению от «Исламского государства» провинций Дейр-эз-Зор и Хасеке, продолжающейся при воздушной поддержке сил международной коалиции с лета 2017 года. К сентябрю 2018 года на восточном берегу Евфрата под контролем ИГ оставался единственный «карман» в районе города Хаджин и находящихся в 20-25 км от него населённых пунктов Эш-Шаафа и Эс-Суса. По оценкам международной коалиции, численность боевиков ИГ в районе Хаджина составляет от 1,5 тыс. до 2 тыс., ими создана сеть подземных укреплений. «Карман» в районе Хаджина примыкает к территории, занятой проиранскими силами на западном берегу реки Евфрат в Абу-Кемале, всего в 10 км от иракской границы. Наличие в этом районе проиранских формирований позволяет контролировать дорогу из Ирака в Сирию. Если эту территорию зачистят курды из СДС и возглавляемая США коалиция, ситуация для проиранских сил осложнится, поскольку на юге дорогу из Ирака контролируют американские силы, расположенные на базе Эт-Танф.
17 сентября в Сочи по итогам переговоров между президентами России и Турции был подписан меморандум о стабилизации обстановки в провинции Идлиб и создании демилитаризованной зоны вдоль линии соприкосновения сирийских войск и вооружённой оппозиции.
Основные положения достигнутых соглашений:
- к 15 октября должна быть создана демилитаризованная зона глубиной 15-20 км вдоль линии соприкосновения, из которой должны быть выведены радикально настроенные формирования боевиков;
- к 10 октября из этой зоны должны быть выведены тяжёлые вооружения, танки, РСЗО, орудия и миномёты всех оппозиционных группировок;
- контроль в демилитаризованной зоне будут осуществлять подвижные патрульные группы ВС Турции и российской военной полиции;
- до конца года должно быть восстановлено транзитное сообщение по трассам М4 (Алеппо—Латакия) и М5 (Алеппо—Хама)[132].

16-17 сентября стало известно о потерях сирийских правительственных сил и проправительственных формирований в ходе операции в районе пустыни Бадия-аш-Шам (провинция Дейр-эз-Зор). 16 сентября ИГИЛовцы нанесли неожиданный контрудар и прорвали линию обороны правительственных войск, нанеся им существенные потери, после чего правительственные войска отступили к городу Аль-Маядин, произвели перегруппировку и восстановили утраченные позиции.
В ночь на 18 сентября четыре истребителя F-16 ВВС Израиля нанесли удар управляемыми авиационными бомбами по сирийским объектам в районе города Латакия. Сирийские подразделения ПВО, пытаясь отразить удары с помощью ЗРК С-200, сбили российский самолёт радиоэлектронной разведки и радиоэлектронной борьбы Ил-20М, заходивший в это время на посадку на авиабазе Хмеймим. Все 15 человек, находившиеся на борту, погибли. Минобороны РФ в своём заявлении возложило ответственность за гибель российского самолёта на израильские самолёты, которые осуществляли заход на цели на малой высоте со стороны Средиземного моря, фактически прикрываясь российским самолётом, и подставили его под огонь сирийской ПВО.
В связи с катастрофой российского самолёта российское руководство приняло решение в кратчайшие сроки поставить Сирии зенитные ракетные комплексы С-300 и установить на командных пунктах сирийских соединений ПВО российские автоматизированные системы управления Для обеспечения централизованного управления всеми силами и средствами ПВО Сирии, ведения мониторинга воздушной обстановки и оперативного целеуказания. Кроме того, было заявлено, что в прилегающих к Сирии районах над акваторией Средиземного моря будет применяться радиоэлектронное подавление спутниковой навигации, бортовых РЛС и систем связи боевой авиации иностранных государств, атакующей объекты на сирийской территории.
Согласно сообщениям, большая часть крупнейших исламистских группировок, действующих в провинции Идлиб, отказалась признавать подписанное в Сочи российско-турецкое соглашение о создании демилитаризованной зоны на линии соприкосновения между правительственными войсками и формированиями вооружённой оппозиции. К непримиримым джихадистам, помимо «Хайят Тахрир аш-Шам» и «Исламской партии Туркестана», примкнули «Хуррас ад-Дин», «Ансар аль-Таухид», «Ансар ад-Дин», «Ансар Аллах», «Аль-Фуркан» и «Джунд аль-Кавказ», входящие в коалицию «Освободительная организация Шама». В связи с прозвучавшими заявлениями мятежников сирийские войска нанесли ракетно-артиллерийские удары по их позициям в районе населённых пунктов Джиср эль-Шугур (Идлиб) и Джабаль аль-Аркад (Латакия).
19 сентября началась реализация соглашения, достигнутого между российским Центром по примирению враждующих сторон и вооружённой группировкой «Бригада мучеников Карьятейна», базирующейся в районе Ат-Танф, контролируемом подразделениями ВС США (юг провинции Хомс). По этому соглашению боевики передают правительственным войскам своё тяжёлое вооружение и вместе с семьями из лагеря беженцев Рукбан эвакуируются на север провинции Алеппо, на территорию, контролируемую протурецкой Свободной сирийской армией. Таким образом на контролируемой американцами территории остаётся лишь группировка «Джейш аль-Тувара». Сообщается также о том, что на сделку по примирению с сирийским правительством пошла группировка «Джейш аль-Таухид» в провинции Хомс.
Исламистская группировка «Танзин Хуррас ад-Дин», в основном состоящая из бывших членов «ан-Нусры», и союзная Свободной сирийской армии группировка «Ансар аль-Дин» заявили о непризнании российско-турецкого соглашения по Идлибу. Тем временем часть подразделений сирийской армии, блокировавших провинцию Идлиб, перебрасываются в провинцию Эс-Сувейда для завершения операции против окружённых ИГИЛовцев.
24 сентября сообщалось о полном завершении операции сирийских правительственных сил в районе пустыни Бадия-аш-Шам.
25 сентября на авиабазу Хмеймим двумя военно-транспортными самолётами Ил-76 были доставлены многофункциональные станции постановки помех — по предположению СМИ, это системы РЭБ «Красуха-4» (используется для подавления бортовых радиолокаторов, систем связи, спутниковой навигации и управления летательных аппаратов) и Р-330Ж «Житель» (постановка помех спутниковым станциям связи), а также, возможно, универсальные комплексы РЭБ «Дивноморье».

## Октябрь
Рано утром 1 октября Корпус стражей исламской революции (КСИР) нанёс удар баллистическими ракетами средней дальности «Зульфикар» и «Киам» из города Керманшах на западе Ирана по целям в районе города Хаджин на сирийско-иракской границе. Согласно официальным иранским сообщениям, целью атаки стали объекты на восточном берегу реки Евфрат, где, как утверждает Тегеран, скрывались боевики, организовавшие 22 сентября теракт в иранском городе Ахваз. В результате теракта погибли 25 человек, ещё 69 получили ранения. Ответственность за теракт взяли на себя «Патриотическое арабское демократическое движение в Ахвазе», которое, как утверждают в Тегеране, имеет связи с Саудовской Аравией, и «Исламское государство». Иранские власти заявили, что за терактом стоят США и их региональные союзники — Саудовская Аравия, ОАЭ и Израиль.
3 октября министр обороны РФ Сергей Шойгу доложил Совету безопасности России о завершении доставки зенитных комплексов С-300 в Сирию. Сергей Шойгу также доложил о начале работ по созданию единой системы управления ПВО в Сирии, которые, по его словам, будут завершены к 20 октября. По словам источников РБК в оборонно-промышленном комплексе, Сирия получит два дивизиона С-300ПМУ-2 — это экспортный вариант комплекса С-300ПМ-2 «Фаворит», способного бороться с самолётами на расстоянии до 200 км и с баллистическими ракетами малой и средней дальности на расстояниях до 40 км. По согласованию с сирийской стороной, эти комплексы будут прикрывать объекты на побережье Сирии, а также контролировать границы с Израилем, Иорданией, Ливаном и Ираком.
9 октября президент Башар Асад издал указ об амнистии военнослужащим, незаконно покинувшим во время войны свои воинские части. Дезертиры, которые находятся на территории Сирии, могут попросить об амнистии и вернуться в свои части в течение четырёх месяцев со дня вступления указа в силу. Для военнослужащих, покинувших страну, этот срок составляет полгода. За два месяца, прошедшие со дня издания указа, амнистию получили более 16,5 тыс. бывших военнослужащих.
К 10 октября, согласно сообщению МО Турции, сирийские вооружённые группы в провинции Идлиб, как и было намечено сентябрьским соглашением, отвели тяжёлое оружие из демилитаризованной зоны.
14 октября наиболее многочисленная и дееспособная сила, противостоящая правительственным войскам в Идлибе, — террористическая организация «Хайат Тахрир аш-Шам» (ХТШ) — распространила заявление, отвергающее требование уйти из демилитаризованной зоны и покинуть занимаемый стратегический плацдарм. 15 октября глава МИД Сирии Валид Муаллем предупредил, что несмотря на существование российско-турецкого мирного плана, в Дамаске не исключают силового сценария установления контроля над провинцией, если этот мирный план не будет реализован.
27 октября в Стамбуле состоялся саммит по Сирии, в котором приняли участие президент России Владимир Путин, канцлер Германии Ангела Меркель, президент Франции Эмманюэль Макрон и президент Турции Реджеп Эрдоган. Саммит стал первой встречей в подобном формате. Инициатором его проведения стал президент Турции Реджеп Эрдоган. Предполагалось, что стороны должны будут обсудить в первую очередь исполнение российско-турецкого соглашения по Идлибу от 17 сентября и продолжение процесса политического урегулирования. Российская сторона выносила на обсуждение вопросы по восстановлению Сирии, политическому урегулированию и взаимодействию с Западом. Владимир Путин по итогам саммита отметил, что соглашение по зоне деэскалации в Идлибе было временным, и Россия ожидает от Турции скорейшего вывода из Сирии всех вооружённых группировок. В случае, если боевики в идлибской зоне деэскалации продолжат свои вооружённые провокации, Россия будет готова «оказать действенную поддержку» сирийской армии в ликвидации этого очага конфликта, — заявил Путин.
29 октября агентство CBC News сообщило, что Канада приняла 117 активистов из неправительственной организации «Белые каски» и членов их семей, которые были эвакуированы из Сирии в июле этого года. Члены «Белых касок» и их семьи будут размещены в четырёх провинциях: Британской Колумбии, Саскачеване, Онтарио и Новой Шотландии.
30 октября на сайте президента Турции Реджепа Тайипа Эрдогана было объявлено, что Турция в скором времени начнёт военную операцию против сирийских курдов на территории к востоку от Евфрата. По словам Эрдогана, предварительные подготовка и планирование уже завершены и Турция уже приступила к активным действиям против курдских отрядов самообороны. Новую военную операцию в Сирии Эрдоган анонсировал ещё в начале мая, после чего военные советники курдских отрядов самообороны покинули Манбидж. В середине августа Эрдоган заявил, что Турция находится на «последней стадии» подготовки военной операции.
В провинции Эс-Сувейда в течение месяца продолжалась операция правительственных войск САР против террористов «Исламского государства» в районе вулканического плато Сафа.

## Ноябрь
3 ноября руководитель российского Центра по примирению враждующих сторон в Сирии генерал-лейтенант Владимир Савченко сообщил, что военная полиция России обеспечила безопасность гуманитарного конвоя ООН, следовавшего в лагерь беженцев Эр-Рукбан. Конвой в составе более 100 транспортных средств с воздуха прикрывали два вертолёта ВКС России Ми-8АМТШ и один Ми-24.
Как заявил 16 ноября официальный представитель Минобороны России в целевых группах по прекращению огня и гуманитарной помощи в Женеве Юрий Тарасов, в лагере беженцев Эр-Рукбан на границе между Сирией и Иорданией (лагерь Эр-Рукбан расположен на юго-востоке провинции Хомс, в 55-километровой зоне вокруг американской военной базы Эт-Танф) находятся более 6 тыс. боевиков группировки «Магавир Эс-Саура», подконтрольной США. По его словам, всего в Эр-Рукбане содержатся около 50 тыс. человек. Тарасов отметил критическую ситуацию в лагере, где нет воды и электричества, а люди «ютятся в лачугах с выгребными ямами». Также беженцы не могут получить помощь медиков, а гуманитарные грузы перехватываются боевиками.
17 ноября руководитель российского Центра по примирению враждующих сторон в Сирии генерал-лейтенант Владимир Савченко сообщил, что в результате обстрела незаконными вооружёнными формированиями населённого пункта Сафсара в провинции Латакия погибли 18 сирийских военнослужащих.
19 ноября генштаб сирийской армии заявил о завершении многонедельной военной операции в районе вулканического плато Сафа — последнего оплота боевиков террористической группировки «Исламское государство» в провинции Эс-Сувейда на юге страны.
По информации российского Центра по примирению враждующих сторон, 24 ноября в 21:50 террористические группировки, находящиеся в идлибской зоне деэскалации, обстреляли северо-западные кварталы Алеппо. По данным властей, пострадали 107 жителей. По словам Игоря Конашенкова, огонь вёлся из 120-мм миномётов с юго-восточного направления демилитаризованной зоны, из района населённого пункта эль-Бурайкат, контролируемого боевиками «Хайат Тахрир аш-Шам» (ХТШ, созданная на базе «Джебхат ан-Нусра»).
В ответ на обстрелы правительственные войска и российская авиация нанесли по позициям боевиков удары. Артиллерия боевиков была обнаружена российскими разведчиками в демилитаризованной зоне провинции Идлиб.
26 ноября президент Сирии Башар Асад подписал указ, предусматривающий серьёзные кадровые перестановки в кабинете министров. В частности, министром внутренних дел был назначен бригадный генерал Мухаммед Халед Рахмон, сменивший Мухаммада Ибрагима аш-Шаара, который занимал эту должность с 2011 года (в том же году в Сирии начались активные антиправительственные выступления, за подавление которых Евросоюз ввёл в отношении аш-Шаара санкции). Помимо этого, Асад учредил Национальное агентство по примирению. Его главой стал Али Хайдар, прежде занимавший должность государственного министра по вопросам национального примирения.

## Декабрь
В провинции Дейр-эз-Зор «Сирийские демократические силы» при поддержке американской авиации продолжили штурм города Хаджин — главной цитадели ИГ на восточном берегу Евфрата.
12 декабря в Турции было объявлено о подготовке к военной операции против курдов на северо-востоке Сирии.
19 декабря в США было объявлено о начале вывода американских войск из Сирии — по словам президента Трампа, в связи с выполнением основной задачи — уничтожения террористической группировки «Исламское государство». В МИД РФ решение Дональда Трампа поддержали, заявив, что оно создаёт «реальные перспективы для политического урегулирования» в Сирии. Вывод войск из Сирии был одним из предвыборных обещаний Дональда Трампа. В то же время в администрации США заявили о намерении продолжить совместно с союзниками действия, направленные на то, чтобы «лишить радикальных исламских террористов территории, финансирования, поддержки и любых способов проникновения через границы».
Как сообщило издание Buzz Feed, американские войска будут эвакуированы в том числе и с базы Эт-Танф на юге Сирии, недалеко от границы с Иорданией.
21 декабря президент Турции Реджеп Тайип Эрдоган объявил, что решил временно отложить наступление турецких войск в Сирии.
Согласно сирийским и российским источникам, в ночь на 26 декабря шесть израильских самолётов F-16, находясь в воздушном пространстве Ливана, запустили 16 управляемых авиабомб по целям, находящимся к западу от Дамаска. Четырнадцать были отражены сирийскими средствами ПВО. Две бомбы попали по логистическому центру сирийской армии, нанеся ущерб складу боеприпасов. В ходе нападения были ранены три сирийских военнослужащих. Оппозиционные сирийские источники утверждают, что удар наносился по складам ливанского шиитского движения «Хезболла». По версии израильских СМИ, в результате атаки была уничтожена партия иранских управляемых ракет «Фаджр-5». Как заявил официальный представитель Минобороны РФ Игорь Конашенков, удары Израиля создали прямую угрозу двум пассажирским самолётам, которые в тот момент совершали посадку в аэропортах Бейрута и Дамаска. Чтобы предотвратить катастрофу, сирийцам пришлось ограничить применение средств ПВО и РЭБ. В российском МИДе атаку назвали «грубым нарушением суверенитета Сирии и положений резолюций Совбеза», особо обратив внимание на то, что израильская авиация действовала под прикрытием гражданских самолётов.
27-28 декабря в Дамаске после семилетнего перерыва возобновили работу посольства ОАЭ и Королевства Бахрейн.
28 декабря подразделения Сирийской арабской армии вошли в город Манбидж, расположенный в 85 км от Алеппо, и подняли над ним национальный флаг. По заявлению представителя генштаба САА, «бойцы Сирийской арабской армии были введены в Манбидж в ответ на призыв населения, а также в соответствии с поставленной перед ними задачей по восстановлению государственного суверенитета над всей территорией страны». Город находился под контролем Военного совета Манбиджа, состоящего в основном из представителей курдских отрядов, освободивших город от террористической группировки «Исламское государство» летом 2016 года. В марте 2017 года в рамках операции «Щит Евфрата» вплотную к этому городу подошли турецкие войска и формирования протурецкой Сирийской свободной армии. Курды согласились передать Манбидж сирийским властям в обмен на гарантию защиты города от турецкого вторжения через несколько дней после того, как президент США Дональд Трамп заявил о выводе американских войск из Сирии.
В течение декабря ВВС Ирака по согласованию с сирийскими властями нанесли несколько точечных ударов по объектам «Исламского государства» в приграничных районах Сирии.